# Ostgondwana
Ostgondwana war der östliche Bestandteil des Großkontinents Gondwana und bestand im Wesentlichen aus den Bruchstücken des Superkontinents Rodinia Groß-Indien, Proto-Ostantarktika und Proto-Australien.
Die Evolution Ostgondwanas, wird als ein langwieriger und großräumiger geodynamischer Zyklus von tektonischen, magmatischen, metamorphen und sedimentären Prozessen mit Gebirgsbildungen bzw. Auffaltung orogener Gürtel unter Schließung von Ozeanen verstanden. Diese Gürtel trugen wesentlich zur Bildung Ostgondwanas bei.
Prä-ostgondwanische geodynamische Prozesse können bis in die Ära des Mesoproterozoikums vor etwa 1600 Millionen Jahren (abgekürzt mya) zurückverfolgt werden. Die tektonische Formierung Ostgondwanas begann im Neoproterozoikum ab 650 mya und war im frühen Phanerozoikum, dem unteren Ordovizium um 470 mya weitgehend abgeschlossen.

## Erdgeschichtlicher Rahmen Ostgondwanas

Hypothetische Paläogeographie Columbias
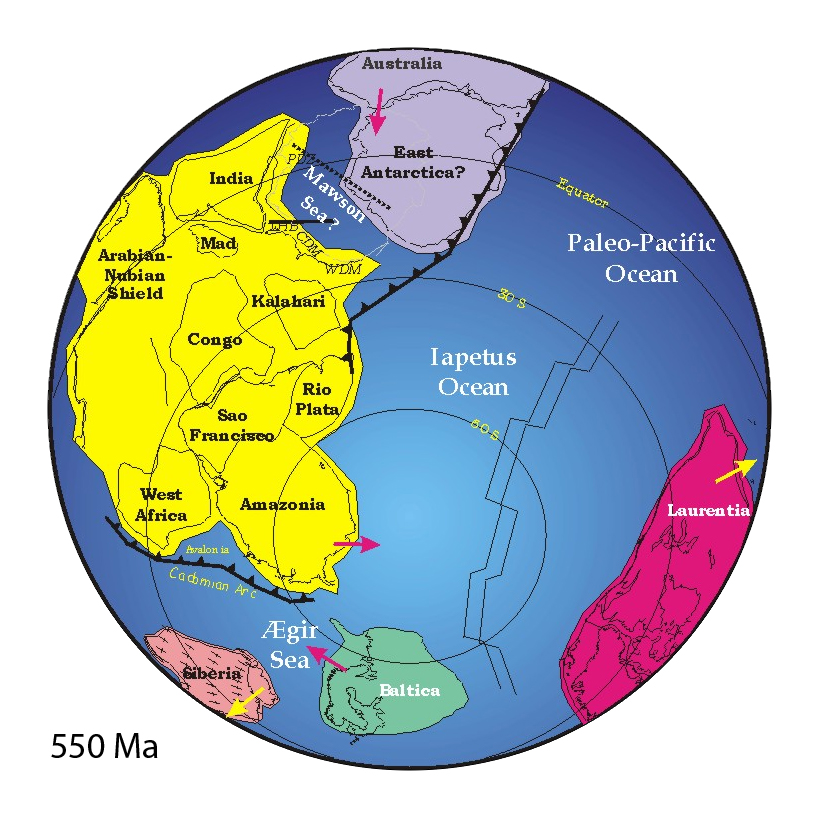
Vermutliche Paläogeographie Pannotias um 550 mya

Die Formierung Ostgondwanas basiert auf plattentektonischen Vorgängen globalen Ausmaßes, beginnend mit dem Auseinanderbrechen von Lithosphärenplatten (Kontinentalplatten) und dem Öffnen von intra-kontinentalen Grabenbrüchen bis hin zum Schließen der sich gebildeten Ozeane. Diese Prozesse, die dem Wilson-Zyklus entsprechen, lassen sich zurückverfolgen bis in Entwicklungsphasen des hypothetischen Superkontinents Columbia (vermutlich ab ca. 2100 bis 1800 mya), in dem bereits frühe Kontinentalmassen von Proto-Indien, Proto-Australien und Proto-Antarktika vorhanden waren.
Nach dem Zerfall Columbias bildete sich die Grenville-Orogenese, die zur Bildung Rodinia (ab ca. 1100 bis 900 mya) führte. Diese Orogenese hatte auch bedeutenden Einfluss auf die Konfiguration von Columbias-Bruchstücken zu Ostgondwana. Mit dem Zerfall Rodinias formierte sich Pannotia (ab ca. 630 bis 530 mya) mit dem Großkontinent Gondwana als dessen bedeutendste kontinentale Masse. Letzterer bestand aus Ost- und Westgondwana. Westgondwana enthielt die Landmassen, aus denen sich die heutigen Kontinente Afrika und Südamerika bildeten (siehe auch → Pan-Afrikanische Orogenese und Brasiliano-Orogenese). Die Pan-Afrikanische Orogenese hatte Einfluss auf die tektonischen Vorgänge Ostgondwanas.

## Ozeane
Dem tektonischen Zusammenschluss der verschiedenen Kontinentalmassen zu Ostgondwana ging die Öffnung von mehreren Ozeanen und deren anschließende Schließung voraus. Obwohl die Lage und Ausdehnung der meisten von ihnen nicht näher bekannt ist, kann anhand struktureller (z. B. Ophiolithe), petrologischer (z. B. ozeanischer Lithosphäre) und mariner Sedimente auf deren Bildung und Schließung geschlossen werden. Die bedeutendsten waren der Mosambik-Ozean, der Mawson-Ozean und der Proto-Pazifische Ozean.

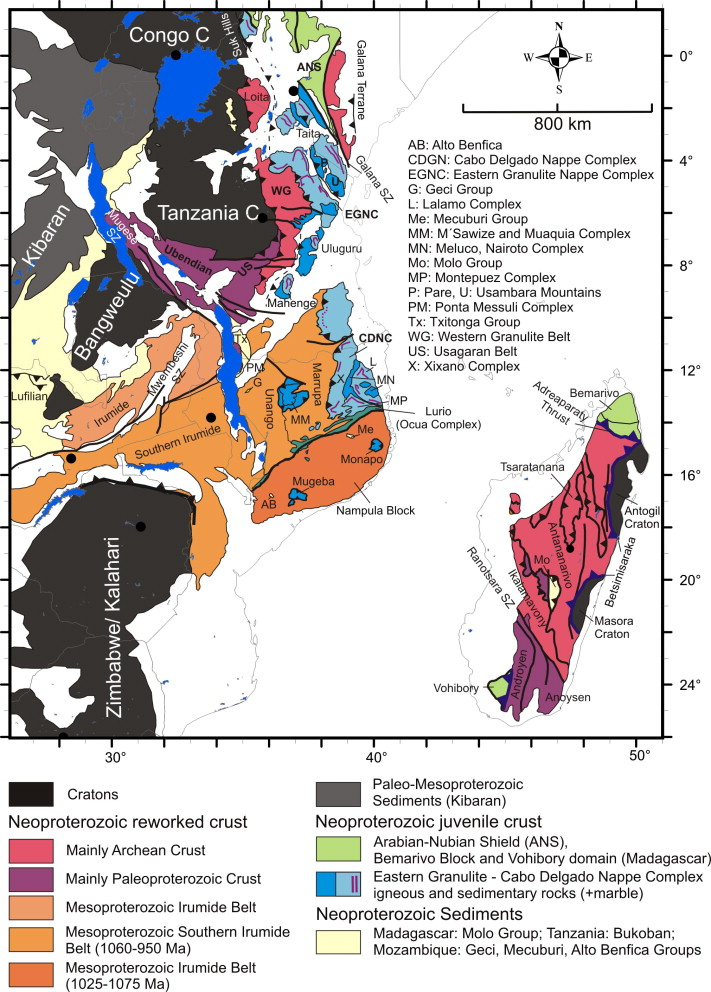
Mosambik-Gürtel mit Krustendomainen und -alter

- Der Mosambik-Ozean[5] breitete sich zwischen Groß-Indien und den ostafrikanischen Landmassen aus. Dessen Schließung führte u. a. zwischen 650 und 620 mya zur Ausbildung des Mosambik-Gürtels (siehe auch → Ostafrikanisches Orogen). Die südliche Verlängerung des Mosambik-Ozeans öffnete sich zwischen dem Grunehogna-Kraton (als Teil des Kalahari- bzw. Kaapvaal-Kratons) (siehe → Grunehogna-Kraton) und dem Rest der Ostantarktis, wie Ozeanbodenrelikte in der nördlichen Shackleton Range belegen.

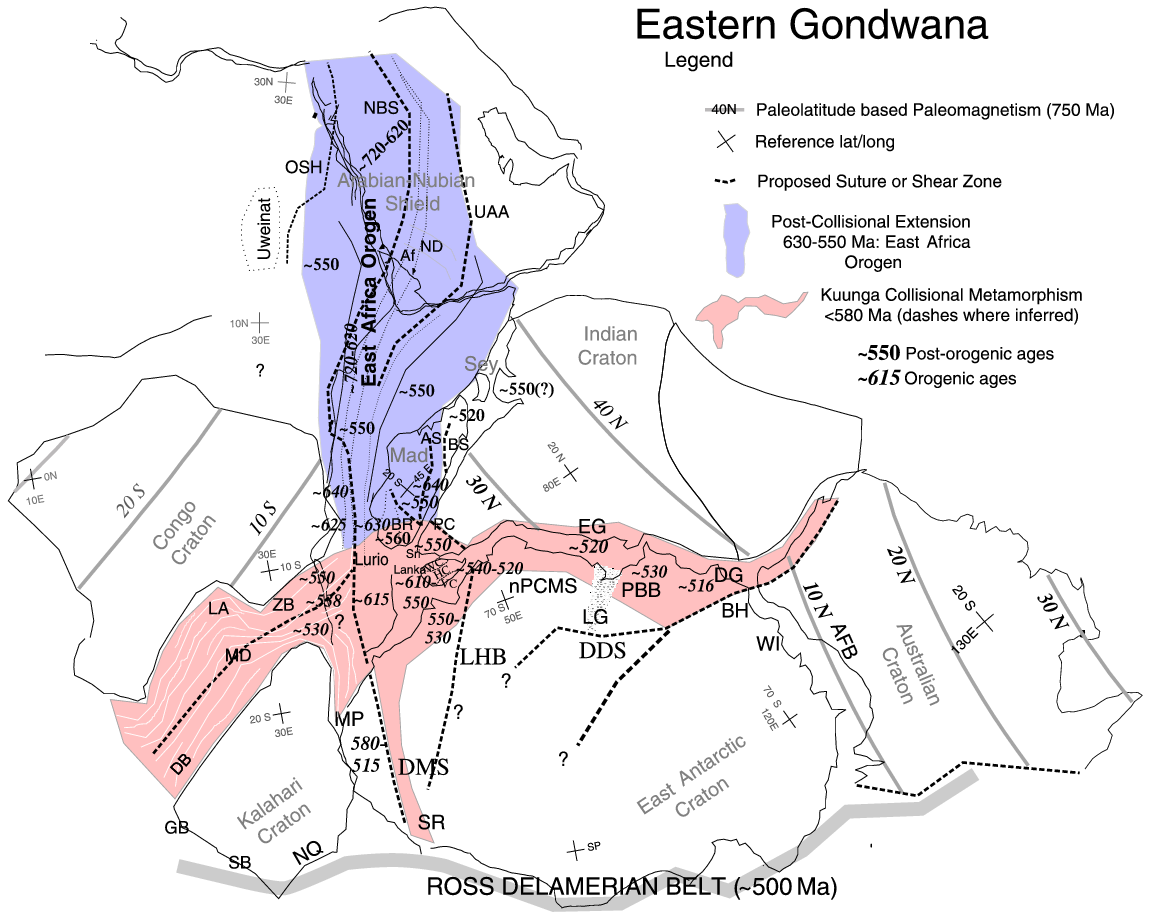
Ostafrikanisches Orogen und Kuunga-Orogen

Abkürzungen, Ostgondwana betreffend: AFB=Albany-Fraser-Orogen (Australien); BH=Bunger Hills (Ostantarktika); BR=Bongolava–Ranotsara-Scherzone (Madagaskar); BS=Betsimisaraka-Suturzone (Madagaskar); DDS=Darling–Denman-Sutur (Ostantarktika–Australien); DG=Denman-Gletscher (Ostantarktika); DMS=Dronning Maud-Sutur (Ostantarktika); EG=Eastern Ghats (Indien); HC=Highland-Komplex (Sri Lanka); LG=Lambert Graben (Ostantarktika); LHB=Lützow-Holm-Gürtel (Ostantarktika); MP=Königin-Maud-Land (Ostantarktika); NC=Napier-Komplex (Ostantarktika); nPCSM=Nördliche Prince Charles Mountains (Ostantarktika); PBB=Prydz Bay-Gürtel (Ostantarktika); PC=Paughat–Cauvery (Indien); SR=Shackleton Range (Ostantarktika); VC=Vijayan-Komplex (Sri Lanka); WC=Wanni-Komplex (Sri Lanka); WI=Windmill-Inseln (Ostantarktika)
- Der Mawson-Ozean trennte Groß-Indien von den Protokontinenten Ostantarktika und Australien sowie südostafrikanischen Krustenblöcken. Die Schließung dieses Ozeans erzeugte Kollisionen zwischen diesen Kontinentalmassen. Dieser Vorgang wird Kuunga-Orogenese[2] genannt. Sie ereignete sich im späten Neoproterozoikum bis zum frühesten Paläozoikum, dem Kambrium, von etwa 570 bis 530 mya.
- An den Südrändern Proto-Ostantarktikas und Proto-Australiens öffnete sich der Proto-Pazifische Ozean. Hier bildeten sich die Ross- und Delamara-Orogenesen (siehe → Periphere Orogenesen).

## Kontinente und Krustenblöcke
Die bedeutendsten Kontinentalmassen Ostgondwanas waren der Proto-Indische Subkontinent (hier abgekürzt Proto-Indien), Ostmadagaskar, Sri Lanka, die Seychellen, Proto-Ostantarktika und Proto-Australien. Indien, Ostmadagaskar, Sri Lanka und die Seychellen bildeten seinerzeit eine zusammenhängende Kontinentalmasse, die Groß-Indien genannt wurde. Ostmadagaskar enthält mit dem Antogil-Block zwei Kraton-Bruchstücke, die ursprünglich Bestandteil des indischen Dharwar-Kratons waren. Die Betsimisaraka-Suturzone trennt den Antogil-Block von den übrigen madegassischen Krusteneinheiten (siehe auch → Antogil-Block). Proto-Ostantarktika und Proto-Australien bildeten ebenfalls eine geologische Einheit, die sich erst um 160 mya aufzulösen begann.

## Groß-Indien

### Proto-Indien

Lage des Indischen Subkontinents
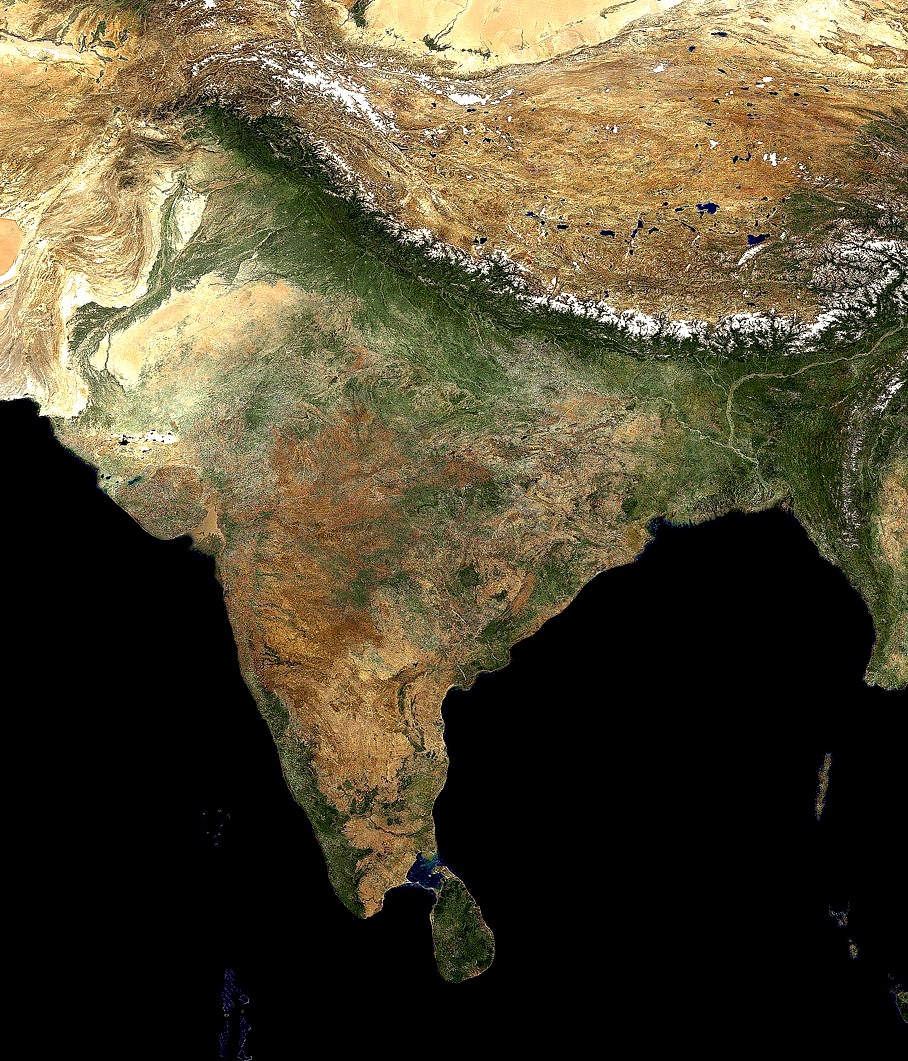
Satellitenaufnahme des Indischen Subkontinents
Geographische Übersicht des Indischen Subkontinents
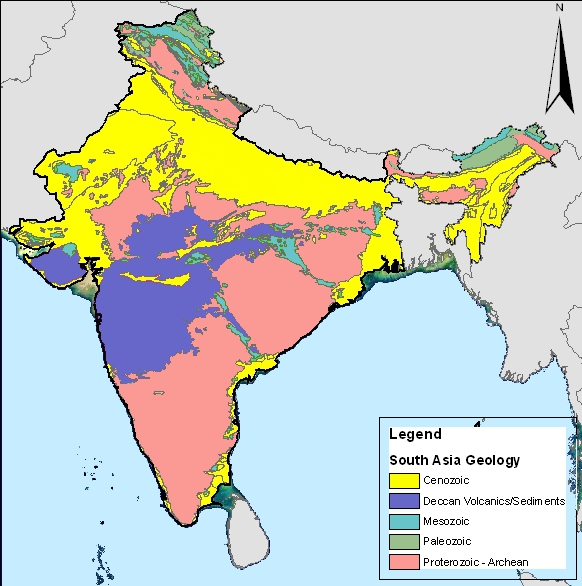
Vereinfachte Geologische Karte des Indischen Subkontinents
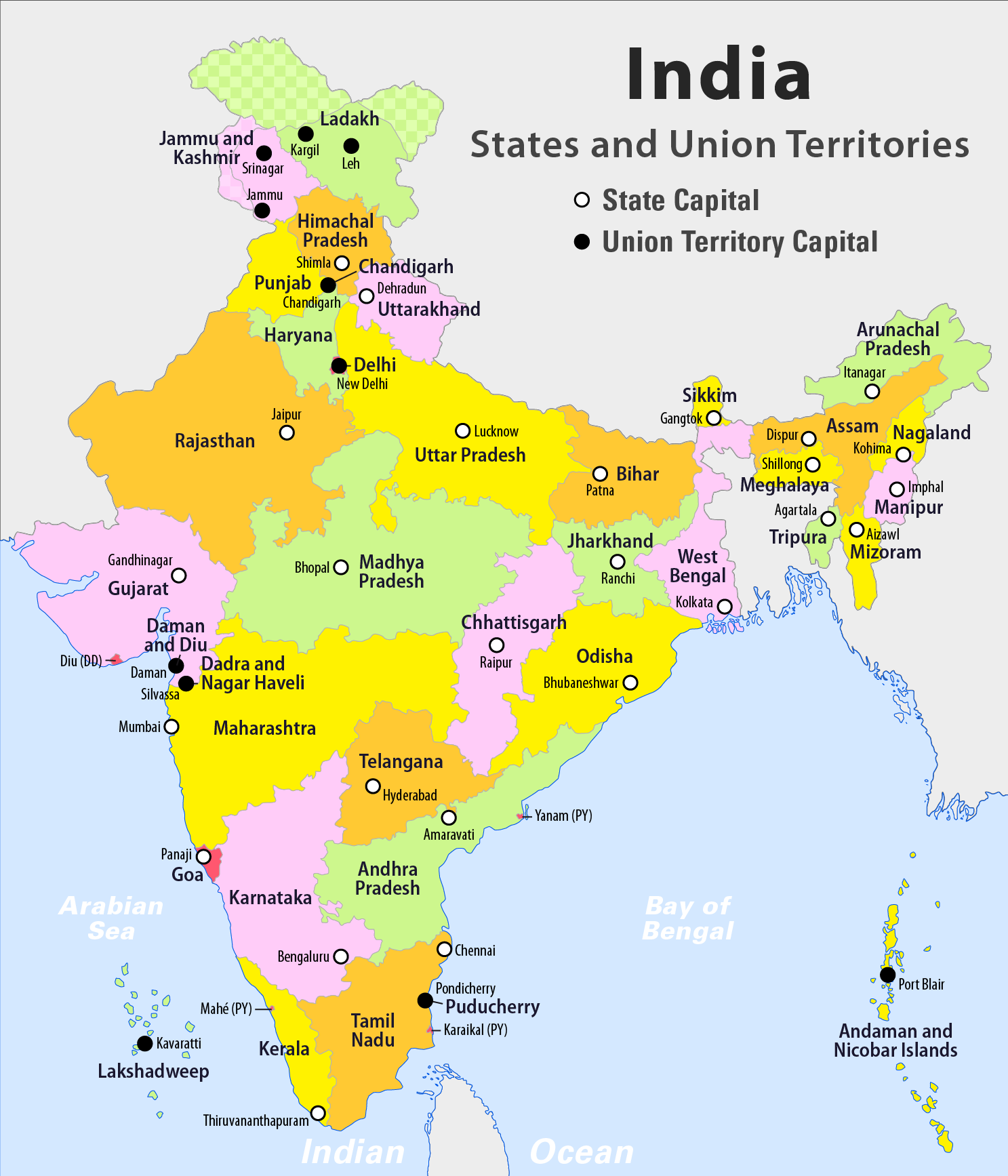
Karte der Bundesstaaten und Unionsterritorien Indiens
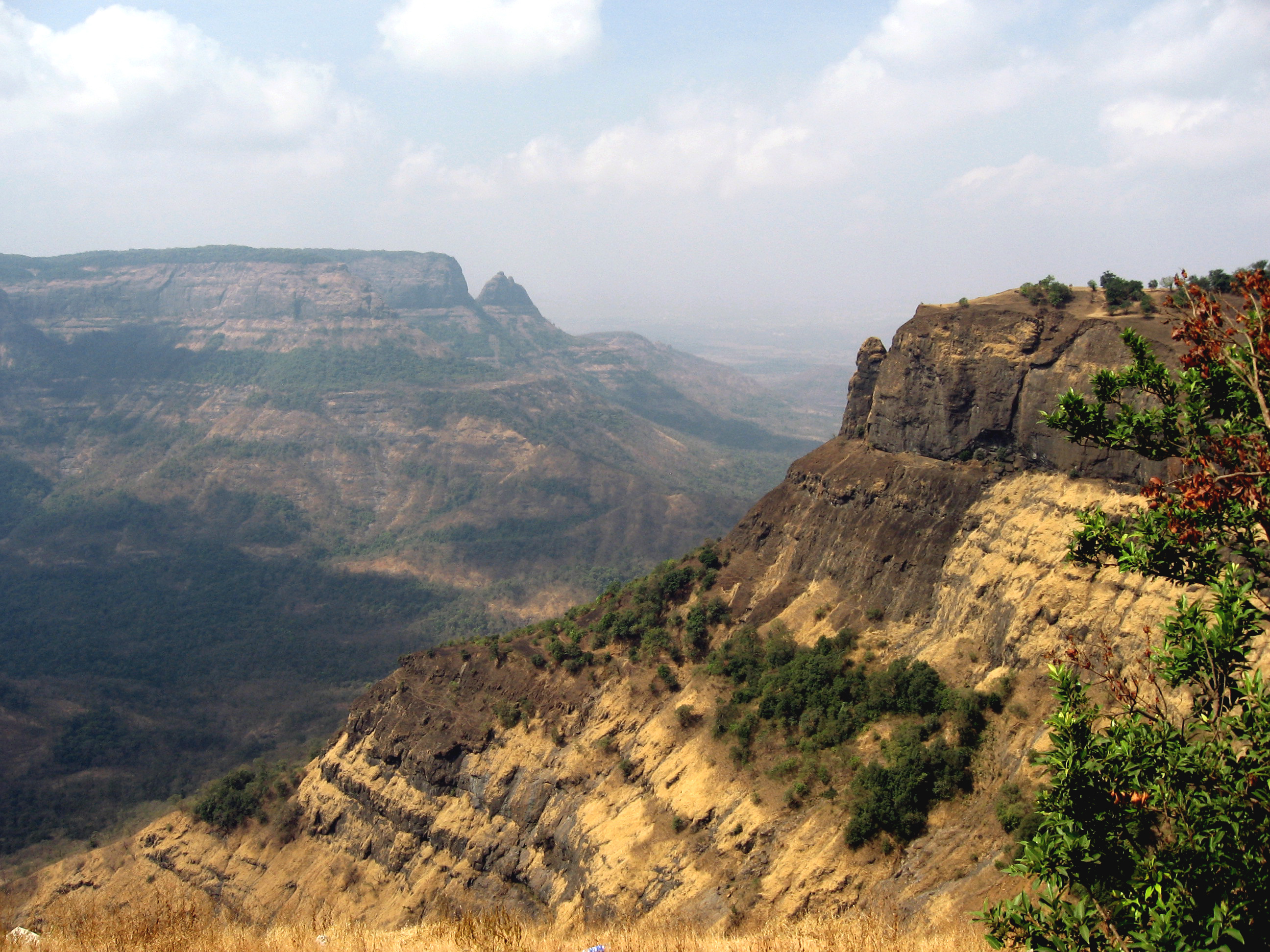
Dekkan-Trapps in den Westghats bei Matheran im Bundesstaat Maharashtra

Proto-Indien bildet die zentrale Krusteneinheit Groß-Indiens und nimmt eine Schlüsselstellung bei der Formierung Ostgondwanas ein. Es befindet sich in einer Art Triple-Junction-Position zwischen den frühen Strukturen Südostafrikas sowie Ostantarktikas und Australiens. Der westliche Bereich Indiens kollidierte infolge Schließung des Mosambik-Ozeans mit Azania, einer von Südostafrika abgebrochenen Lithosphärenplatte, auch Proto-Madagaskar genannt, und dem Mosambik-Gürtel, während der südliche Rand Indiens mit der nördlichen Flanke Ostantarktikas und den südwestlichen Bereichen Australiens unter Schließung des Mawson-Ozeans kollidierte.
Proto-Indien besteht aus einem Mosaik mehrerer archaischer Grundgebirgseinheiten und paläoproterozoische bis mesoproterozoische Faltengebirge bzw. orogener Gürtel sowie mehreren Sedimentbecken. Die orogenen Gürtel unterlagen während der Formierung Ostgondwanas tektono-thermischen Überprägungen. Weite Bereiche des westlichen Mittelindiens wurden am Ende der Kreide von mächtigen Flutbasaltschichten des Dekkan-Trapps überdeckt.
- Grundgebirgseinheiten

Proto-Indiens Grundgebirge enthält die archaischen Dharwar-, Bastar-, Singhbhum-, Rajasthan- und Meghalaya Kratone. Die Kratone bestehen überwiegend aus TTG-Komplexen mit Tonaliten, Trondhjemiten und Granodioriten sowie vulkano-sedimentären Grünsteingürteln. Oft sind sie durchsetzt von granitischen Intrusionen, Scherzone, Verwerfungen und orogenen Faltengürteln aus deformierten und metamorphierten proterozoischen Gesteinen.

Lage des indischen Bundesstaates Karnataka
Lage des indischen Bundesstaates Telangana
Lage des indischen Bundesstaates Chhattisgarh
Lage des indischen Bundesstaates Jharkhand
Lage des indischen Bundesstaates Westbengalen

Die ersten drei Kratone bilden eine zusammenhänge Kette, die sich vom mittleren Süden bis zum Nordosten Indiens erstreckt, was etwa den Bundesstaaten von Karnataka, Telangana, Chhattisgarh, Jharkhand und Westbengalen entspricht. Sie werden als den südlichen Protokontinent Indiens bezeichnet.
Nördlich des Singhbhum-Kratons entwickelte sich der mesoproterozoische Chhotanagpur Granite-Gneiss-Komplex. Beide werden durch den Singhbhum-Gürtel getrennt. Die magmatischen Ausgangsgesteine (Protolithe) bildeten sich in einer kontinentalen Dehnungsphase um 1450 mya. Während der Rodinia-Formierung wurden sie infolge einer Kontinent-/Kontinentkollision um 943 mya deformiert und metamorph überprägt.

Lage des indischen Bundesstaates Madhya Pradesh
Lage des indischen Bundesstaates Rajasthan.

Im mittleren Nordwesten des Indischen Subkontinents liegt der Rajasthan-Kraton. Dies entspricht etwa den nordwestlichen Bereichen des Bundesstaates Madhya Pradesh und Rajasthan. Der Kraton setzt sich zusammen aus dem Bundelkhand-Granitmassiv, auch Bundelkhand-Kraton genannt, und dem Banded Gneissic-Komplex. Sie bilden den nördlichen indischen Protokontinent. Die beiden Krustenblöcke weisen mit TTG-Komplexen, Grünsteingürteln und Intrusionen ähnliche Petrographien auf. Sie unterlagen mehrfachen Deformationen und Metamorphosen. Ihre Entstehung geht bis ins Paläoarchaikum zurück.
Die Central India Tectonic Zone (CITZ) stellt eine herausragende geologische Einheit Indiens dar, die sich in ostnordost-westsüdwestlicher Richtung über eine Länge von ca. 800 km und einer Breite von ca. 400 km erstreckt. Sie ist durchzogen von mehreren Grabenbrüchen, Lineamenten, Scherzonen und Verwerfungen, von denen die Central Indian-Geosutur die südlichste Grenze der CITZ darstellt. Diese entstand infolge von Subduktionsprozessen und Kollisionen der südostindischen Dharwar-, Bastar- und Singhbhum-Kratone mit dem nordwestindischen Rajasthan-Kraton. Die Hauptkollisionsphase und damit Metamorphose ereignete sich um 1600 mya im Rahmen der Entwicklung des Superkontinents Columbia. Damit wurde der Indische Subkontinent zusammengefügt.

Lage des indischen Bundesstaates Meghalaya
Lage des indischen Bundesstaates Assam
Lage des Karbi-Anglong-Distriktes/Assam
Lage des indischen Bundesstaates Arunachal Pradesh
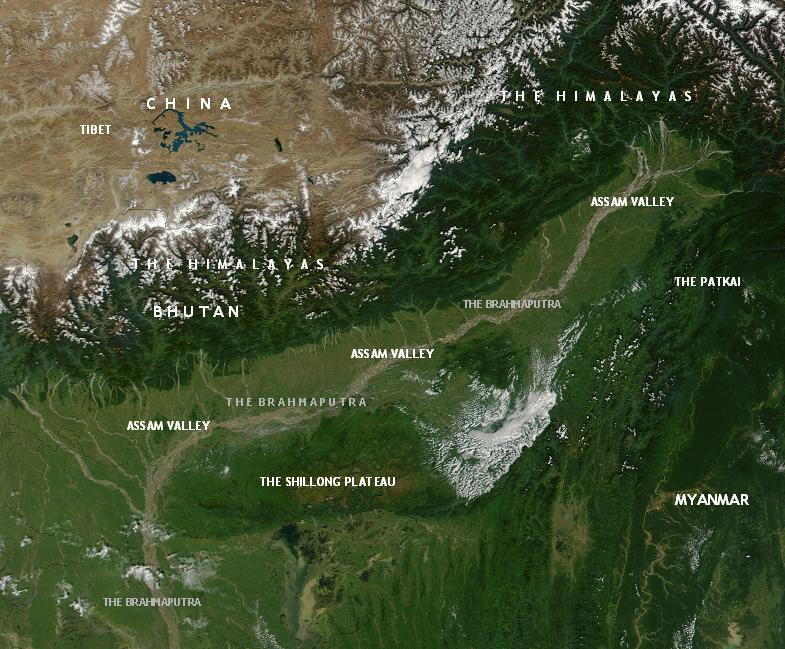
Satellitenaufnahme des Brahmaputra-Verlaufs (Assam-Tal) mit dem Shillong-Plateau
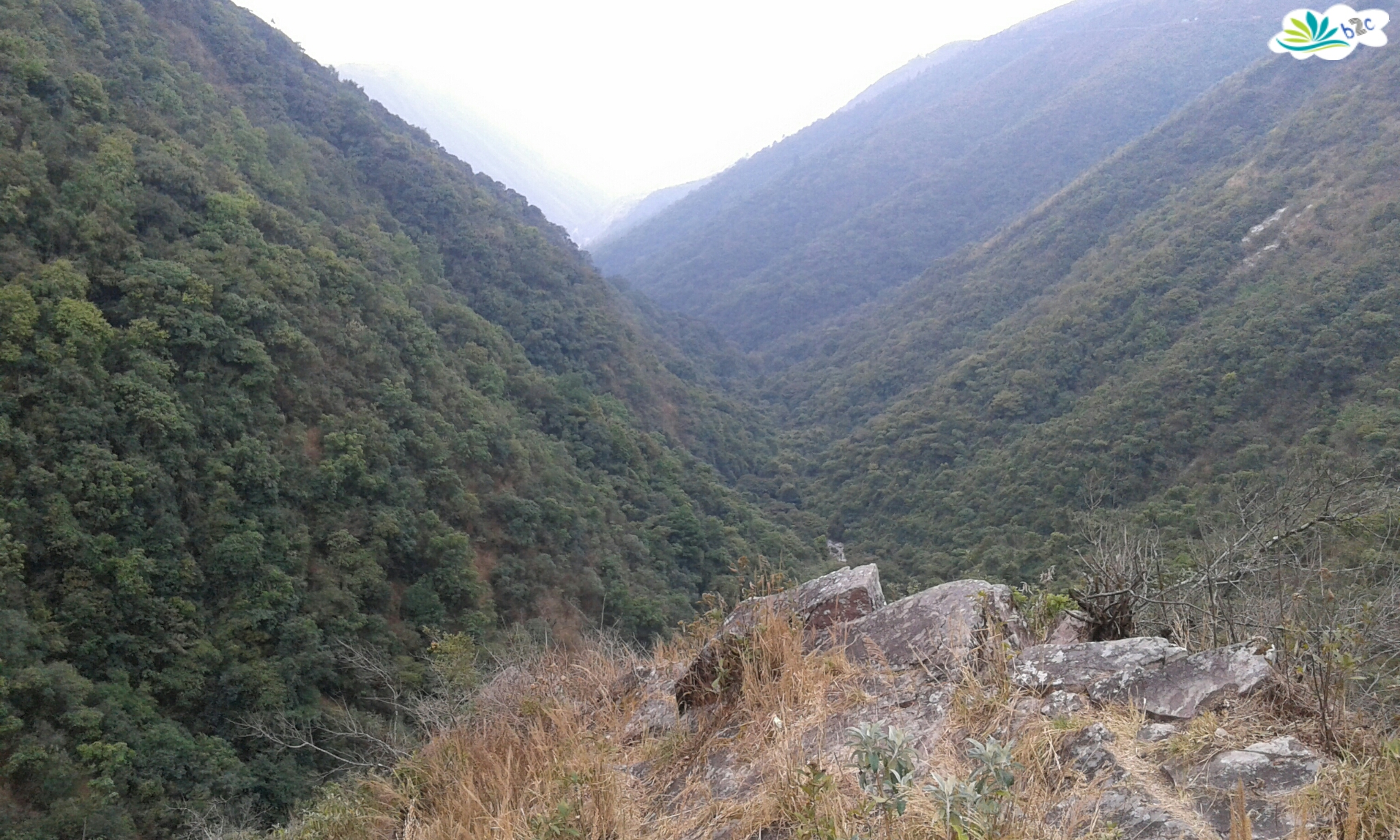
Felsformationen bei Cherrapunji/Shillong-Plateau/Meghalaya
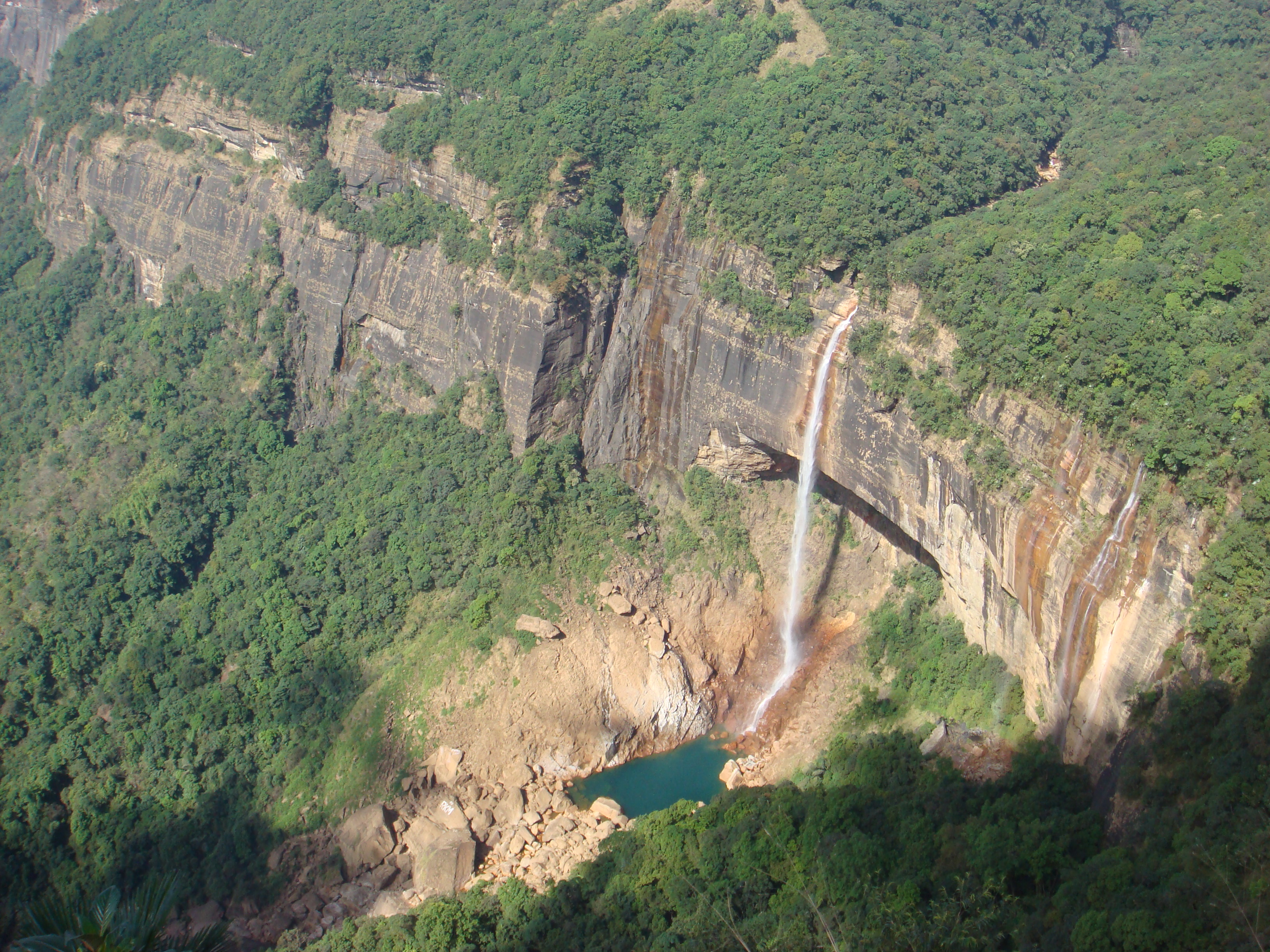
Nohkalikai Falls nahe Cherrapunji/Shillong-Plateau/Meghalaya

Der Meghalaya-Kraton befindet sich im äußersten Nordosten Indiens in den indischen Bundesstaaten Meghalaya und Assam. Seine Formationen treten im Shillong-Plateau/Meghalaya sowie in den Mikir Hills/Assam, auch Kabri Anglong-Plateau genannt, sowie in den Mishmi-Hills/Arunachal Pradesh zu Tage. Diese werden im Norden durch den Brahmaputra begrenzt. Die ältesten Grundgebirgsgesteine bilden den archaischen Gneiskomplex mit Alter zwischen 2637 und 2230 mya. Das überwiegend aus Siliziklastika bestehende Deckgebirge datiert auf 1700 bis 1500 mya. Es wurde mehrfach deformiert, gefaltet und metamorph überprägt. In Grund- und Deckgebirge drangen zwischen 1150 und 480 mya verschiedene Intrusionen ein.
- Orogene

Die orogenen Gürtel fassen die Kratone ein und entstanden bei deren Kollision untereinander bzw. mit anderen Krustenblöcken. Für die Formierung Ostgondwanas sind die Ostghats entlang der östlichen Flanken der Dharwar- und Bastor-Kratone, der Pandyan-Gürtel innerhalb des Southern Granulite-Terrans sowie das Aravalligebirge am Nordwestrand des Rajasthan-Kratons von Bedeutung.

Lage des Bundesstaates Kerala
Lage des Bundesstaates Tamil Nadu
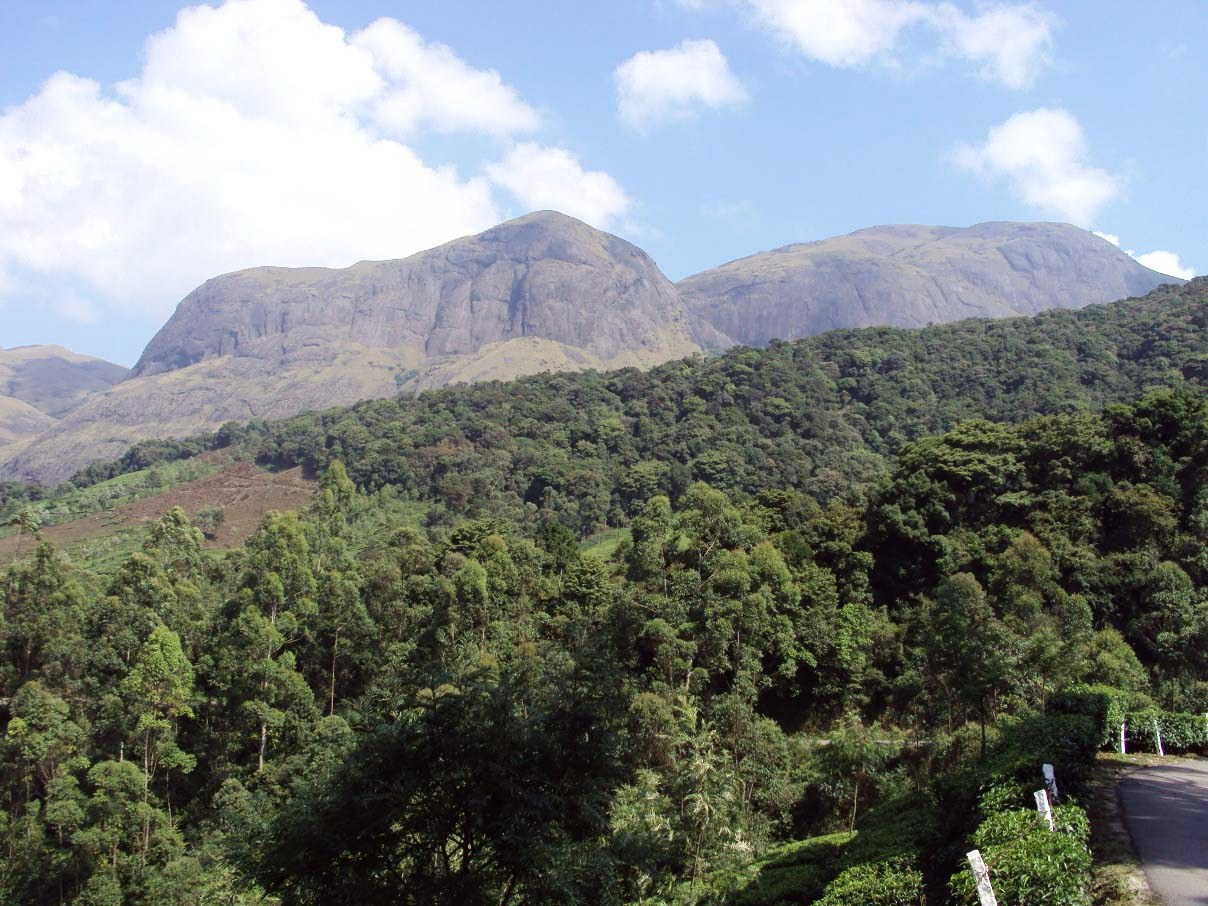
Anamudiberge in den Kardamombergen/Kerala
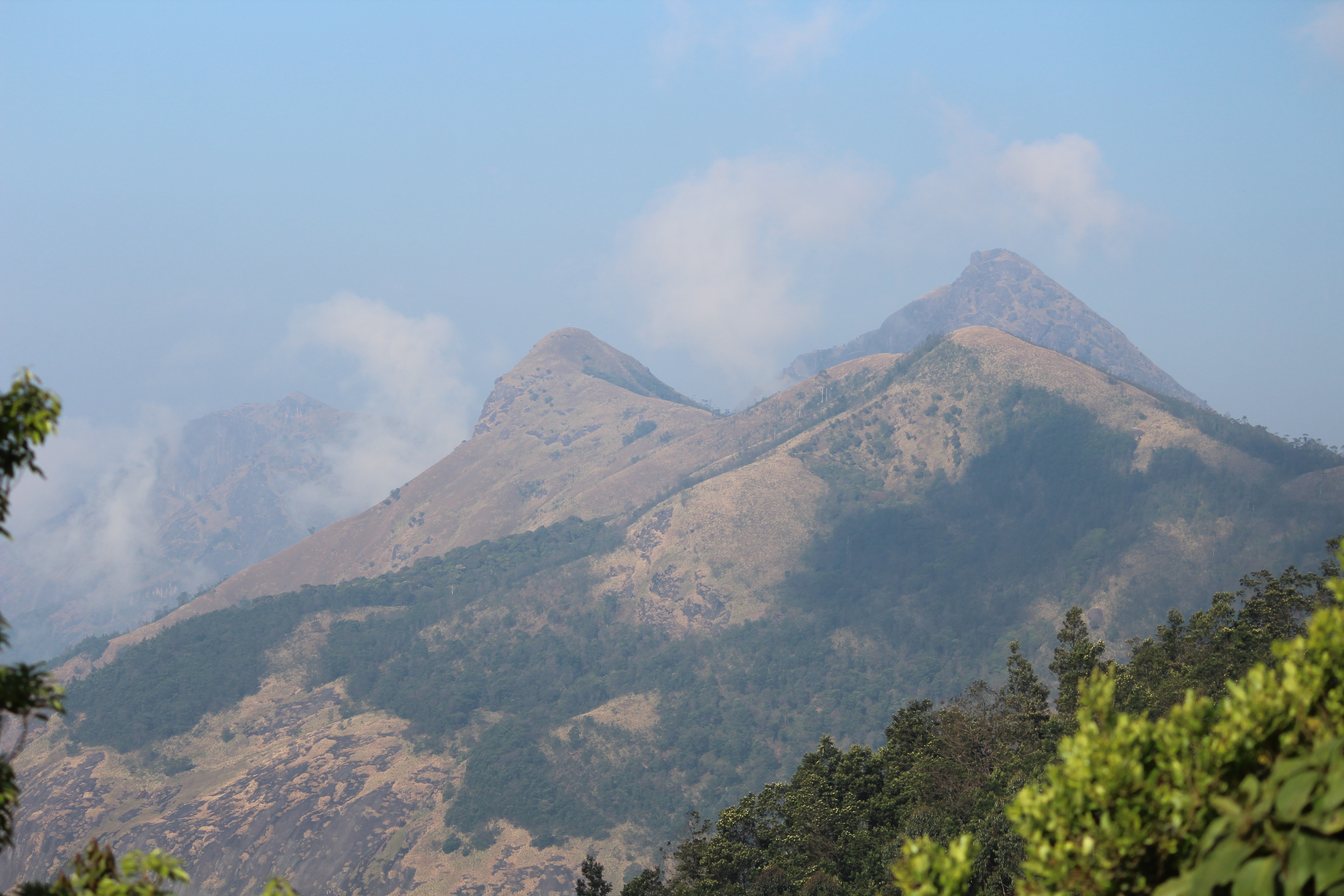
Höchste Berggipfel im Bundesstaat Kerala
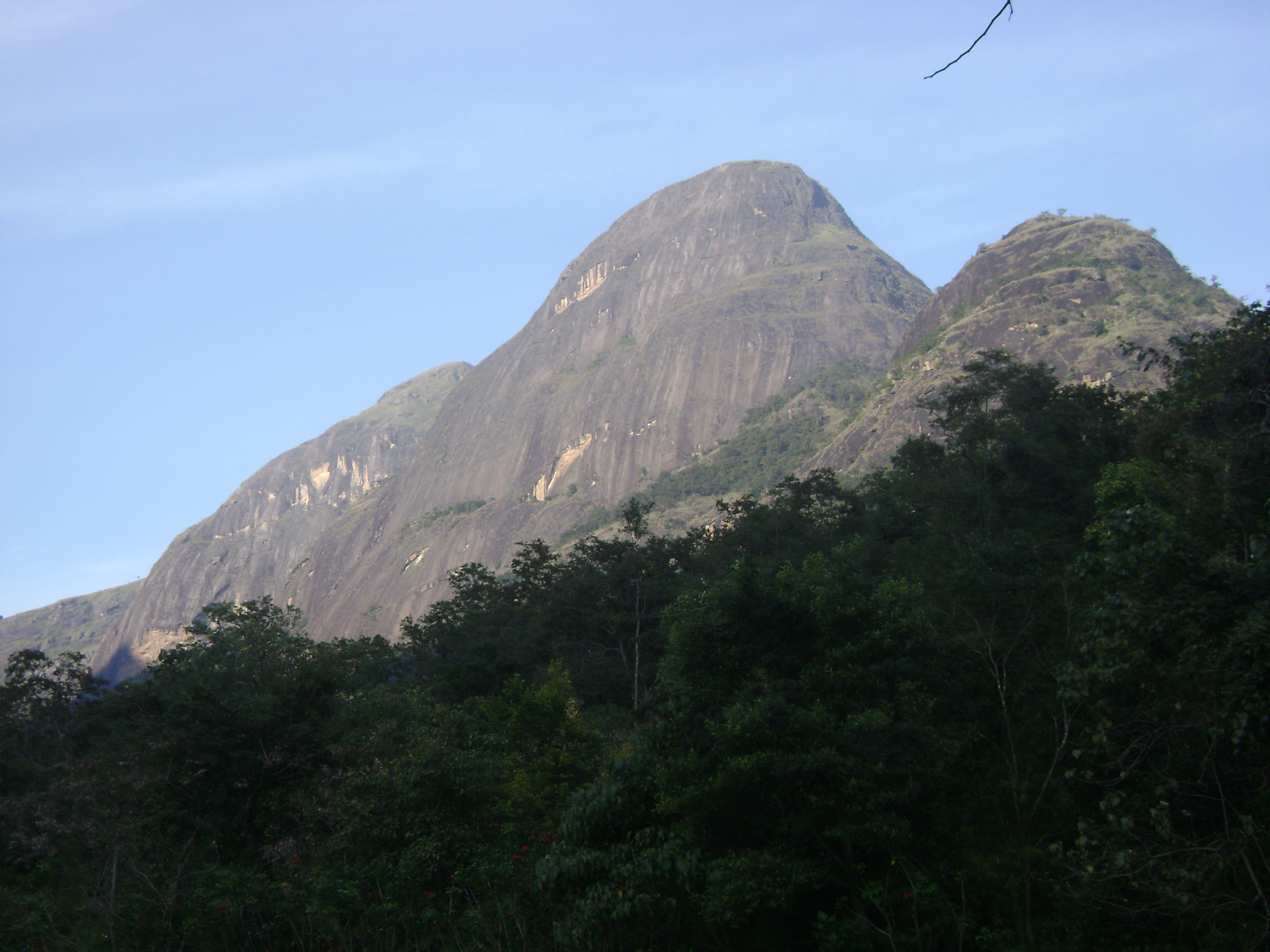
Gebirgsformation des Jambu Malai in den Anaimalai Hills/Kerala und Tamil Nadu
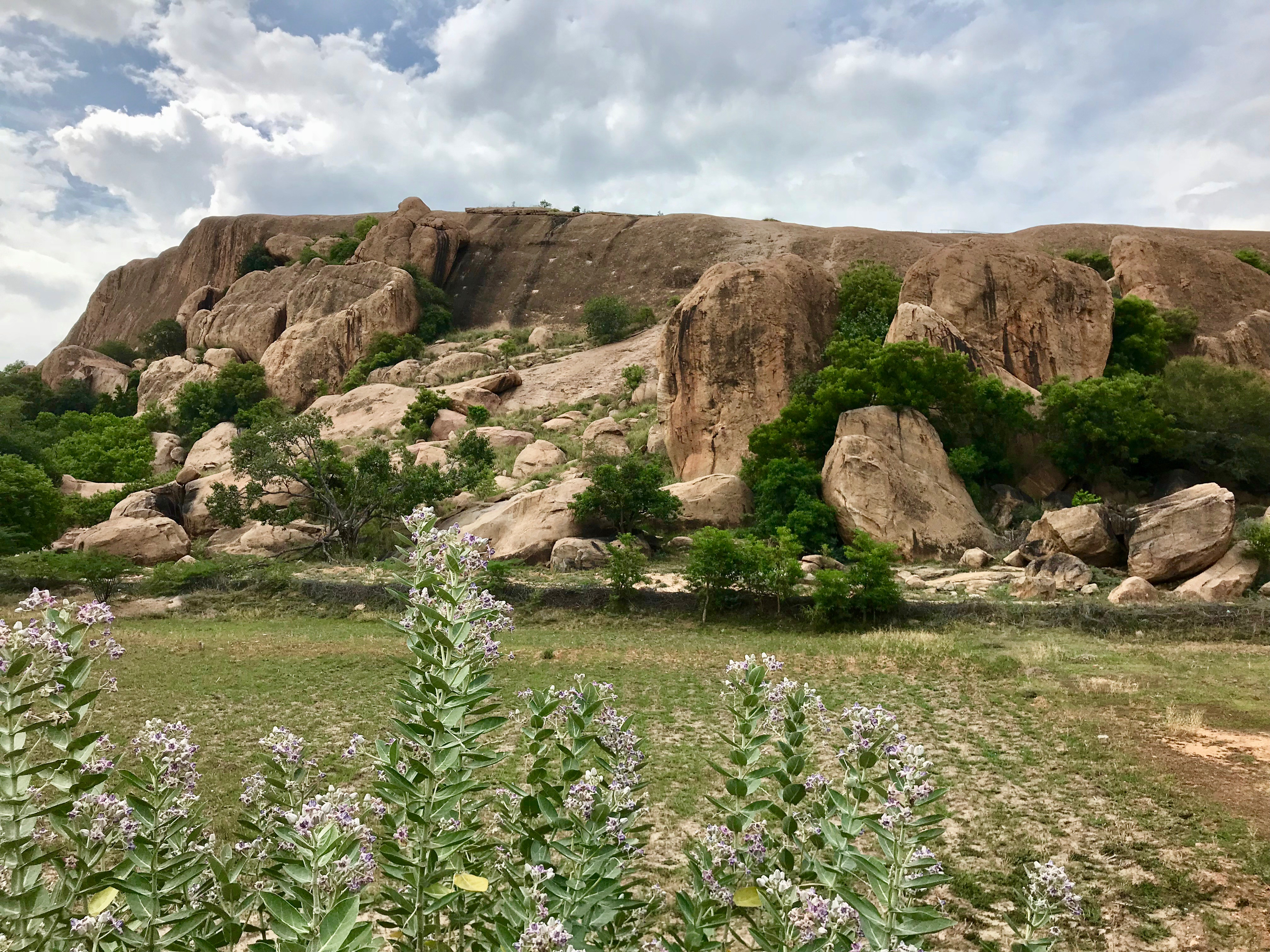
Nagamalai Pudukottai-Felsen bei Madurai/Tamil Nadu
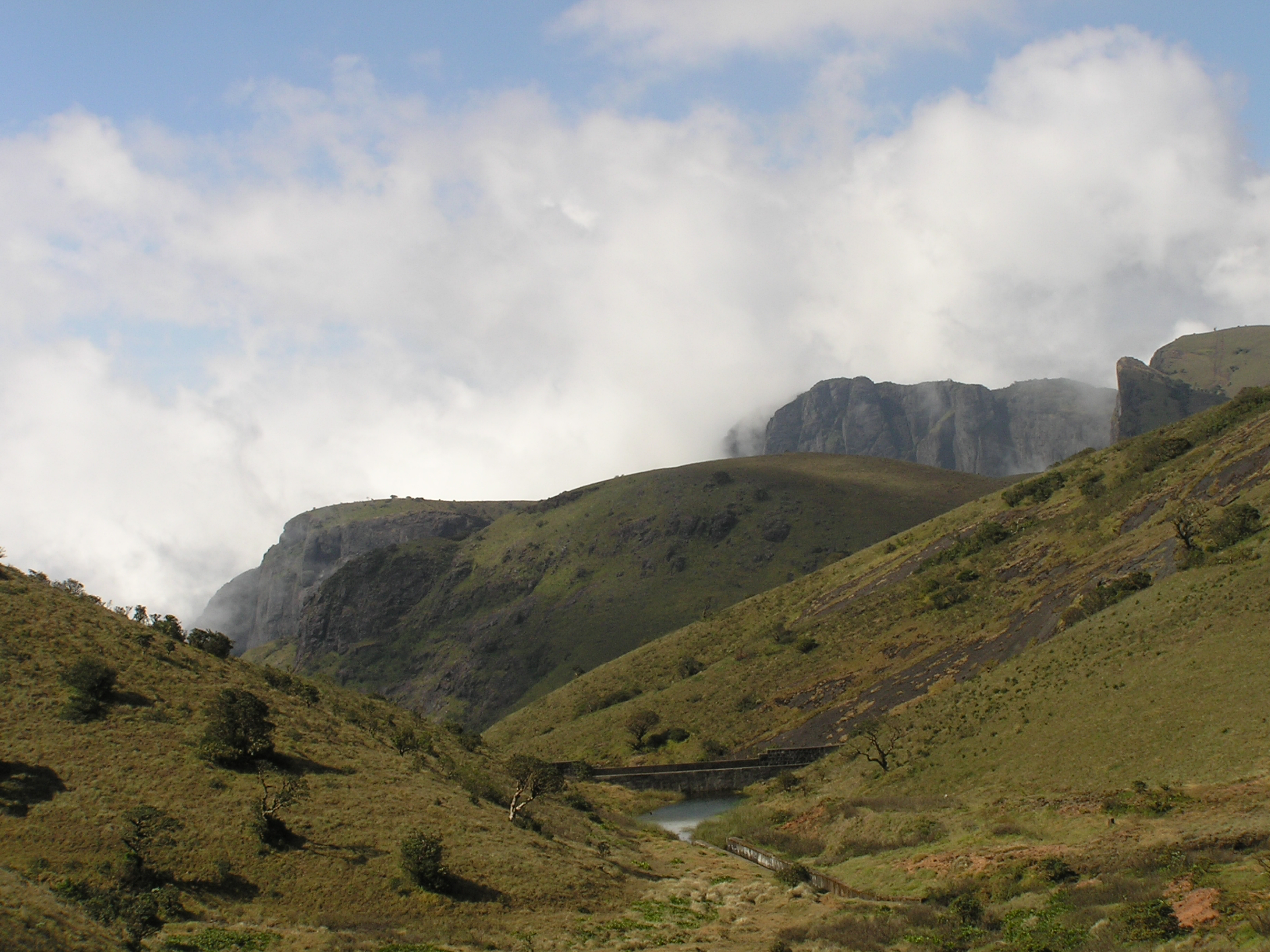
Berge im Western Catchments-Gebiet des Nilgiris Distrikt/Tamil Nadu
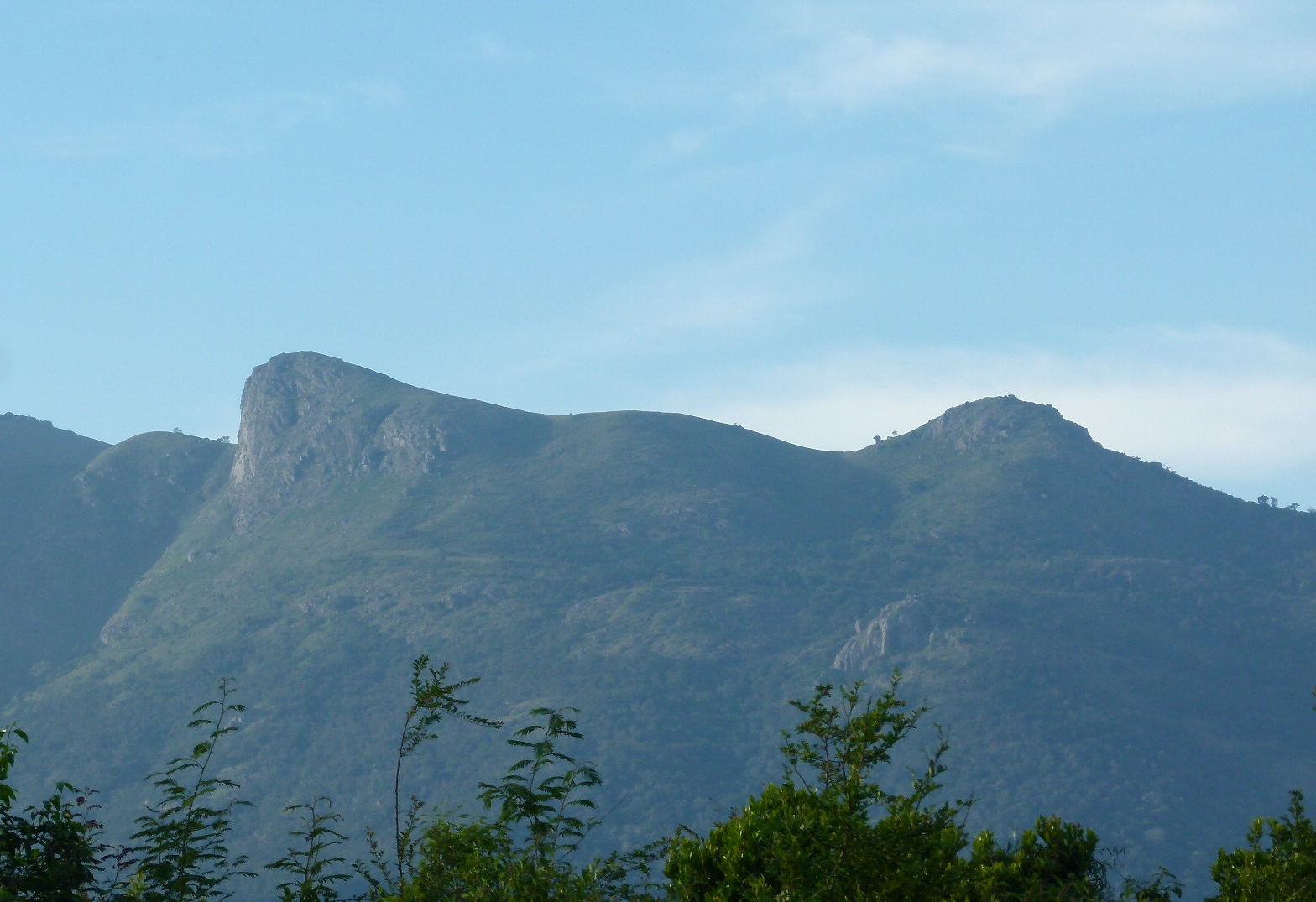
Akka Tangi-Felsformationen in den Biligiriranga Hills nahe Tamil Nadu

Am südlichen Ende des Dharwar-Kratons bildete sich das Southern Granulite-Terran oder der Southern Granulite-Gürtel. Es erstreckt sich hauptsächlich in den Bundesstaaten Kerala und Tamil Nadu. Die westliche, bzw. nördliche, und die östliche, bzw. südliche, Madurai-Provinz bilden den Großteil des Gürtels. Die westliche Provinz bildete sich als magmatischer Inselbogenkomplex, der aus 2530 bis 2460 mya alten Enderbiten besteht, die zwischen 2470 und 2430 mya hochgradig metamorph überprägt wurden. Die Kollision mit dem Dharwar-Kraton erfolgte von 2550 bis 2520 mya mit Ausbildung der Moyar-Bhavani-Cauvery-Suturzone. Die östliche Provinz entstand als magmatischer Inselbogenkomplex mit einem 1740 bis 1620 mya alten Grundgebirge aus überarbeiteten archaischen Gesteinseinheiten. Darüber entstand eine mächtige suprakrustale Sequenz aus überwiegend Siliziklastika, die sich in einem Flachwassergebiet ablagerte. Die Akkretion dieser Provinz erfolgte im frühesten Mesoproterozoikum am östlichen Rand der bereits mit dem Dharwar-Kraton kollidierten westlichen Provinz unter Ausbildung der Karur-Kambam-Painavu-Trissur-Scherzone. Beide Blöcke unterlagen während einer Grabenbruchphase zwischen 830 und 780 mya metamorphen Einflüssen, verbunden mit massiven Intrusionen. Diese tektonischen Prozesse stehen im Zusammenhang mit den Entwicklungen der Superkontinente Columbia und Rodinia.
Mit Schließung des Mosambik-Ozeans kollidierten um 550 mya westliche Bereiche des Southern Granulite-Terrans mit südöstlichen Strukturen von Azania bzw. Madagaskar unter hochgradigen Deformationen, Metamorphosen und intensiven Intrusionen. Östliche Bereiche des Southern Granulite-Terrans hatten tektonischen Kontakt mit dem Wanni-Komplex Sri Lankas.

Lage des indischen Bundesstaates Odisha
Lage des indischen Bundesstaates Andhra Pradesh
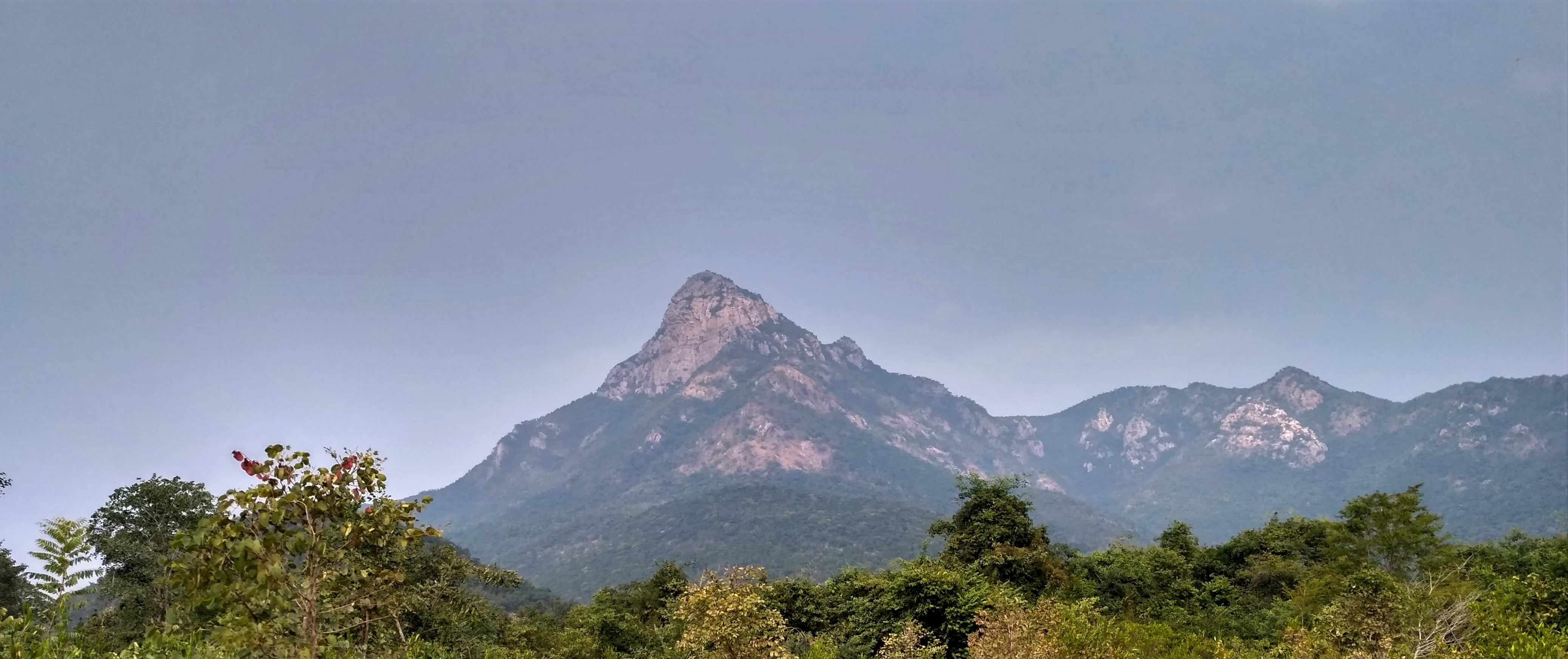
Naglapeak/Ostghats
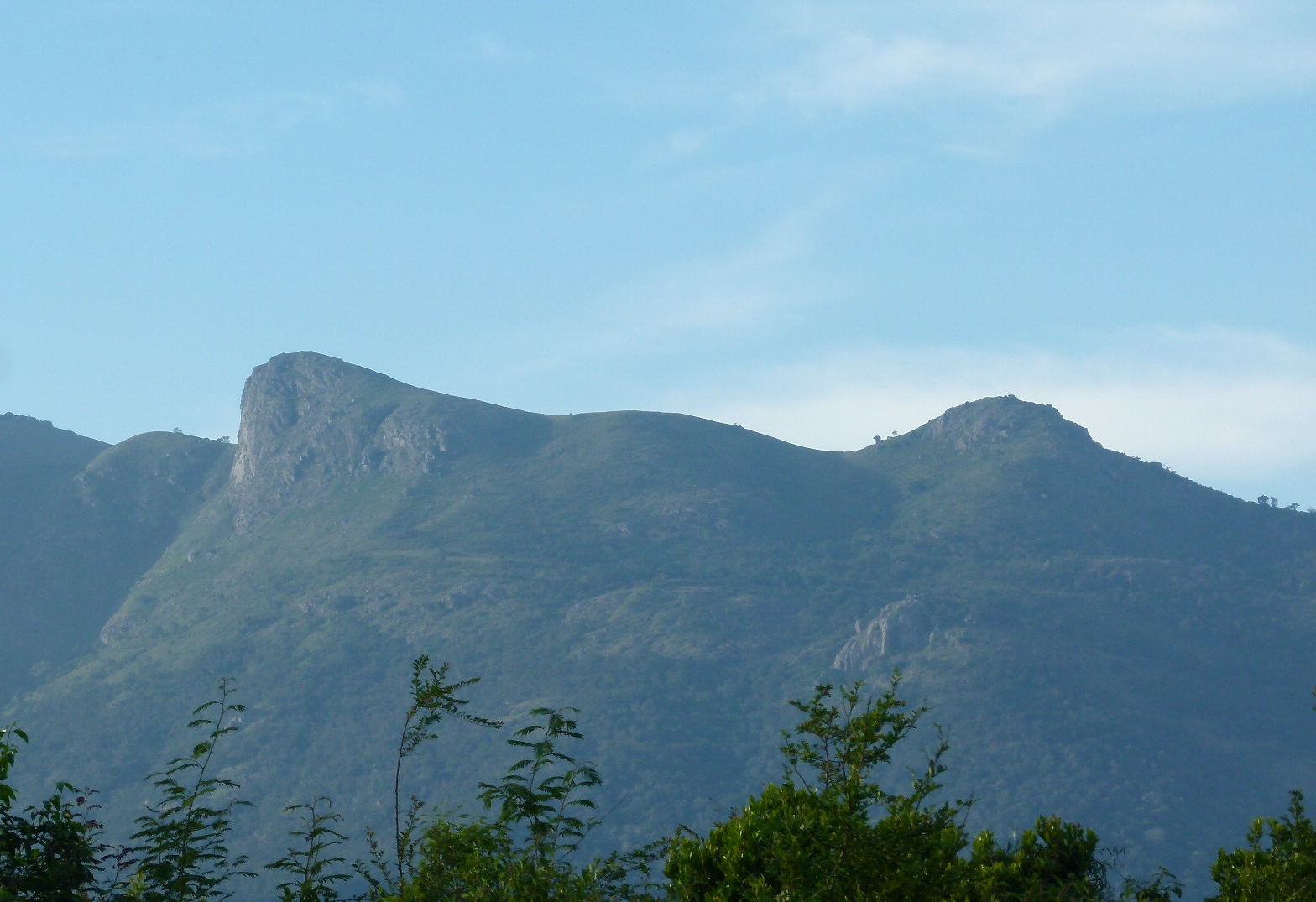
Akka Tangi peaks der Biligirirangans-Berge/Ostghats
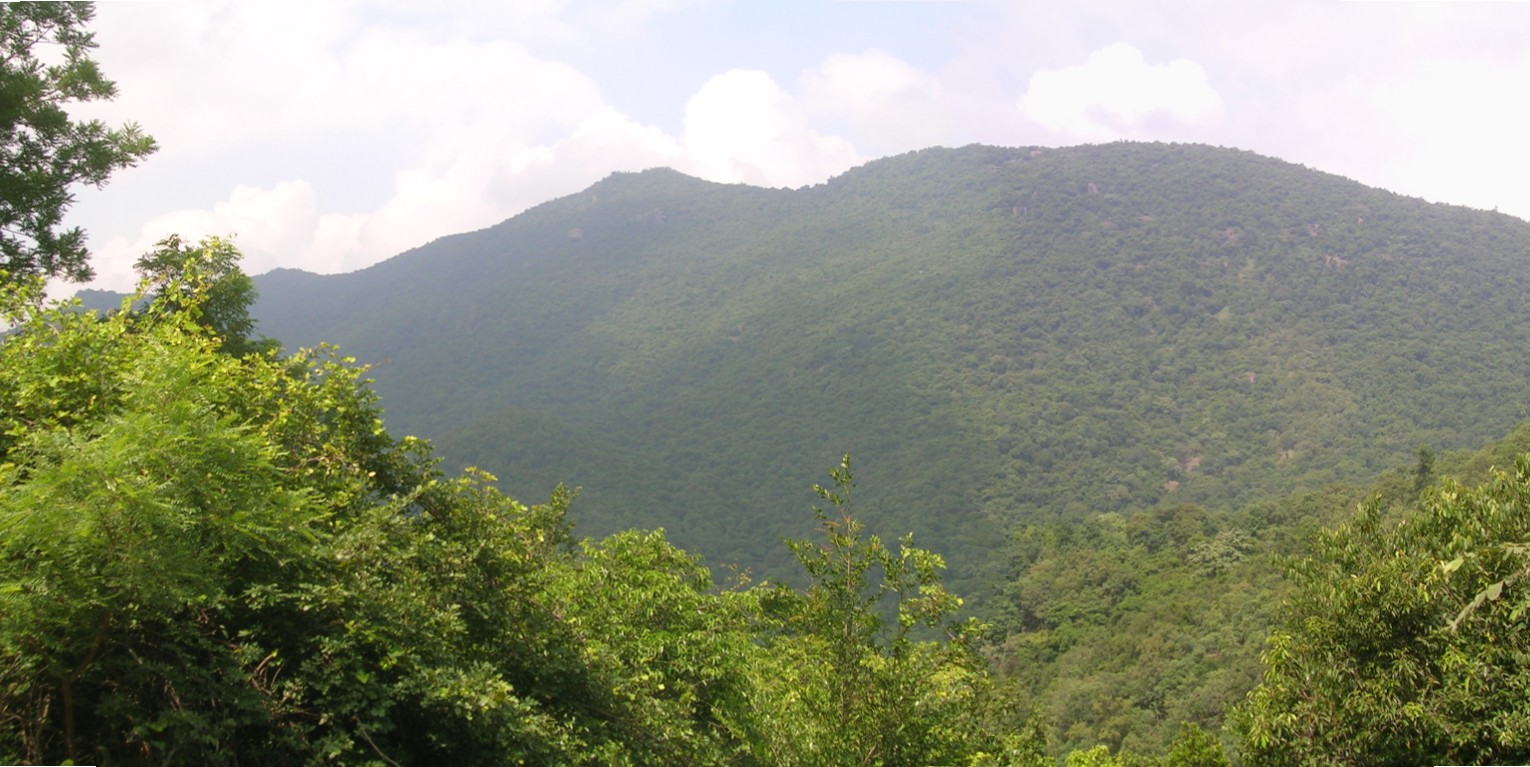
Javadi Hills in Tamil Nadu/Ostghats
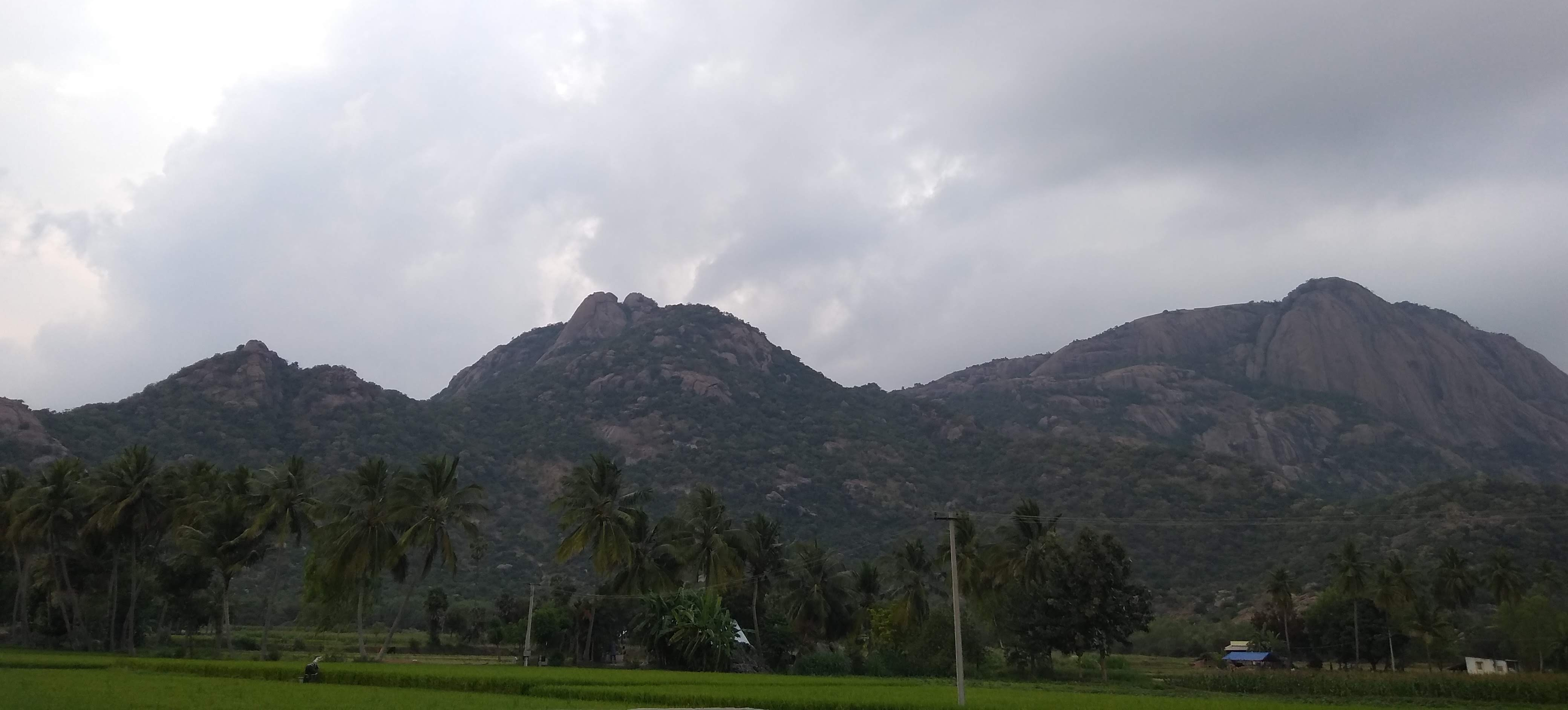
Kalvarayan hills/Ostghats

Die Ostghats (engl.: Eastern Ghats Belt) erstrecken sich ca. 930 Kilometer parallel zum Golf von Bengalen vom Bundesstaat Odishas im Norden bis etwa zum Ort Vinjamur im Bundesstaat Andhra Pradesh im Süden. Dieser orogene Gürtel besteht aus einer Komposition verformter und hochgradig metamorphierter meist granulitischer Terrane, die durch eine Vielzahl von Scherzonen und Verwerfungen getrennt sind, und unterschiedliche geodynamische Historien aufweisen. Die Terrane wurden auf die Ränder der Dharwar-, Bastor- und Singhbhum-Kratone aufgeschoben und bilden dort einen Falten- und Überschiebungsgürtel mit tektonischen Decken aus. Er wird unterteilt vom Süden nach Norden in die Krishna-, Jeypore-, Eastern Ghats- und Rengali-Provinzen. Die tektonische Entwicklung erfolgte während einer Folge von kontinentalen Grabenbrüchen, Ozeanbodenspreizungen und -subduktionen sowie Kollisionen zwischen Krustenblöcken Proto-Indiens und Proto-Ostantarktikas. Die südlichen Bereiche entwickelten sich zwischen 1900 und 1300 mya. Dieser Zeitraum fällt in die Existenz und den Zerfall des Superkontinents Columbias. Die zentralen Abschnitte weisen eine Entwicklungsphase zwischen 1500 und 900 mya auf, die zeitlich mit der Grenville-Orogenese und Formation des Superkontinents Rodinia korreliert.
Die Ostghats kollidierten mit dem ostantarktischen Napier-Komplex, dem Rayner-Komplex sowie den geologischen Strukturen der Prydz Bay, der südlichen Prince Charles Mountains sowie in den Lützow-Holm-Bucht.

Lage des indischen Bundesstaates Gujarat
Lage des indischen Bundesstaates Rajasthan
Lage des indischen Bundesstaates Haryana
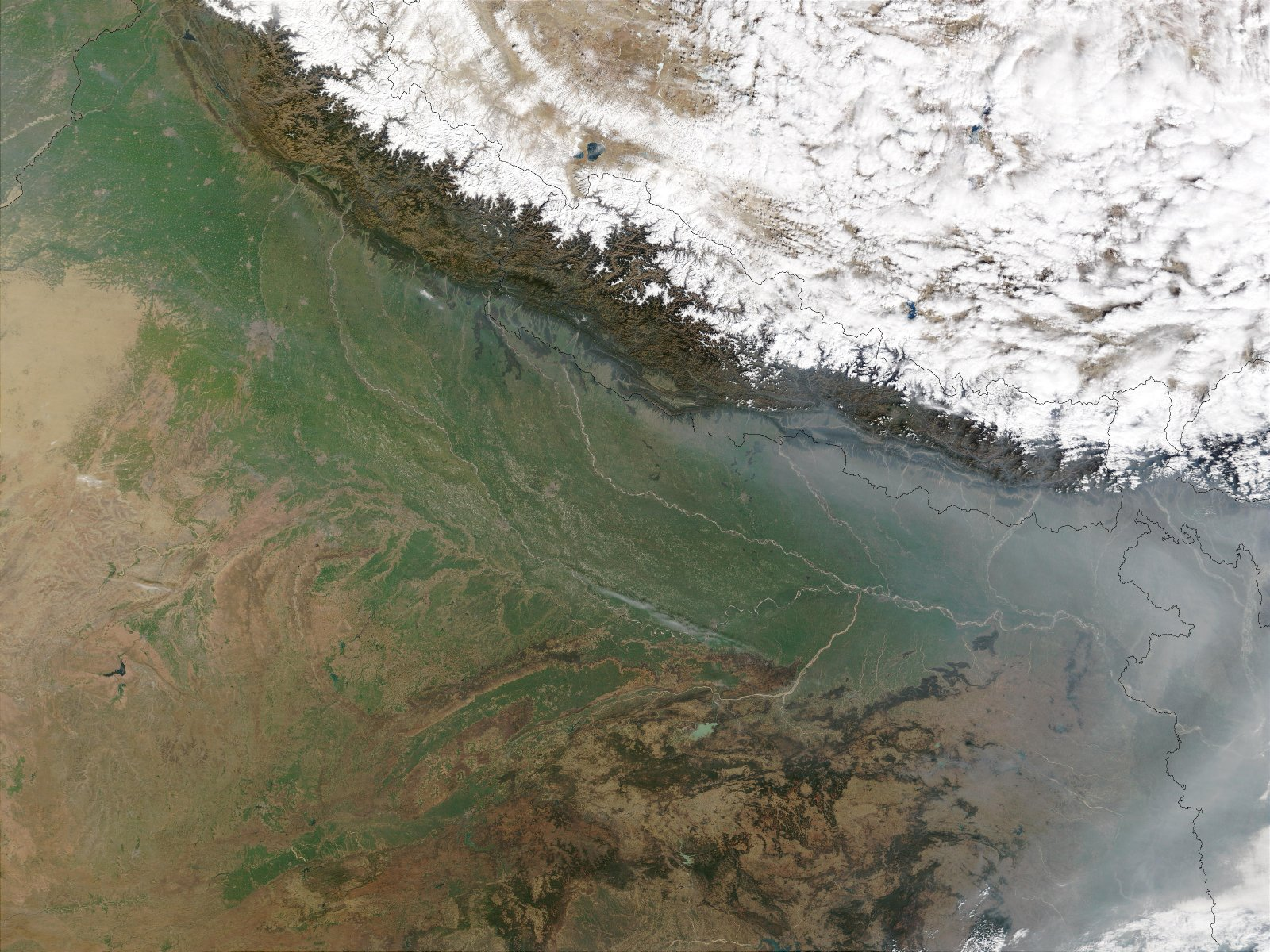
Gangesebene
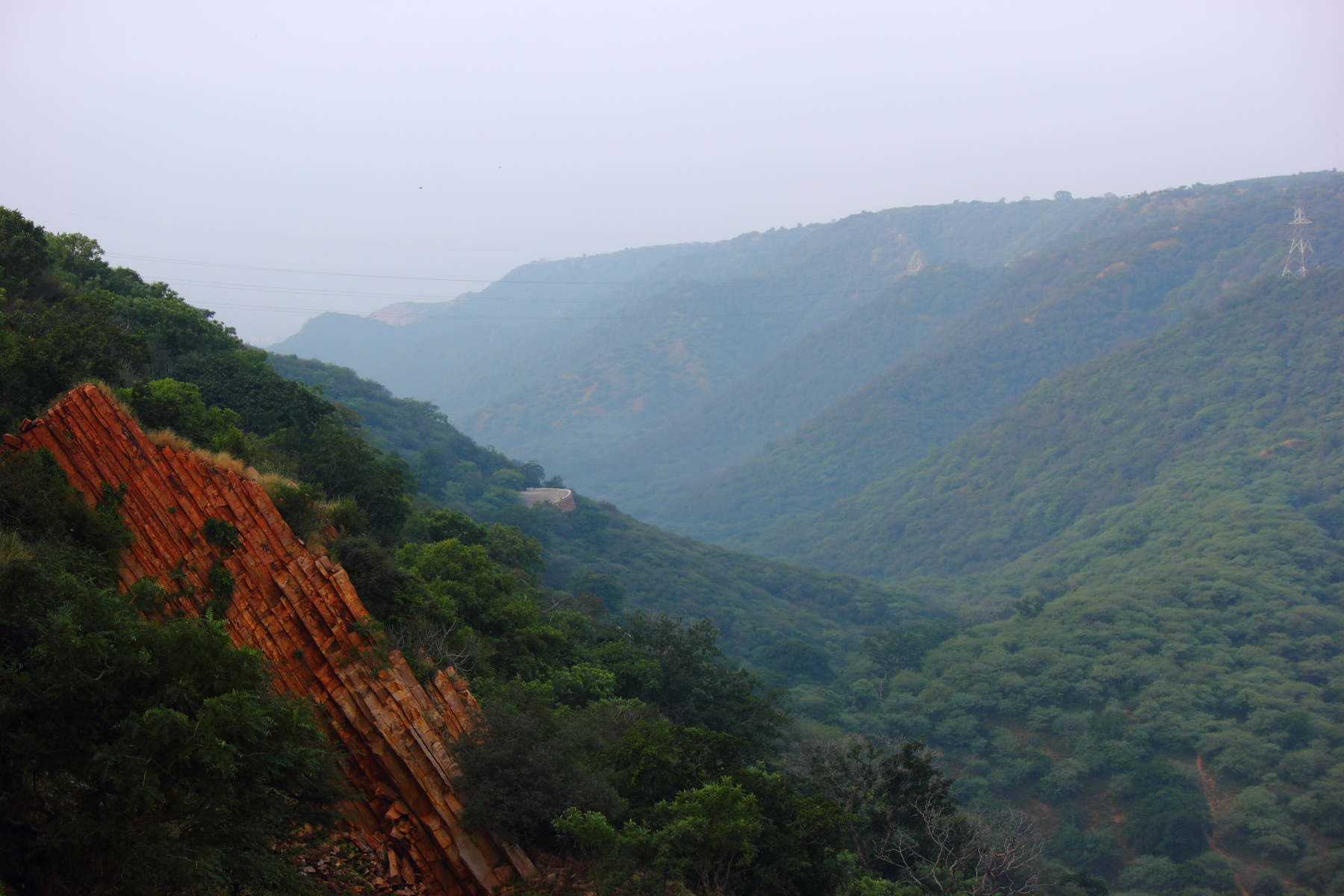
Gebirgszüge im Aravalligebirge/Rajasthan
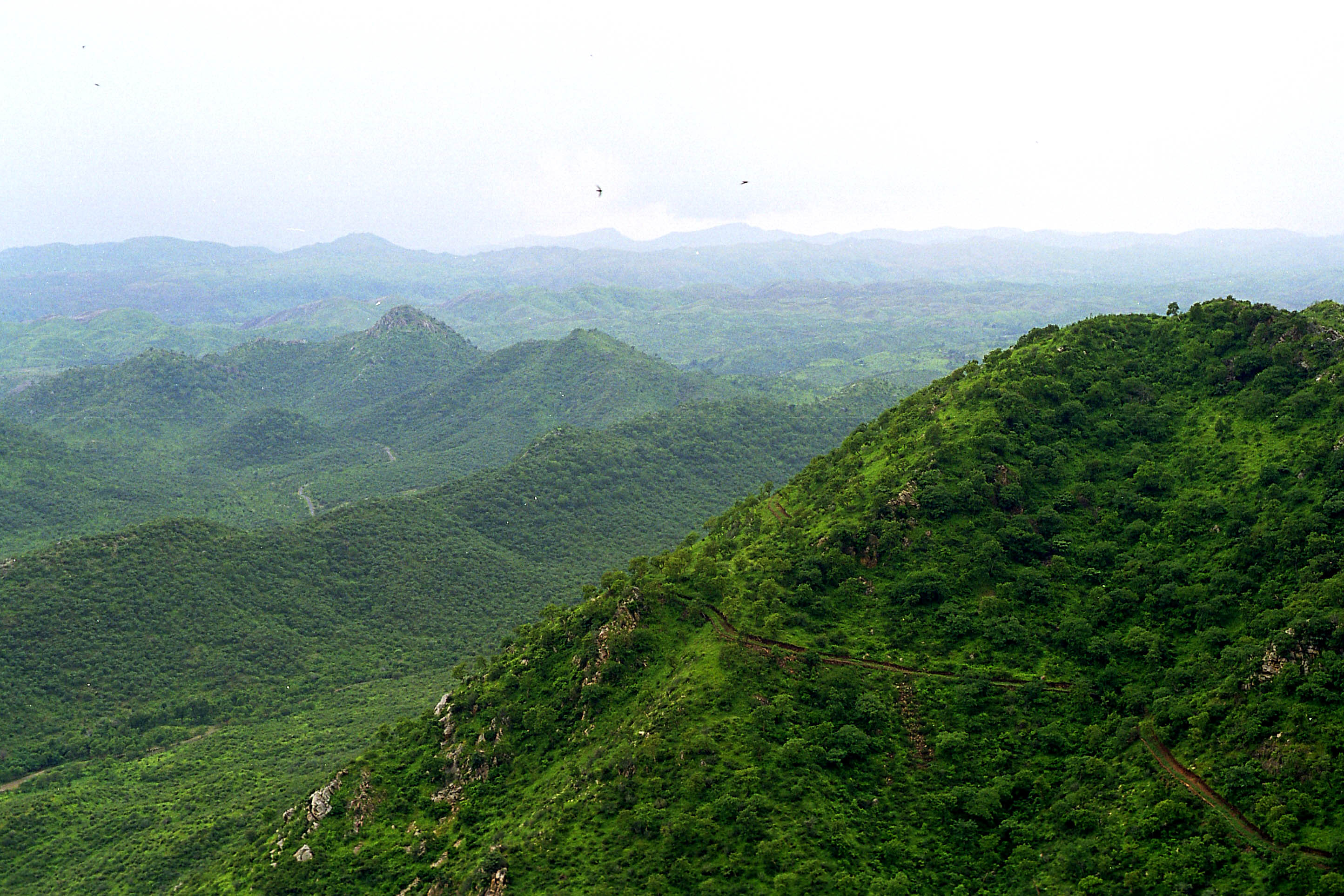
Aravalli-Gebirgszüge/Rajasthan
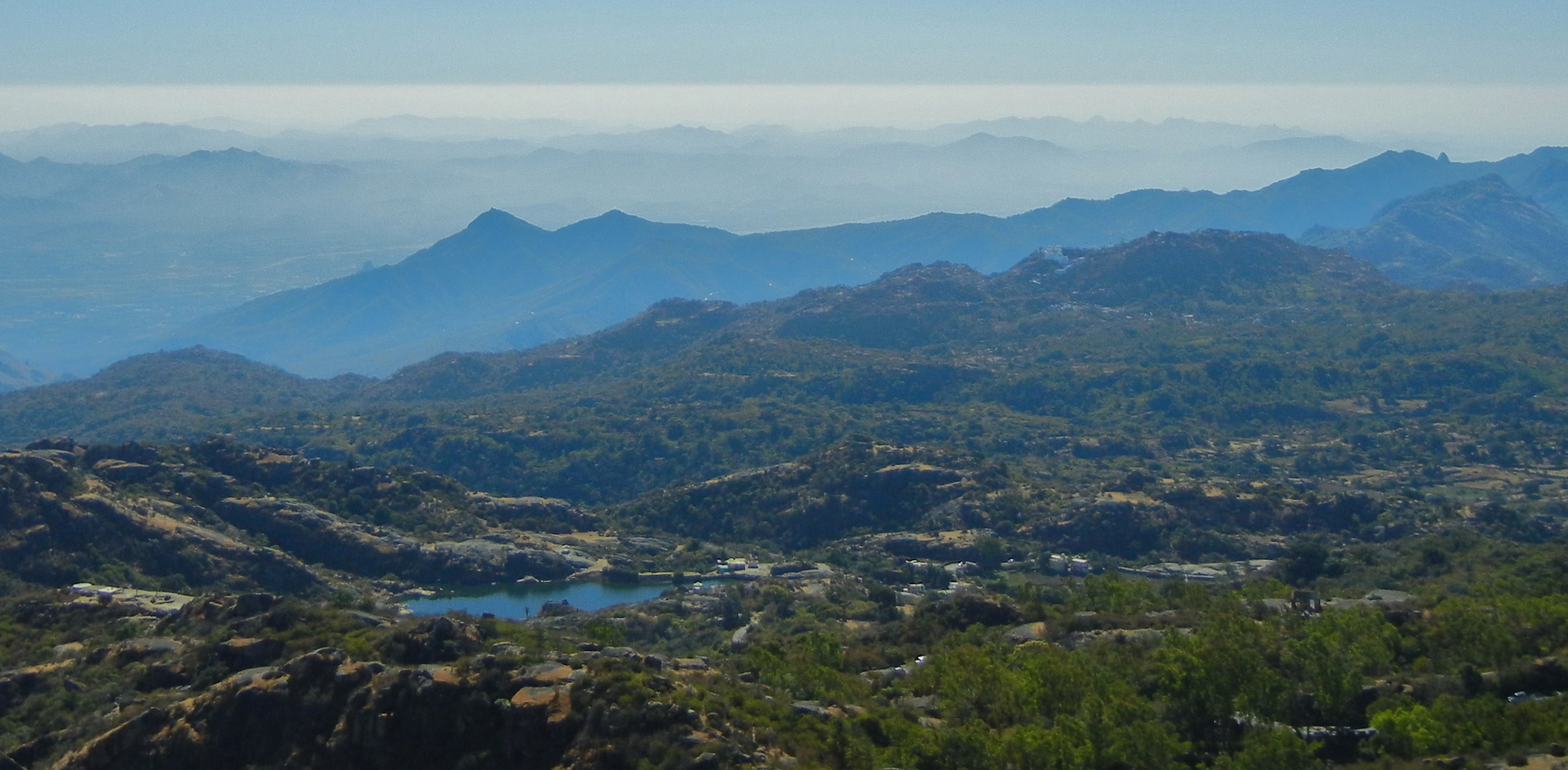
Arbuda-Gebirge im Aravalligebirge/Rajasthan
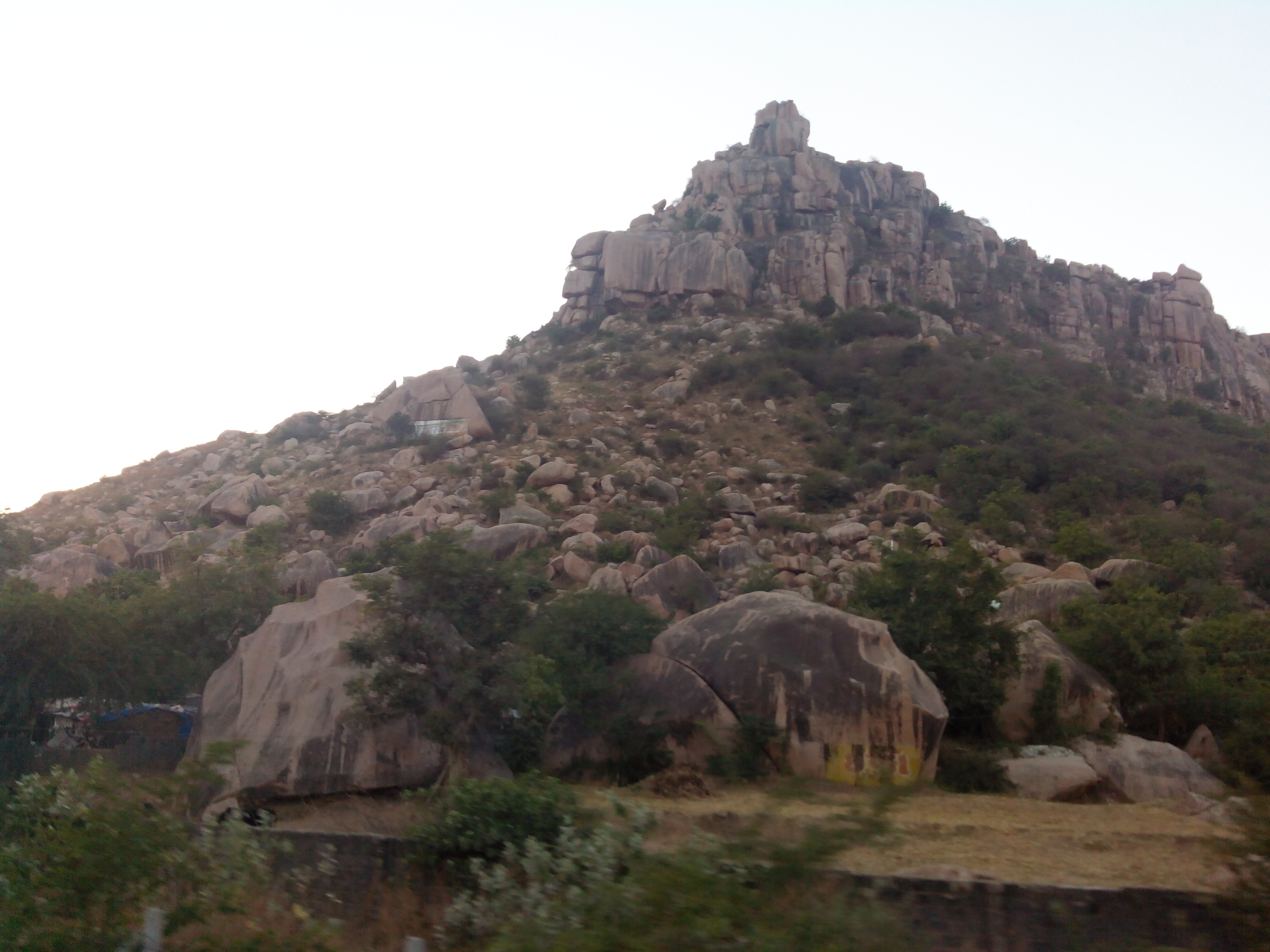
Idarberge-Felsformation im Aravalligebirge/Rajasthan
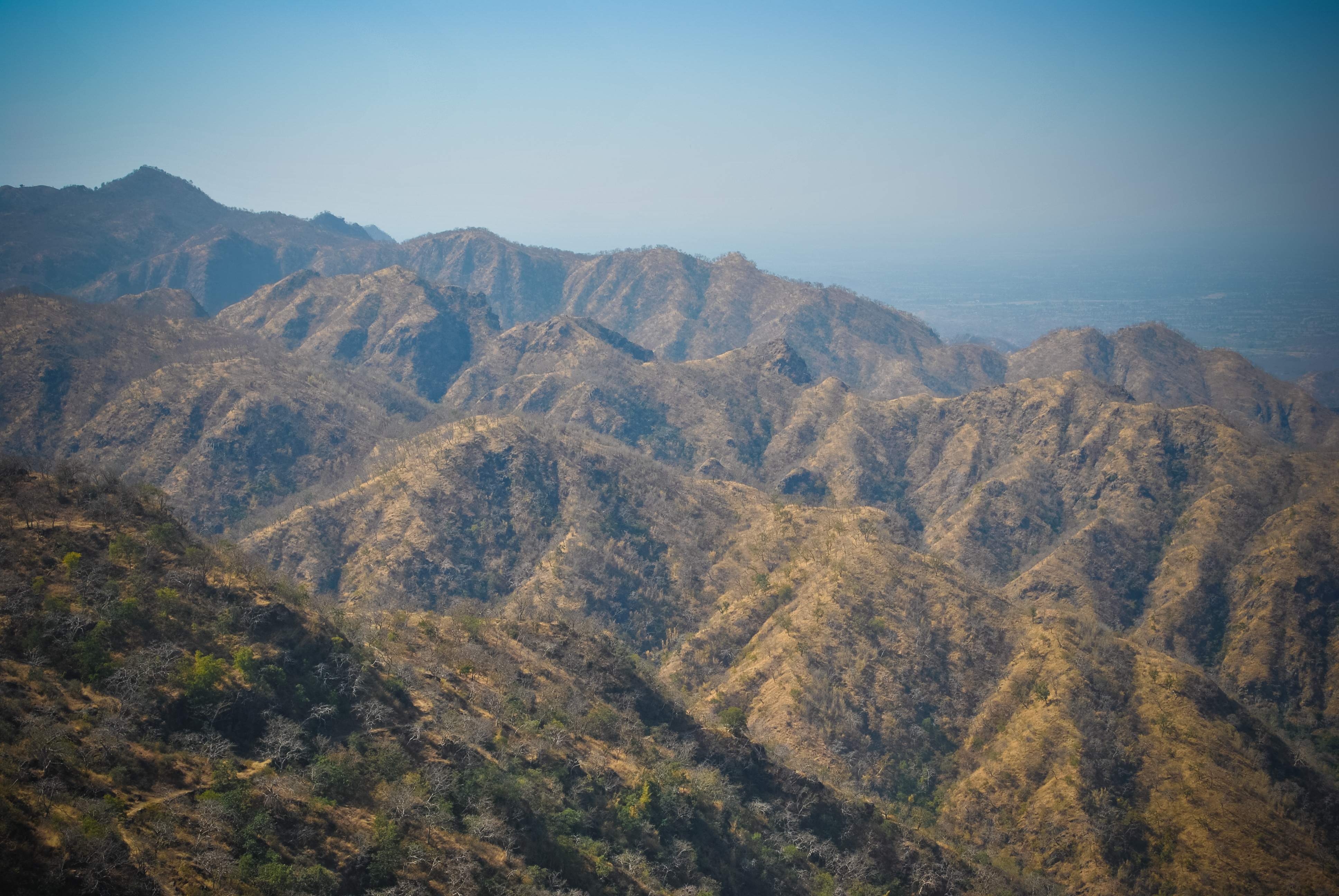
Blick auf das Aravalligebirge/Rajasthan

Das ca. 700 Kilometer lange Aravalligebirge (engl.: Aravalli–Delhi Belt) bildete sich im Nordwesten Proto-Indiens. Es ist ein vielfach unterteilter orogener Faltengürtel im heutigen Nordwestindien und verläuft in nahezu parallelen Streifen in Südwest-/Nordost-Richtung vom äußersten Norden des Bundesstaates Gujarat durch ganz Rajasthan bis nach Haryana, wo er allmählich in die Gangesebene übergeht. Dieser Gebirgszug setzt sich aus dem sedimentären Aravalli- und dem Delhi-Gürtel zusammen. Sie entwickelten sich in kontinentalen Grabenbruchsystemen zwischen dem östlichen Bundelkhand-Granitmassiv und dem westlichen Banded Gneissic-Komplex und erneutem Schließen dieser Rifts. Die erste Entwicklungsphase begann zwischen 2500 und 1900 mya mit Spreizungsprozessen und Ablagerung der sedimentären, später metamorph überprägten, Aravalli-Supergruppe. Um 1800 mya schloss sich das Becken wieder unter Auffaltung des Aravalli-Gürtels mit Bildung der Aravalli-Geosutur. Der Aravalli-Gürtel bildet den südöstlichen Abschnitt des Aravalligebirges. Neue Becken öffneten sich von 1900 bis 1600 mya. In diesen Rifts entstand die Delhi-Supergruppe. Zwischen 1500 und 1400 mya schlossen sich diese Becken wieder, wodurch diese abgelagerten Sedimente aufgefaltet wurden mit Bildung der Delhi-Geosutur. Der Delhi-Gürtel stellt den westlichen und nördlichen Abschnitt des Aravalligebirges dar. Alle Formationen wurden bis 900 mya stark metamorphiert. Zwischen 850 und 750 ereigneten sich postorogene magmatische Ereignisse.

### Ostmadagaskar

Lage Madagaskars
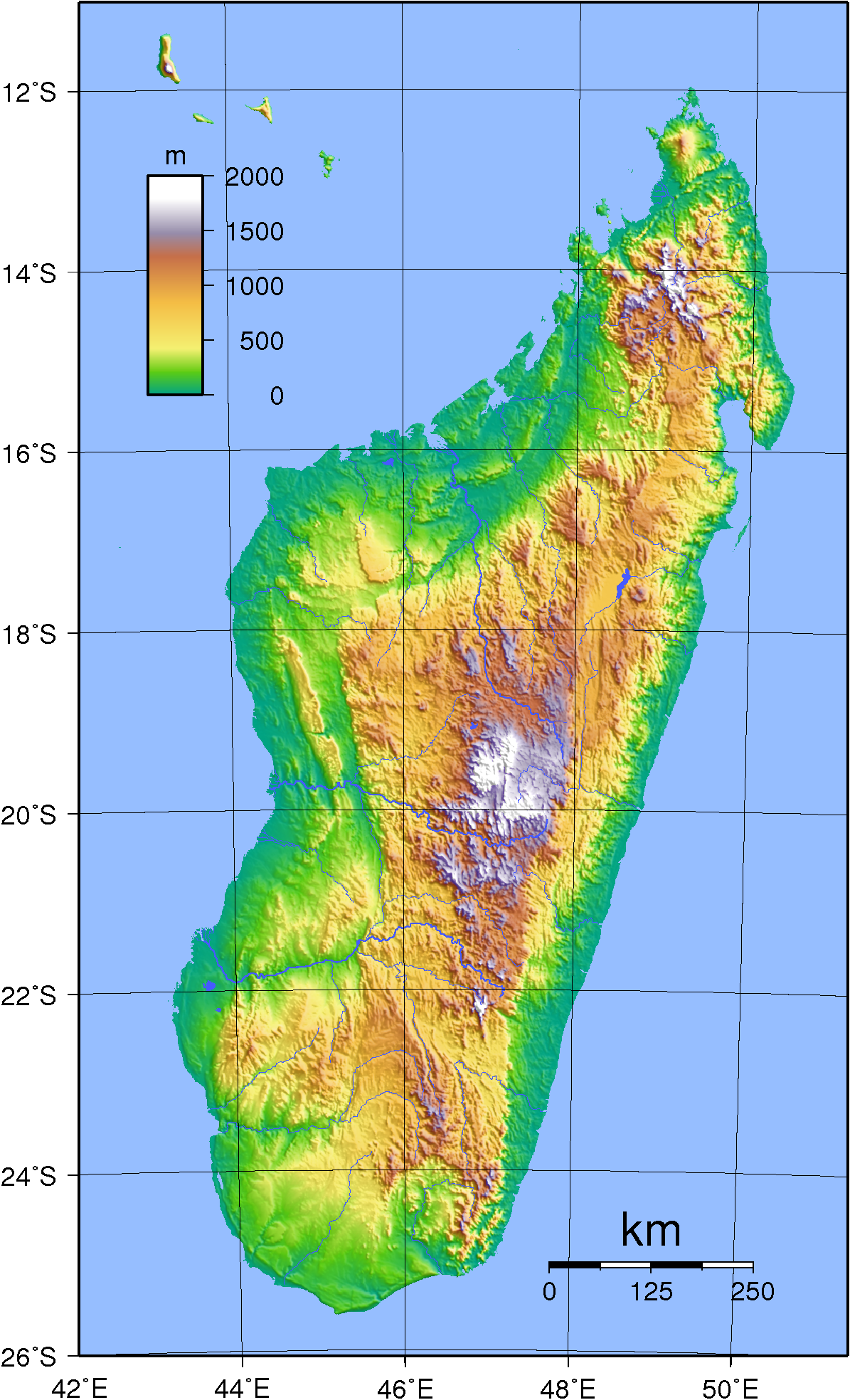
Topographie Madagaskars

Madagaskar enthält zwei kratonisierte Krustenblöcke, die bei der Formierung Ostgondwanas eine besondere Bedeutung hatten: der im Zentrum liegende neoarchaische Antananarivo-Kraton bzw. -Block und der Antogil-Block, der im zentralen Osten und im Nordosten zu Tage tritt. Der Antananarivo-Kraton entspricht Azania, einer von der östlichen afrikanischen Flanke abgebrochenen Lithosphärenplatte. Der Antogil-Block besteht aus dem Antogil-Kraton und dem Masora-Kraton und war ursprünglich Bestandteil des westlichen indischen Dharwar-Kratons. Er ist der älteste madagassische Krustenblock und besteht aus bis zu 3320 mya alten TTG-Komplexen und bis zu 3178 mya aufliegenden alten Metasedimenten. Zwischen 2570 und 2147 mya intrudierten mehrfach verschieden zusammengesetzte Dykes und Plutonite.
Nördlich des Antogil-Block entstand der Bemarivo-Gürtel, der ein juveniles Inselbogen-Terran darstellt. Dieses besteht aus dem südlichen metasedimentären Paragneis-Terran mit paläoproterozoischen Ausgangsgesteinen und dem nördlichen Terran aus metamorphen suprakrustalen Gesteinen mit 750 bis 720 mya alten magmatischen und magmatisch-sedimentären Abfolgen. Der Zusammenschluss beider Terrane untereinander erfolgte zwischen 563 und 532 mya und beide mit dem nördlichen Madagaskar-Kratonbereich um 540 bis 520 mya, jeweils verbunden mit magmatischen Intrusionen. Getrennt sind sie durch eine Scherzone. Die metamorphen Gesteine des nördlichen Terrans können mit den Seychellen und Nordwest-Indien in Verbindung gebracht werden.
Die breite Betsimisaraka-Geosuturzone trennt den Antananarivo-Kraton vom Antogil-Block und den Bemarivo-Gürtel. Die Suturzone besteht aus Metasedimenten, die vom indischen Dharwar-Kraton stammen und zwischen 800 und 550 mya abgelagert wurden sowie aus Überresten einer ozeanischen Lithosphäre. Sie repräsentiert die Kollisionen des Antogil-Blocks und des Bemarivo-Gürtels mit dem Antananarivo-Kraton, die sich um zwischen 630 und 530 mya ereignete.

### Sri Lanka

Lage von Sri Lanka
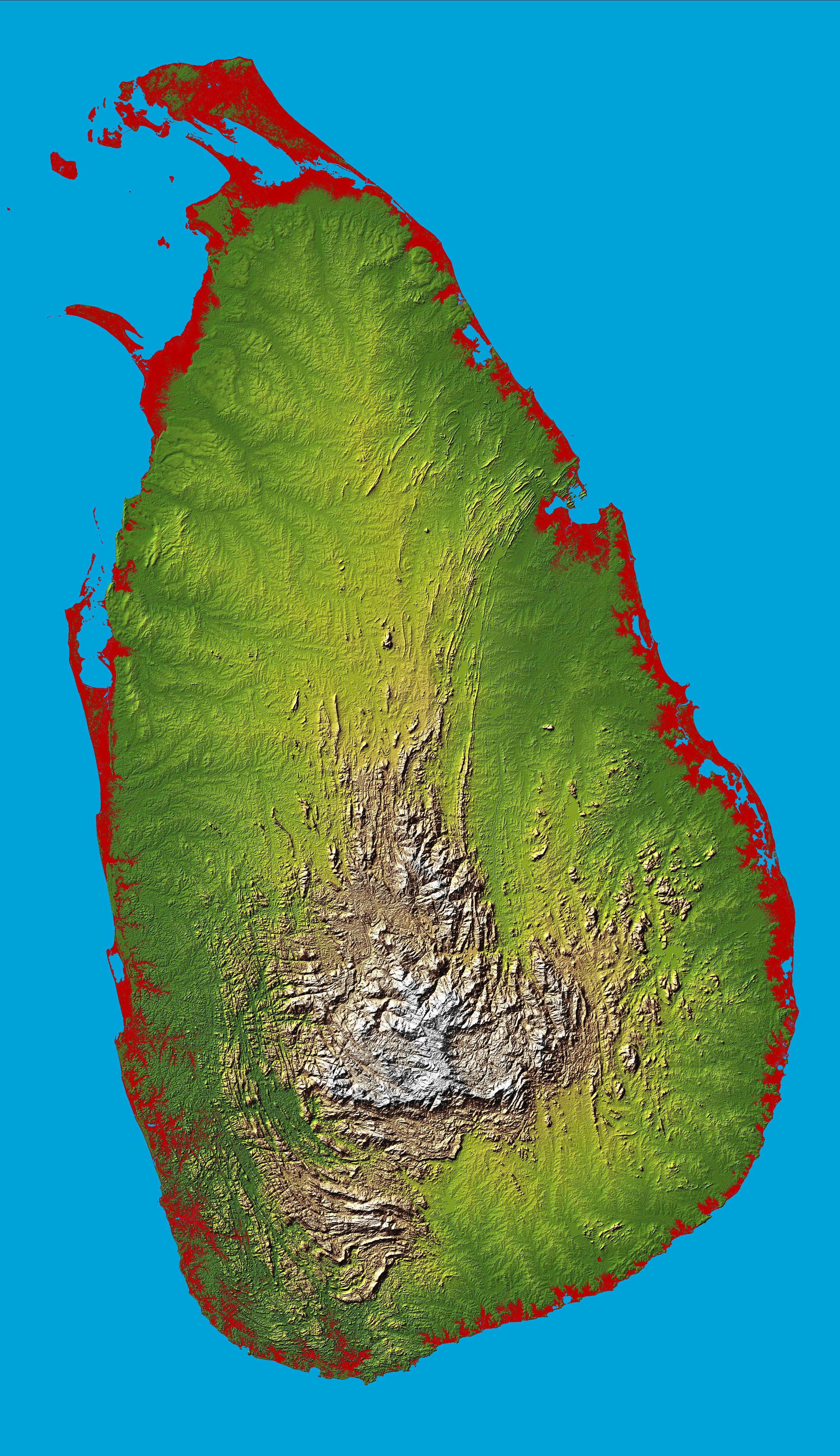
Topographie Sri Lankas
Karte der politischen Provinzen Sri Lankas
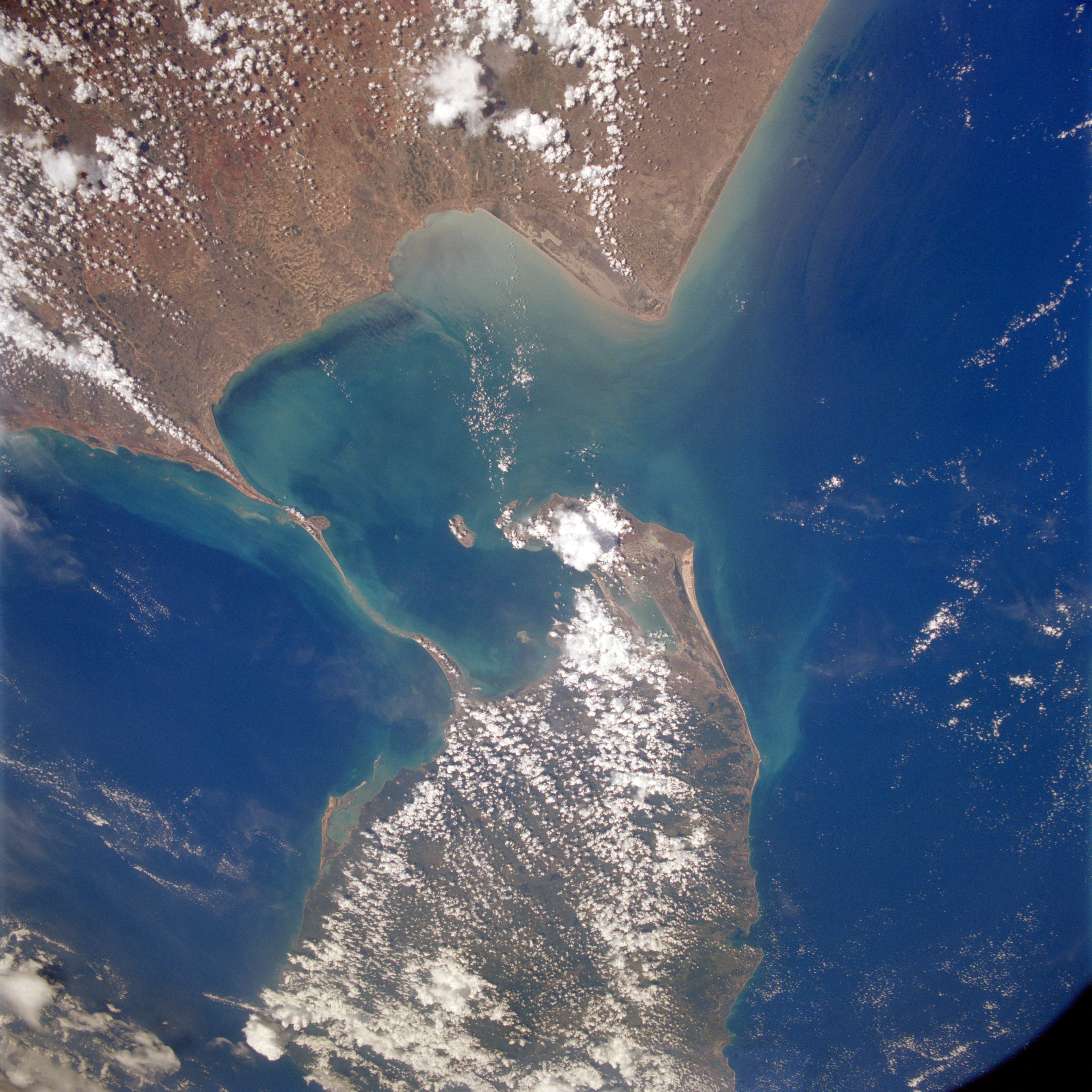
Satellitenaufnahme der Adamsbrücke zwischen Sri Lanka und Südindien
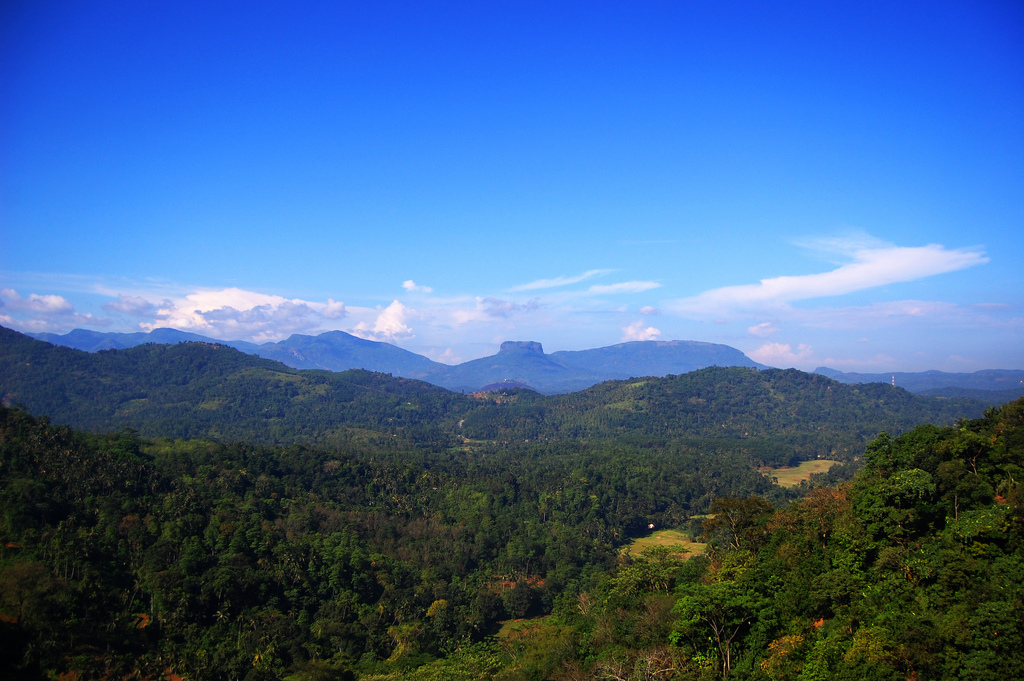
Bible Rock-Felsformationen im Wanni-Komplex im Kegalle-Distrikt/Sri Lanka
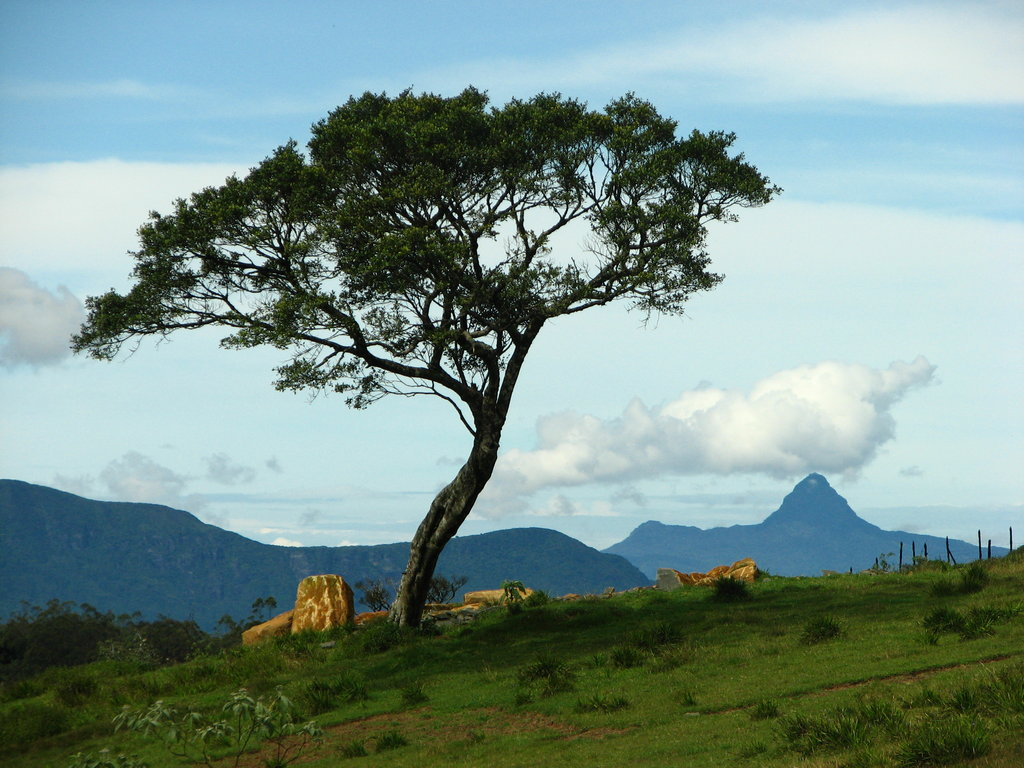
Felsformationen im Highland-Komplex im Nuwara Eliya-Distrikt/Sri Lanka
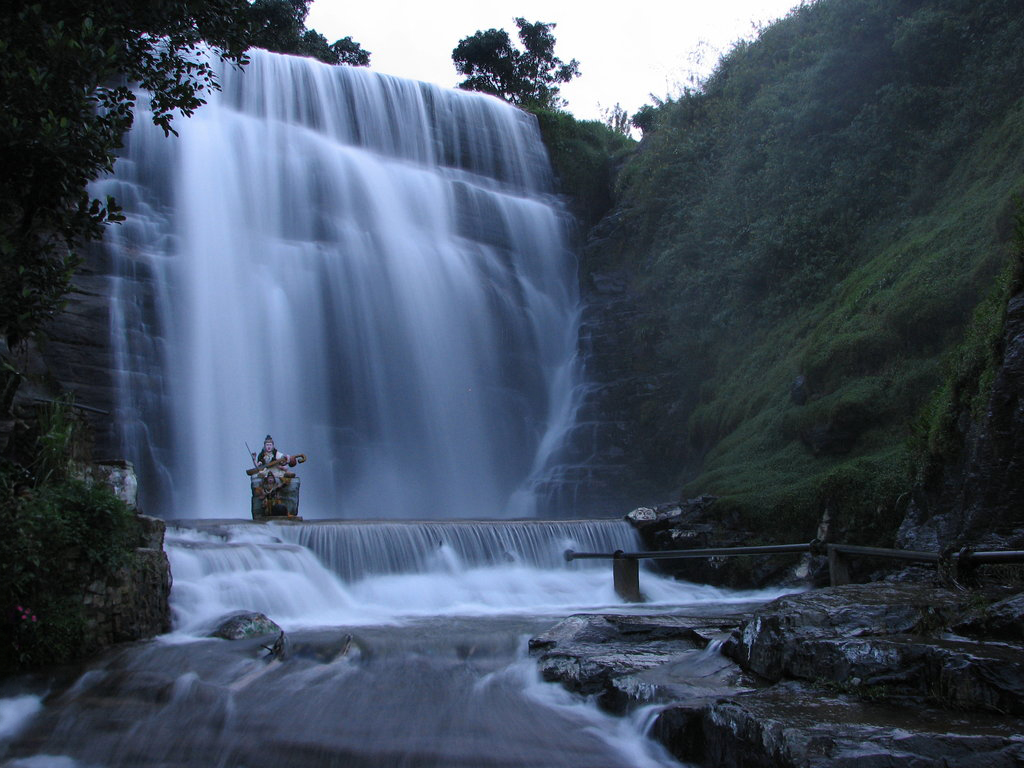
Dunsiane Wasserfall im Highland-Komplex bei Nuwara Eliya in der Zentralprovinz/Sri Lanka
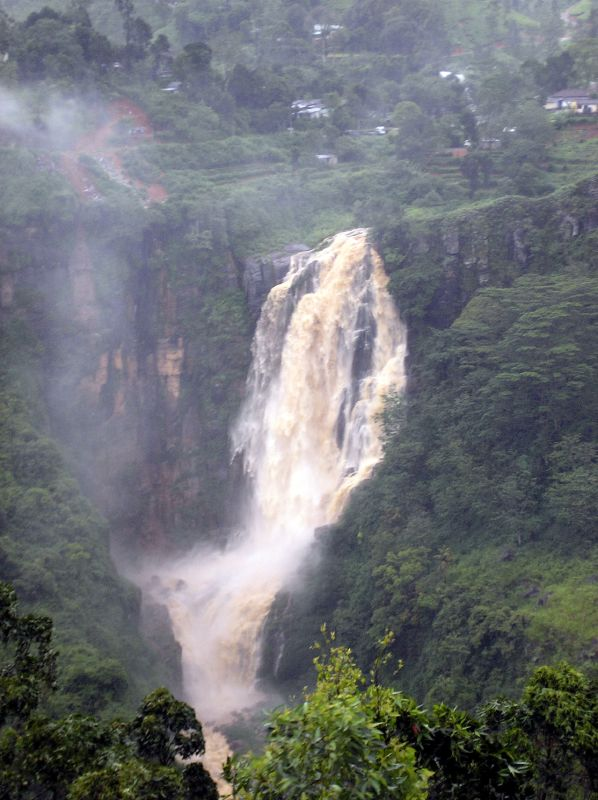
Devon Wasserfall im Highland-Komplex bei Nuwara Eliya in der Zentralprovinz/Sri Lanka
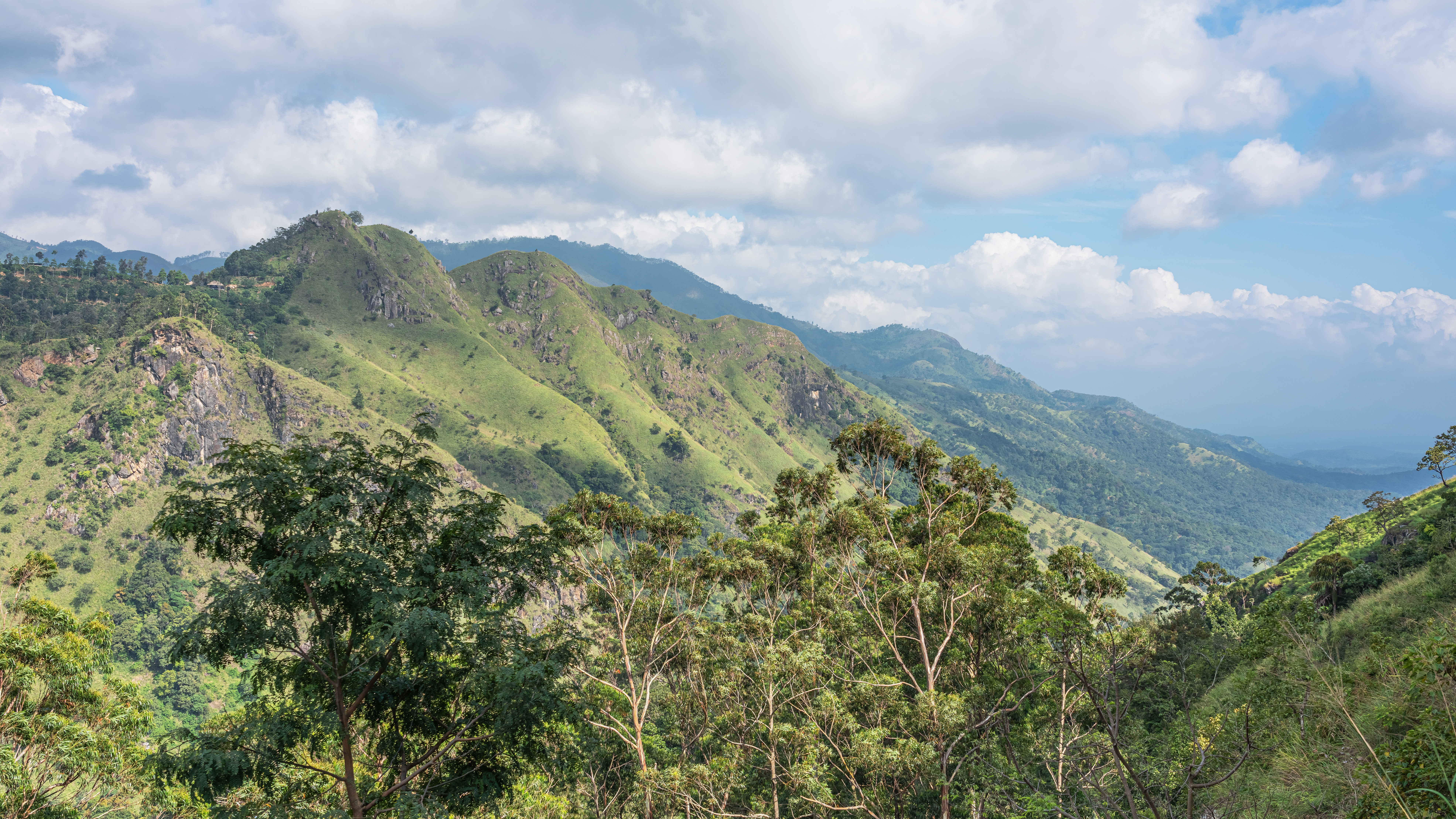
Gebirgsformationen im Vijayan-Komplex bei Ella im Badulla-Distrikt/Sri Lanka
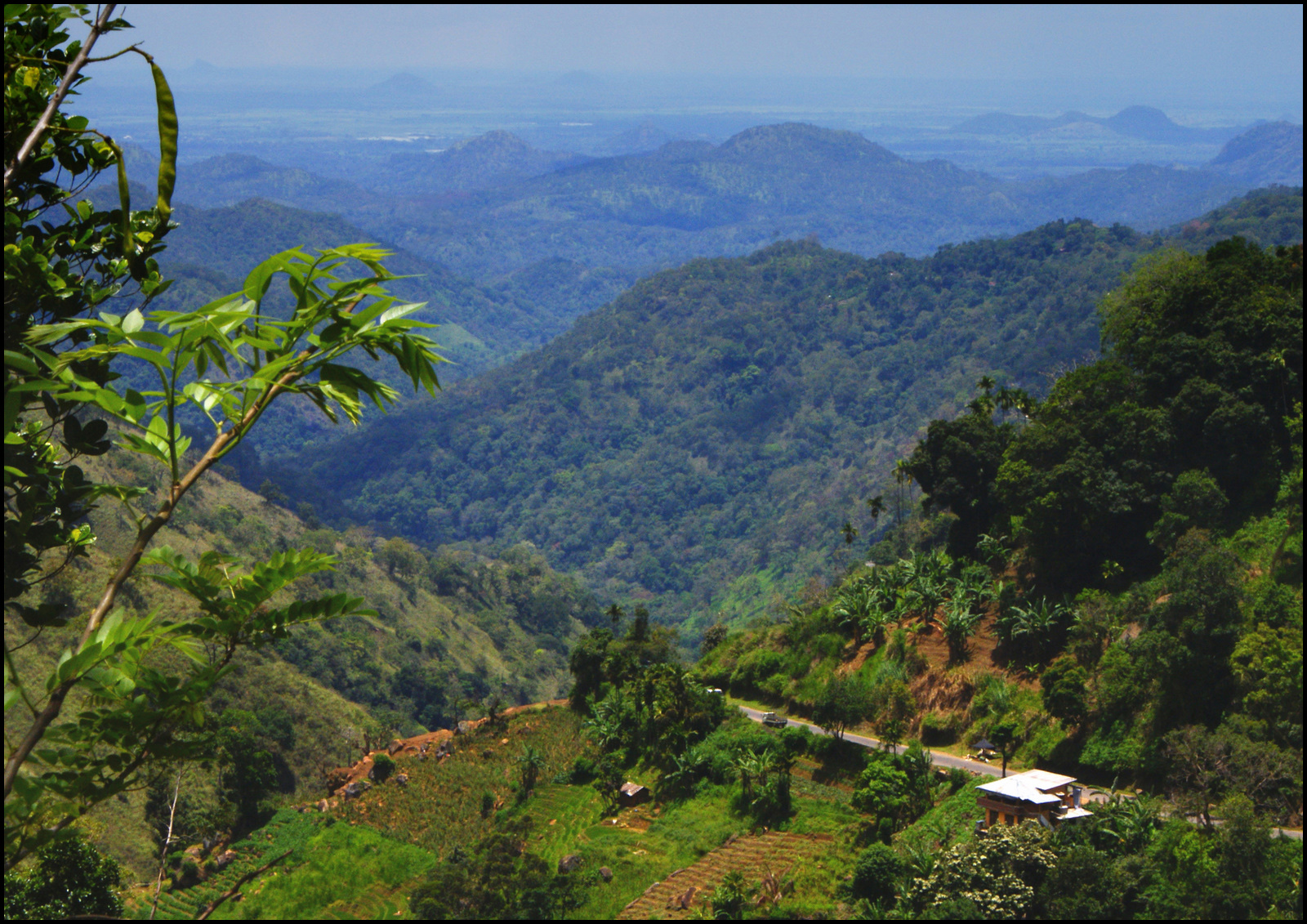
Gebirgsformationen im Vijayan-Komplex bei Wellawaya im Moneragala-Distrikt/Sri Lanka

Sri Lanka liegt im Indischen Ozean, südöstlich des Indischen Subkontinents. Derzeit stellen die Korallenfelsinseln der Adamsbrücke eine lose Verbindung zwischen dem Nordwesten Sri Lankas und dem südlichen indischen Festland dar. Sri Lanka enthält drei unterschiedliche tektonische Provinzen: Den westlich bis nördlichen Wanni-, den zentralen vom Südwesten nach Nordost streichenden Highland- und den südöstlichen Vijayan-Komplex.
Der Highland-Komplex besteht überwiegend aus granitisch/magmatischem Gestein (Charnockit) sowie verschieden zusammengesetzte suprakrustale Sedimentpakete, in die mehrfach granitoide und basaltische Intrusionen eindrangen. Das Alter dieser Sedimente datiert zwischen 3100 und 2000 mya. Die hochgradige Metamorphose fand von 550 bis 540 mya statt.
Der Wanni- und der Vijayan-Komplex weisen Alter von 1900 bis 1000 mya auf. Der Vijayan-Komplex enthält überwiegend Granitoide, die einem aktiven Kontinentalrand entstammten. Sie wurden zwischen 558 und 465 mya niedergradig metamorph überprägt. Der Wanni-Komplex besteht überwiegend aus verschiedenen Gneisen und Migmatiten sowie 1040 bis 750 mya alte Intrusionen. Der Vijayan-Komplex wurde auf den Highland-Komplex aufgeschoben und bildet dort Tektonische Decken.
Es wird vermutet, dass der Vijayan-Komplex mit dem Yamato-Belgica-Komplex, der Highland-Komplex mit dem Lutzöw-Holm-Komplex und der Wanni-Komplex mit dem Rayner-Komplex in der ostantarktischen Region Enderbyland korrelieren.

### Seychellen

Lage der Seychellen
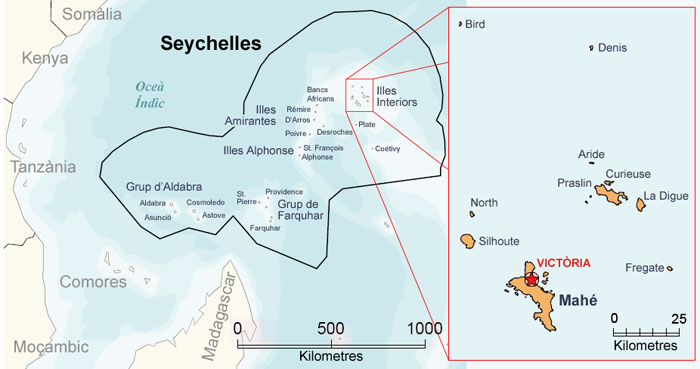
Inselgruppe der Seychellen
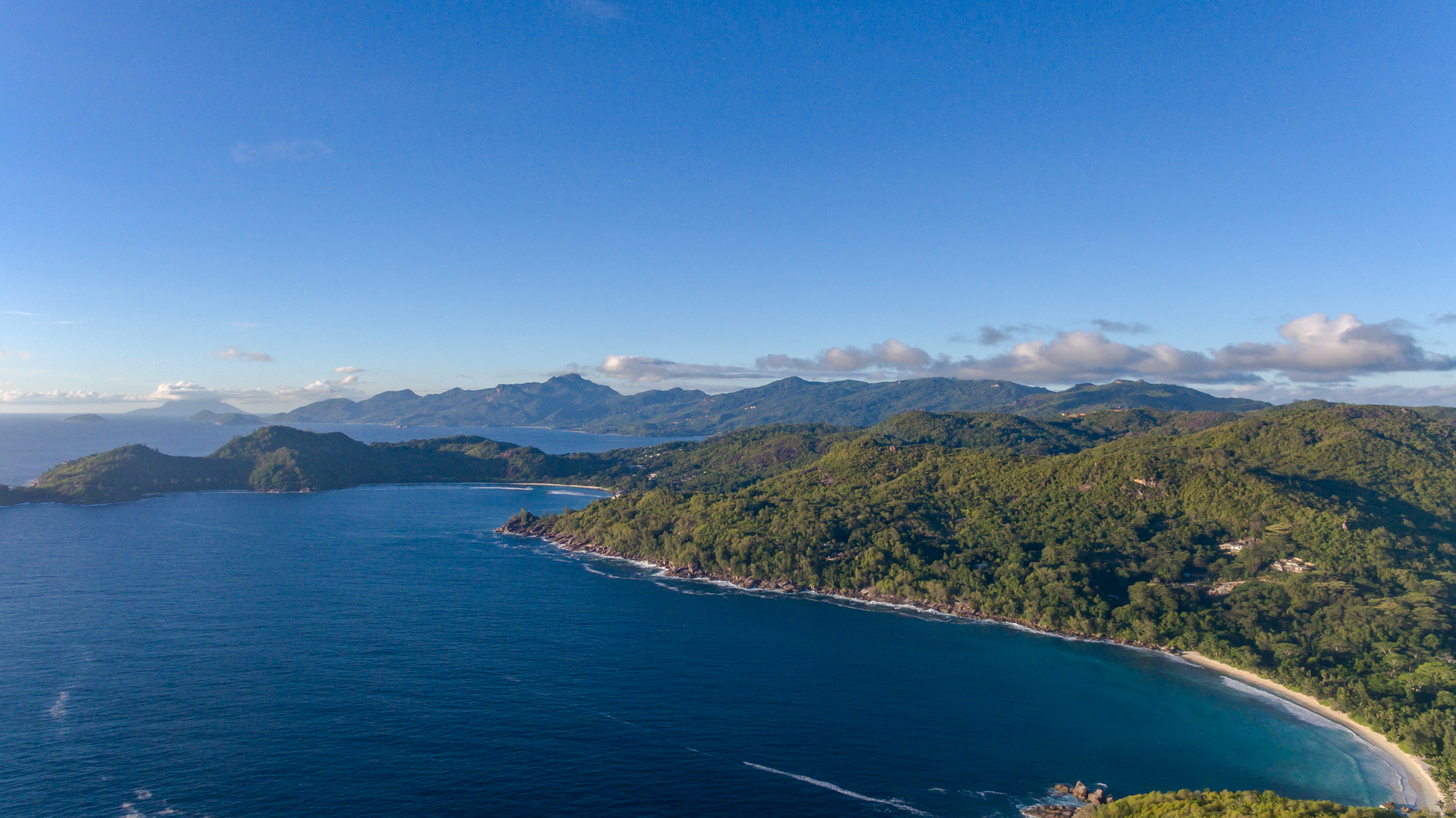
Takamaka beach-Bucht/Mahé (Seychellen)
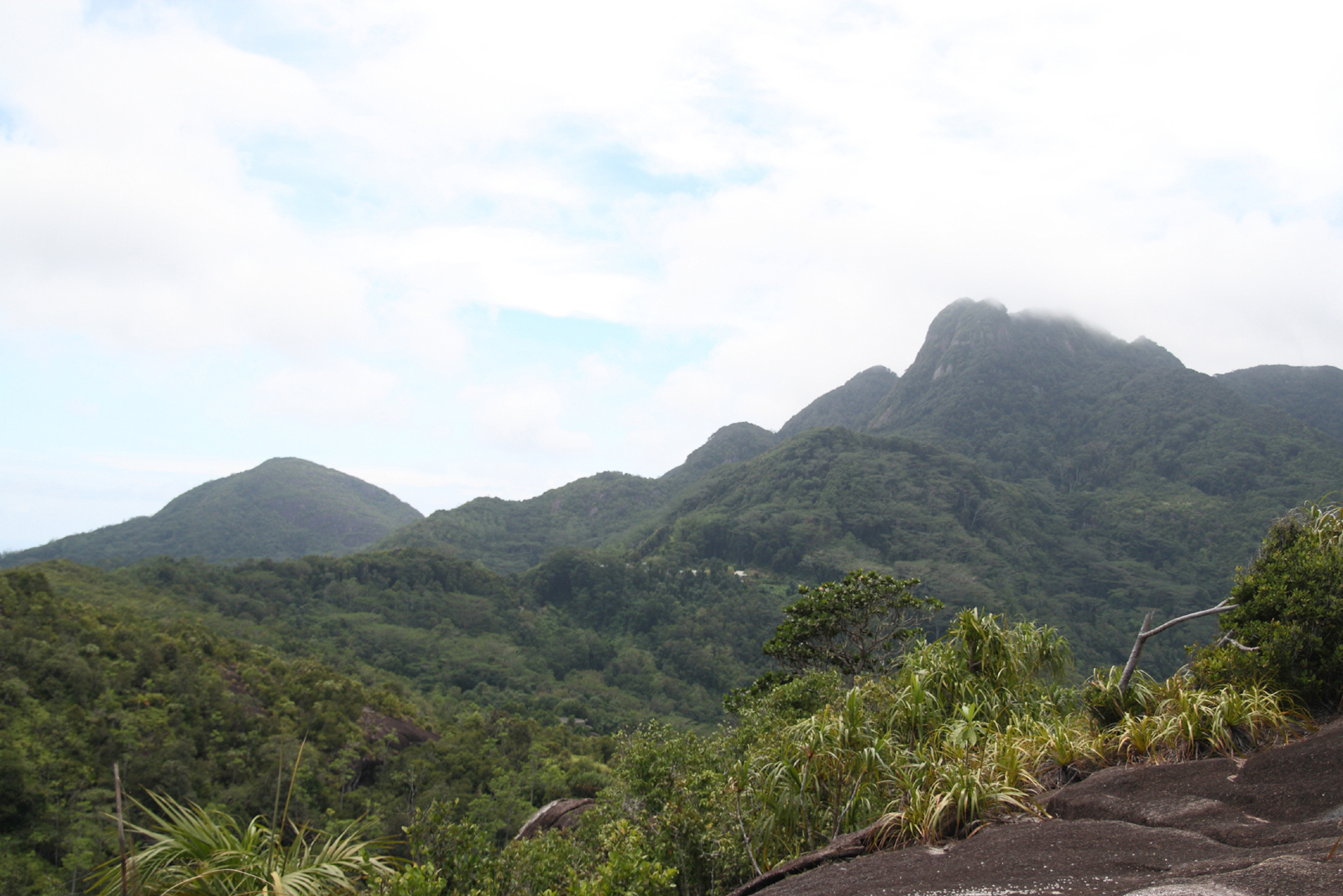
Morne Seychellois, der höchste Berg auf der Hauptinsel Mahé (Seychellen)
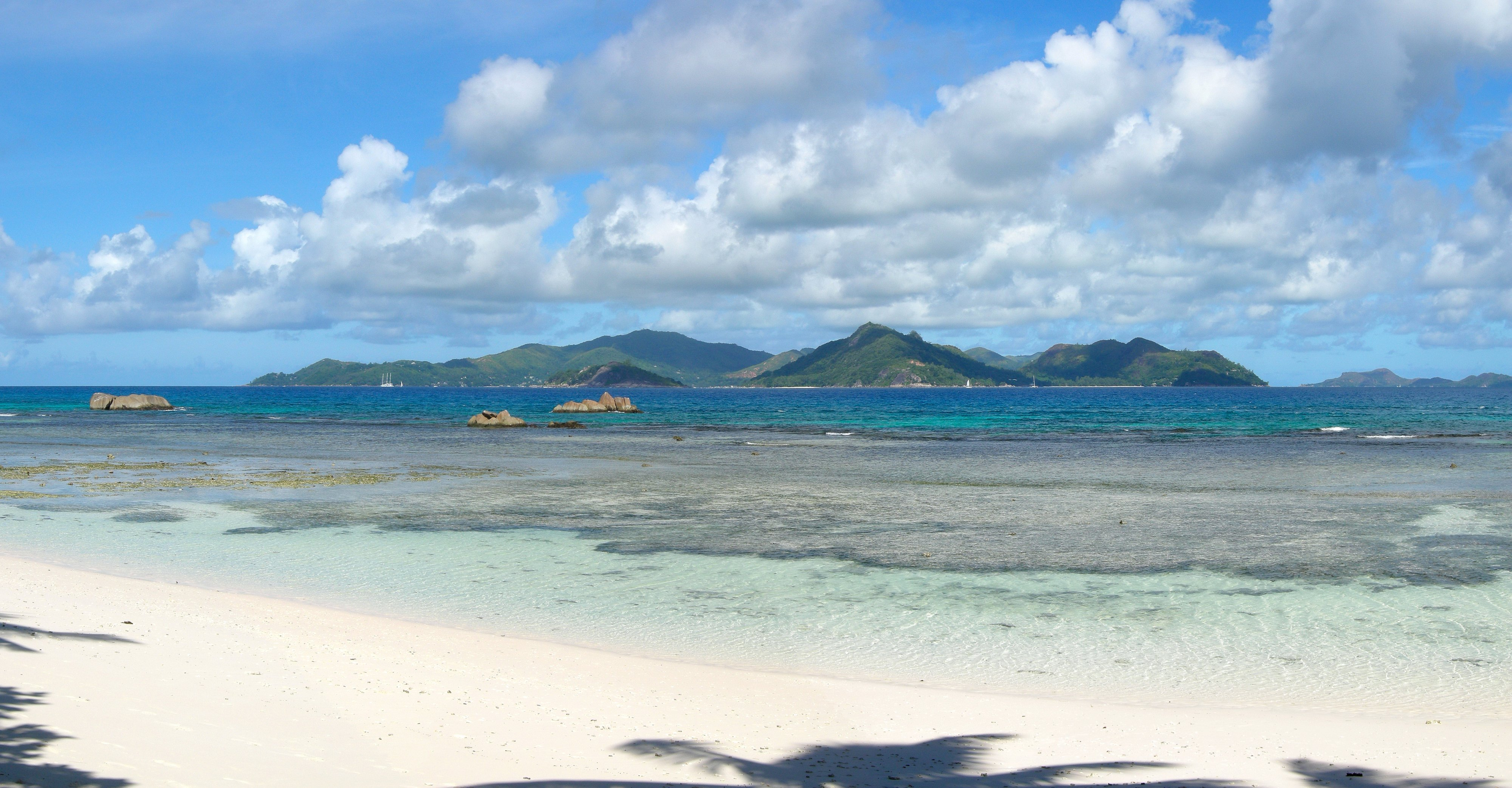
Insel Praslin/Seychellen
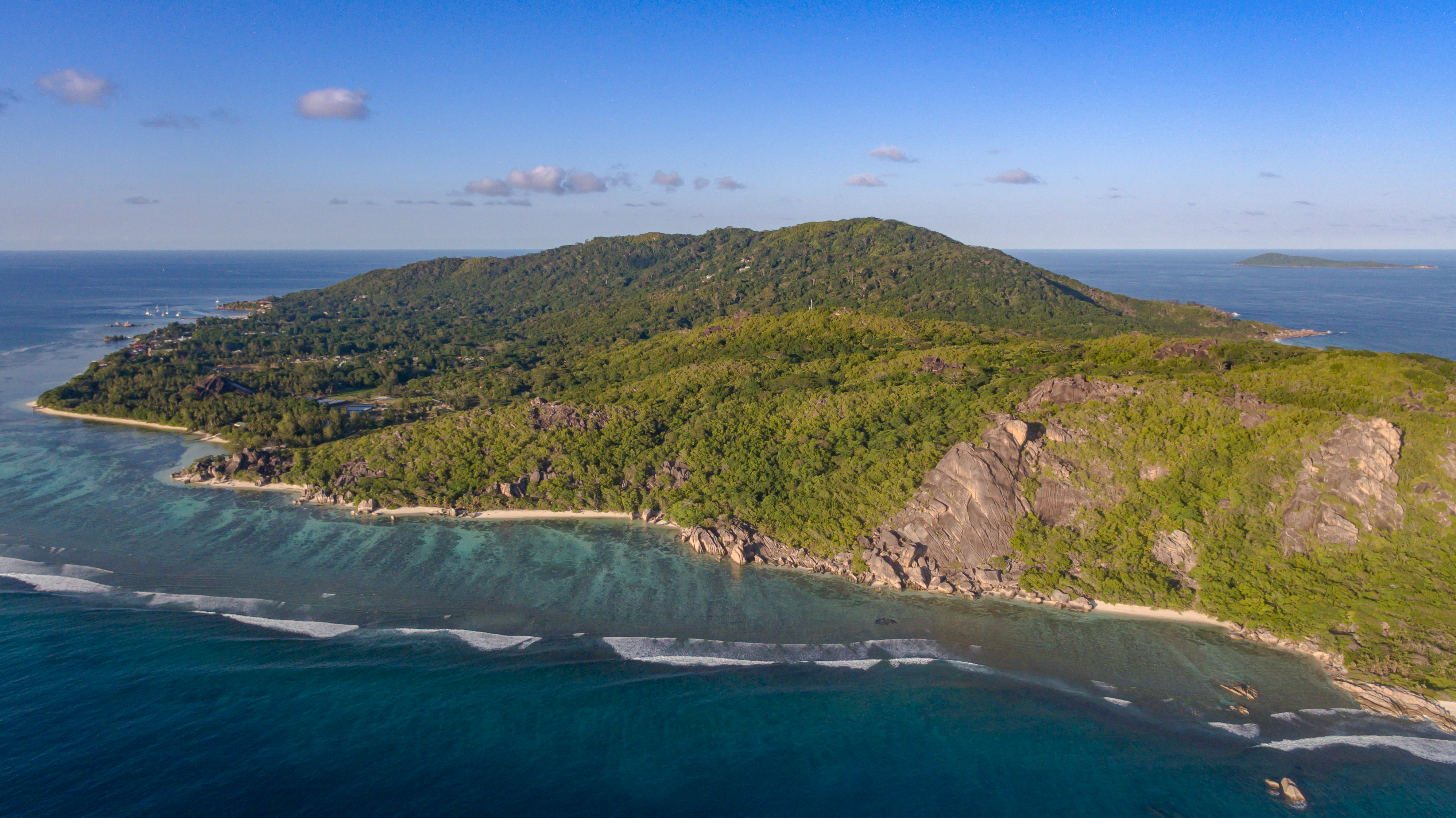
Luftbild der Insel La Digue/Seychellen
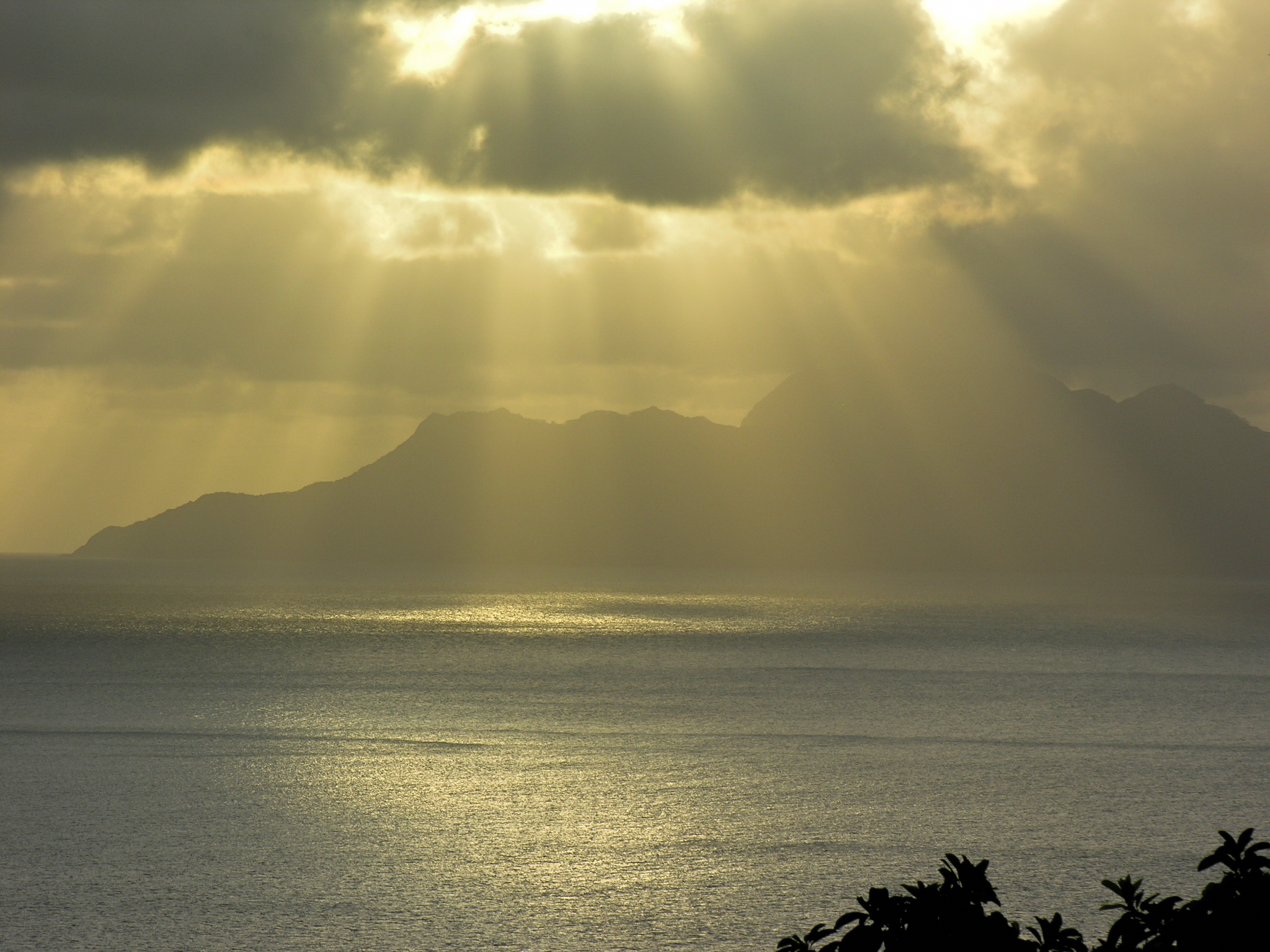
Insel Silhouette/Seychellen
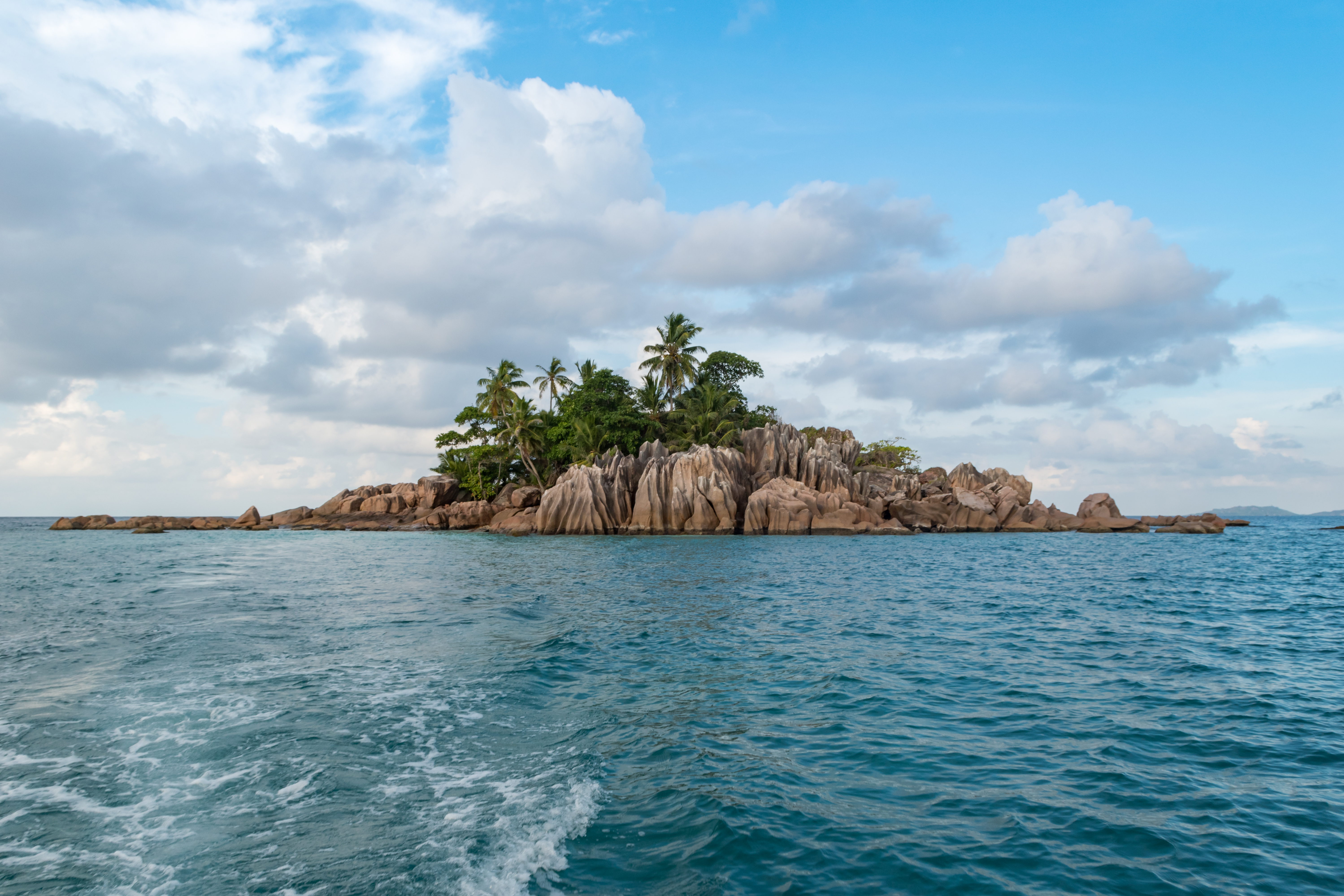
Insel Saint-Pierre (Seychellen)
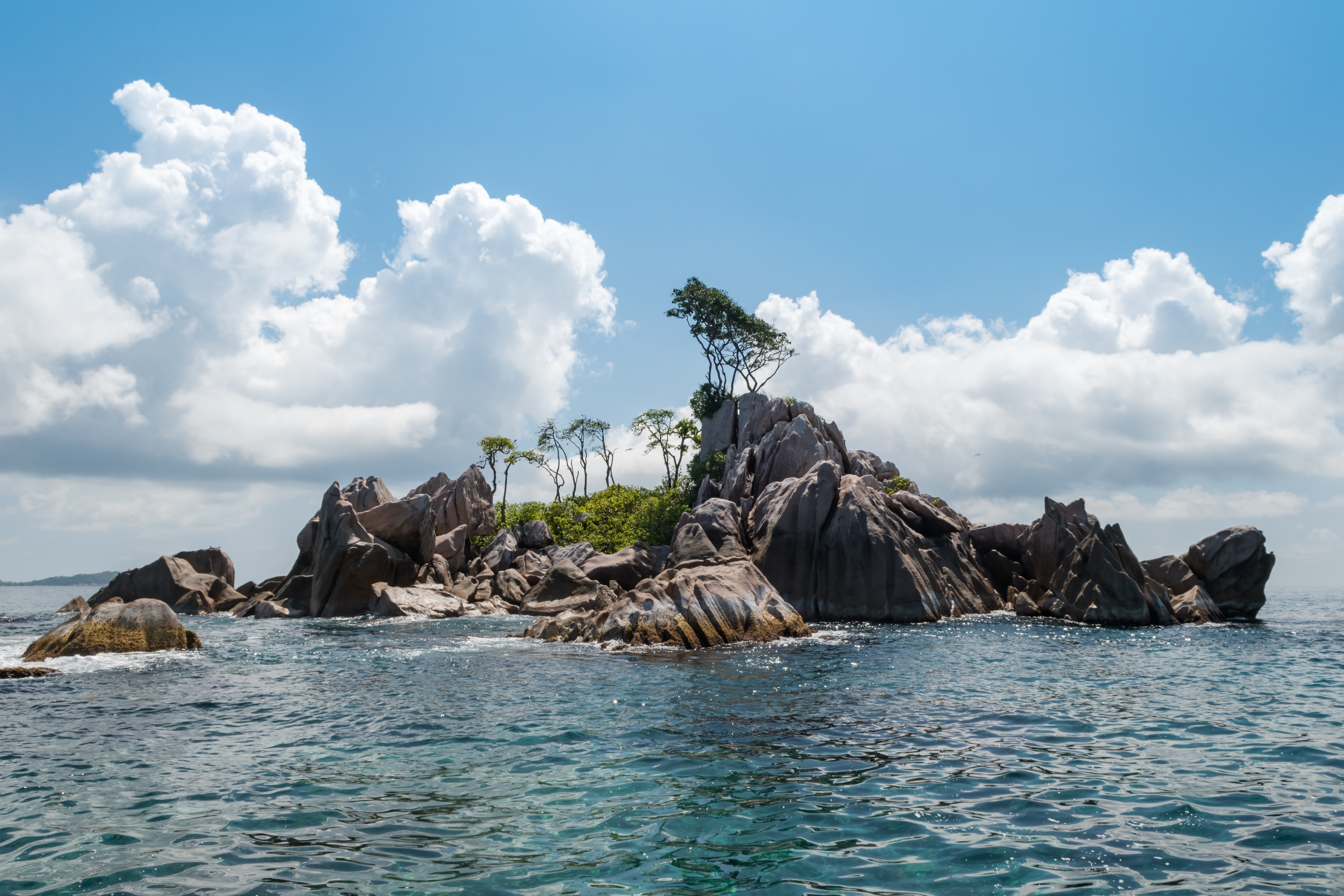
Insel Ave Maria Cocos/Seychellen
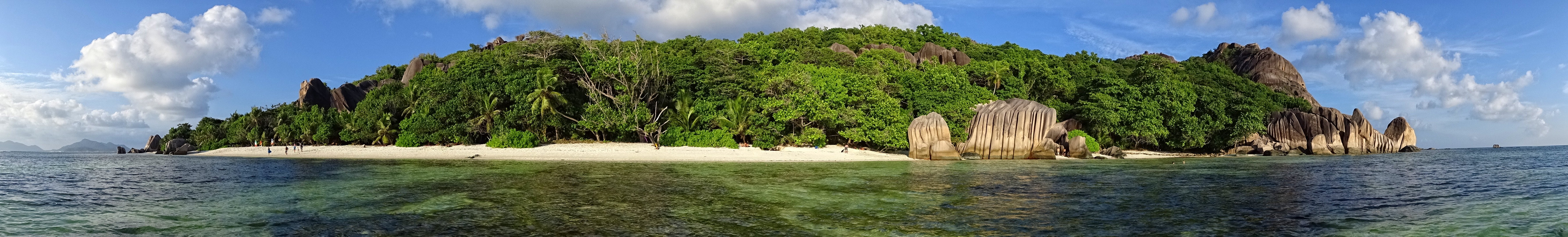
Panorama der Insel Anse/Seychellen

Die Seychellen gehören topografisch zu Afrika. Südlich der Seychellen liegen vor der ostafrikanischen Küste die Inselstaaten Madagaskar, Mauritius und die Komoren. Die Seychellen bilden eine Inselgruppe aus den Inner Islands, auch Granitic Seychelles genannt, und den Outer Islands. Die Inner Islands bestehen aus rund 42 Inseln, von denen die Inseln Mahé, Praslin und La Digue die größten sind. Die Outer Islands umfassen etwa 73 Korallenriffinseln (Atolle); sie haben keinen Bezug zu Ostgondwana.
Die Inner Islands sind dominiert von undeformierten, verschieden farbigen Graniten. Sie lassen sich geochemisch und isotopisch in zwei Gruppen unterscheiden, die auf unterschiedliche Erdkrustenquellen schließen lassen. Lokal wurden die Granite von mafischen Dykes durchdrungen, die ähnliche Alter wie die Granite aufweisen. Die Granite sind petrologisch, geochemisch und vom Alter her ähnlich wie diejenigen im Nordosten Madagaskars und Nordwesten Indiens. Es wird vermutet, dass sie im Bereich einer Subduktionszone entlang eines aktiven Kontinentalrandes von Rodinia entstanden. Zwischen 67 und 61 mya bildeten sich Vulkankomplexe, die die Inseln Silhouette und North Island formten. Diese Ereignisse werden dem Auftreten des Dekkan-Trapps zugeordnet.
Gesteine der Seychellen korrelieren mit denjenigen im nördlichen Terran des madegassischen Bemarivo-Gürtels.

## Proto-Ostantarktika

Heutigen Lage der Antarktis
Karte der Antarktis mit Ostantarktika und der umliegenden Gewässer

- Grundgebirge

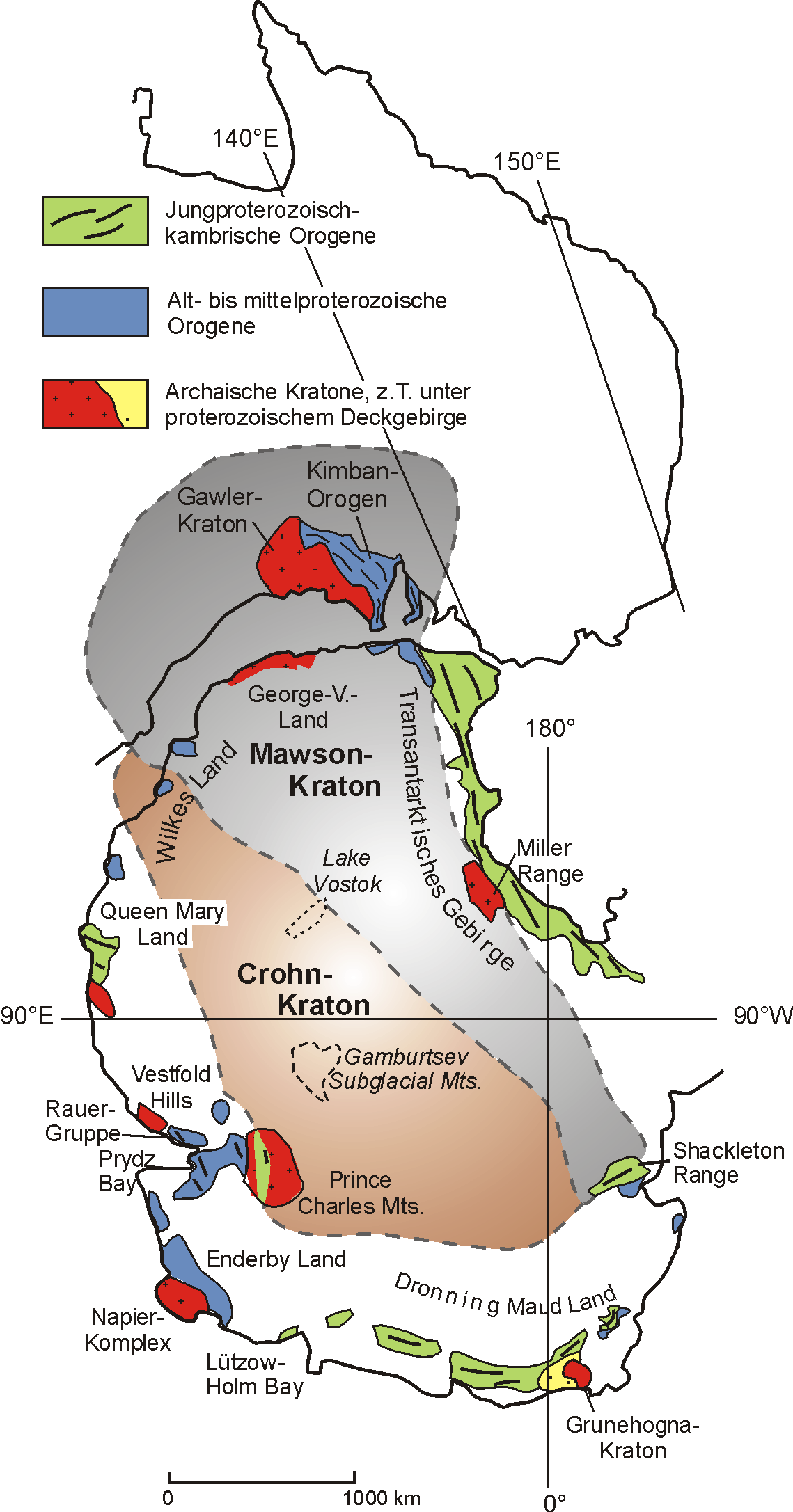
Vereinfachte geologische Karte des ostantarktischen Mawson-Kratons und dem australischen Grawler-Kraton
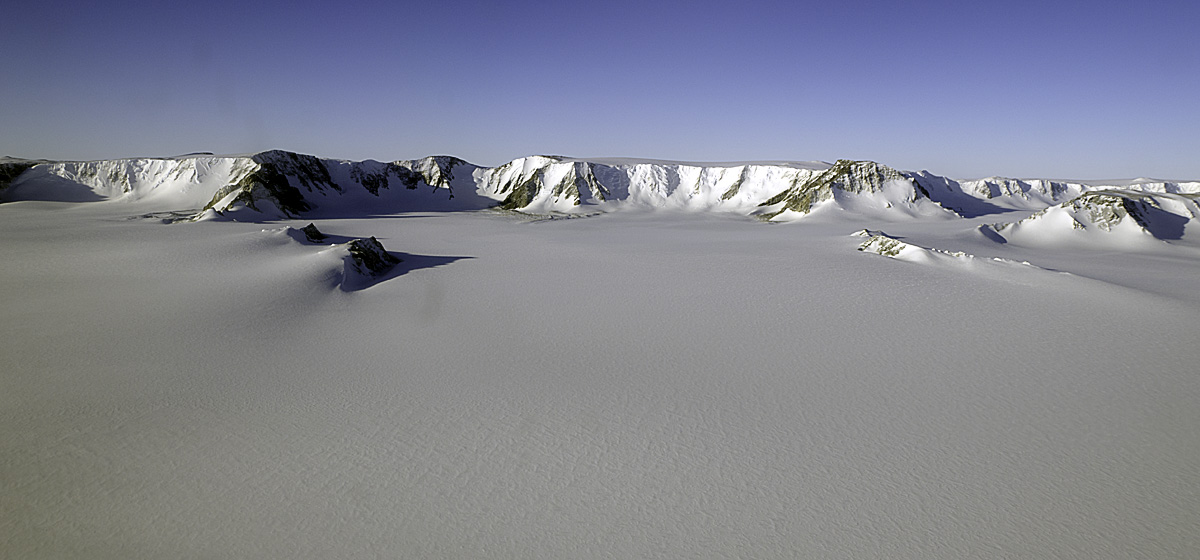
Shackleton Range/Ostantarktika
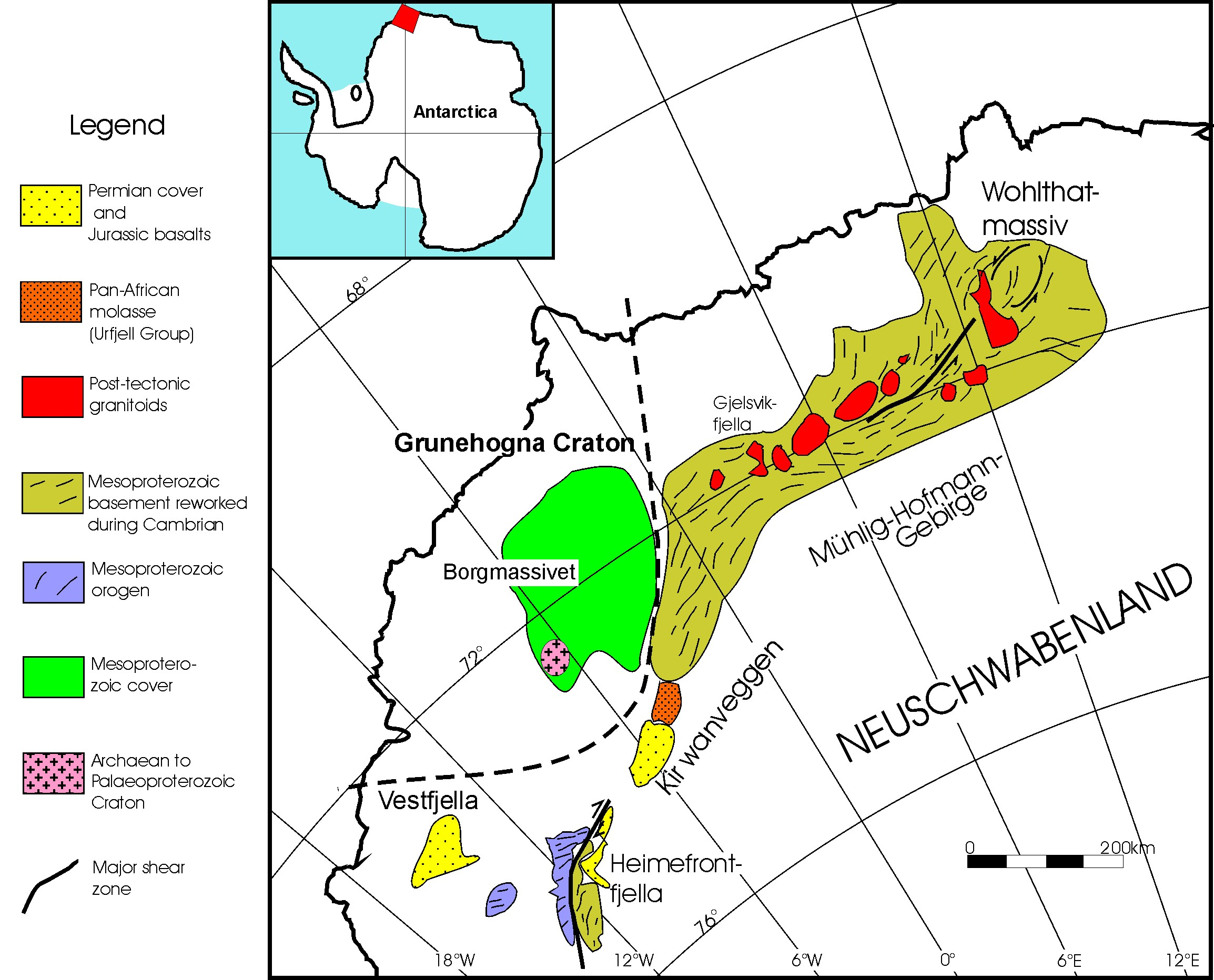
Geologische Karte des Grunehogna-Kratons und seiner Umgebung
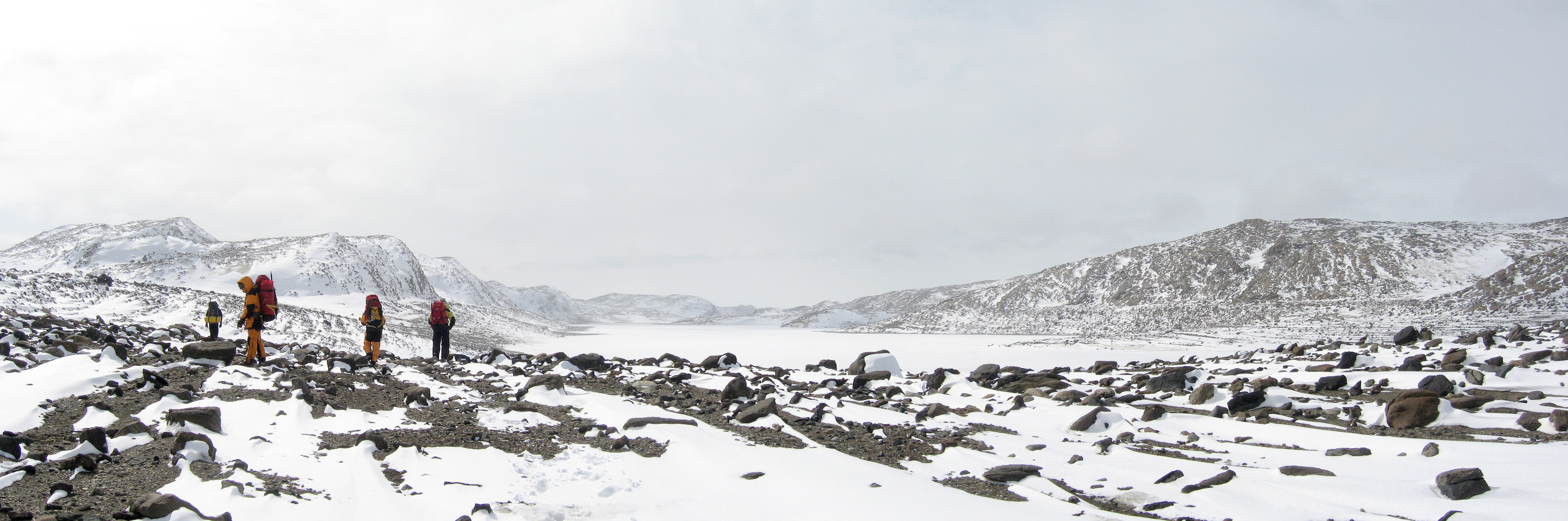
Blick von Norden auf den Stinear Lake und die Vestfoldberge
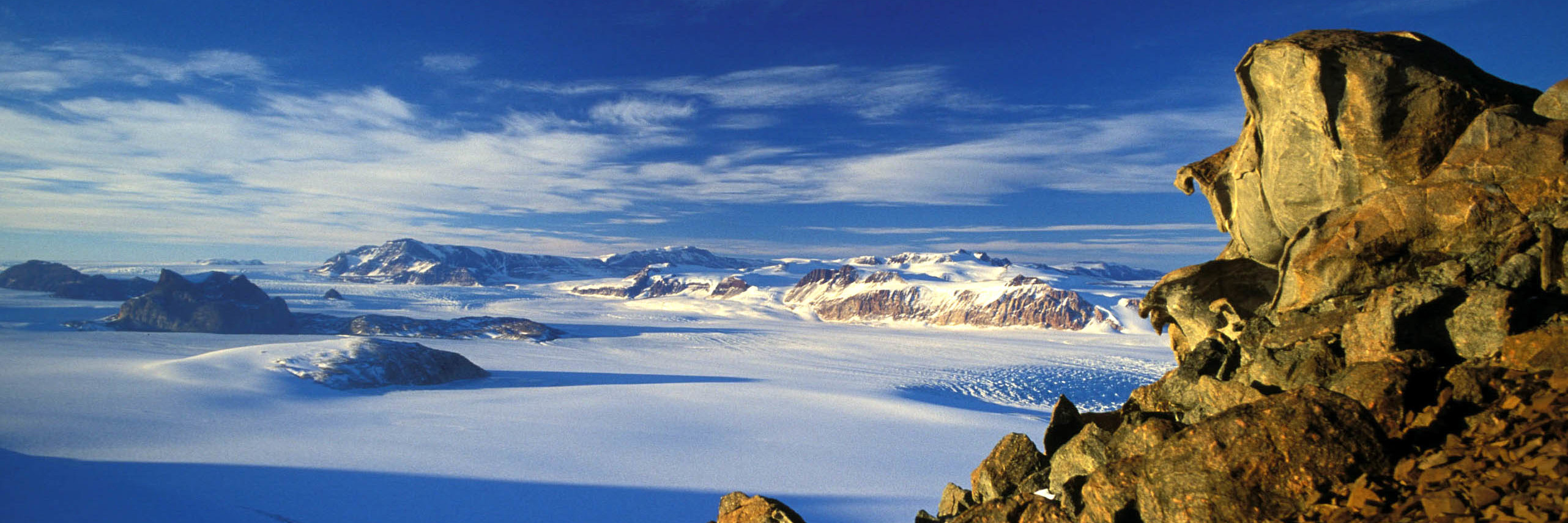
Transantarktisches Gebirge im nördlichen Victorialand
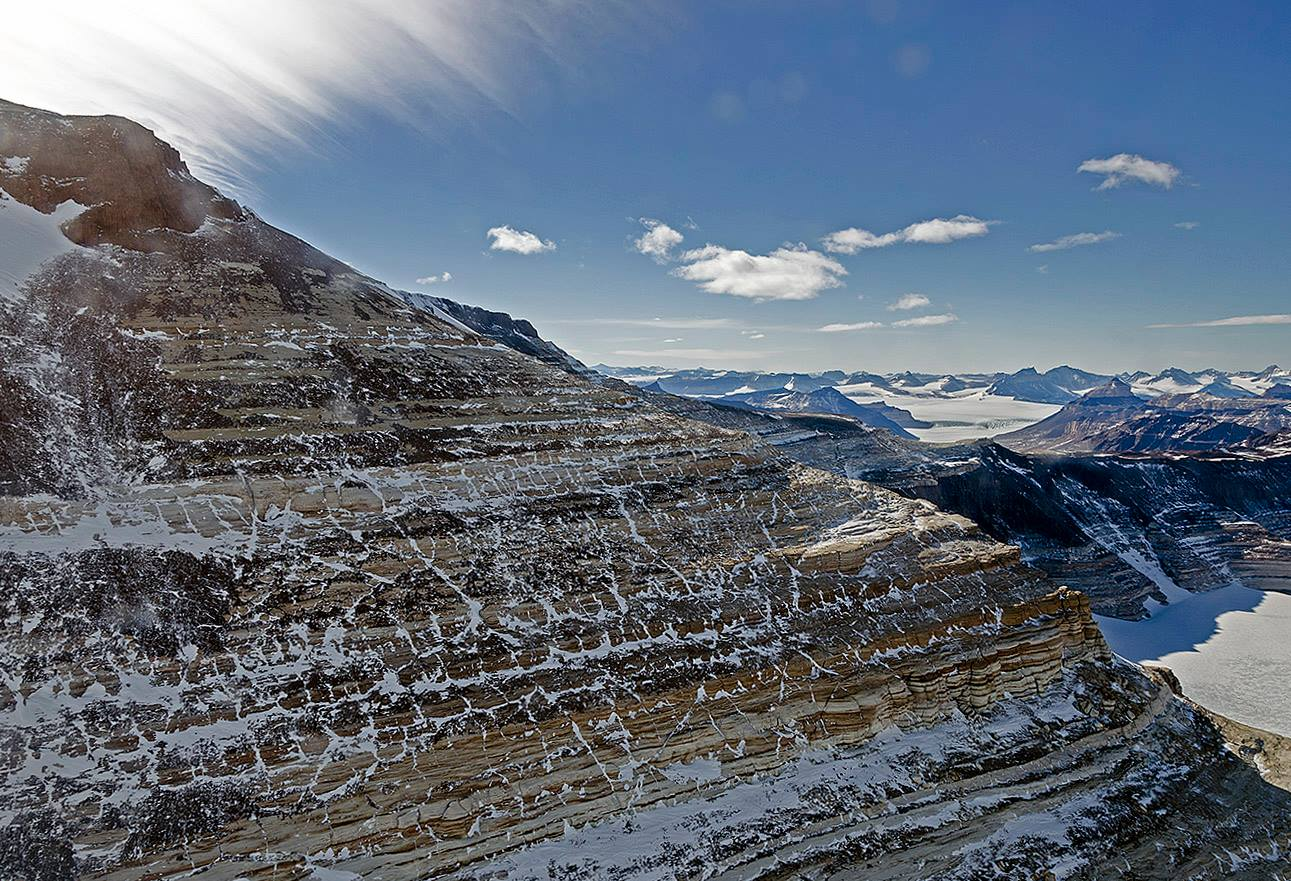
Luftaufnahme auf das Transantarktische Gebirge
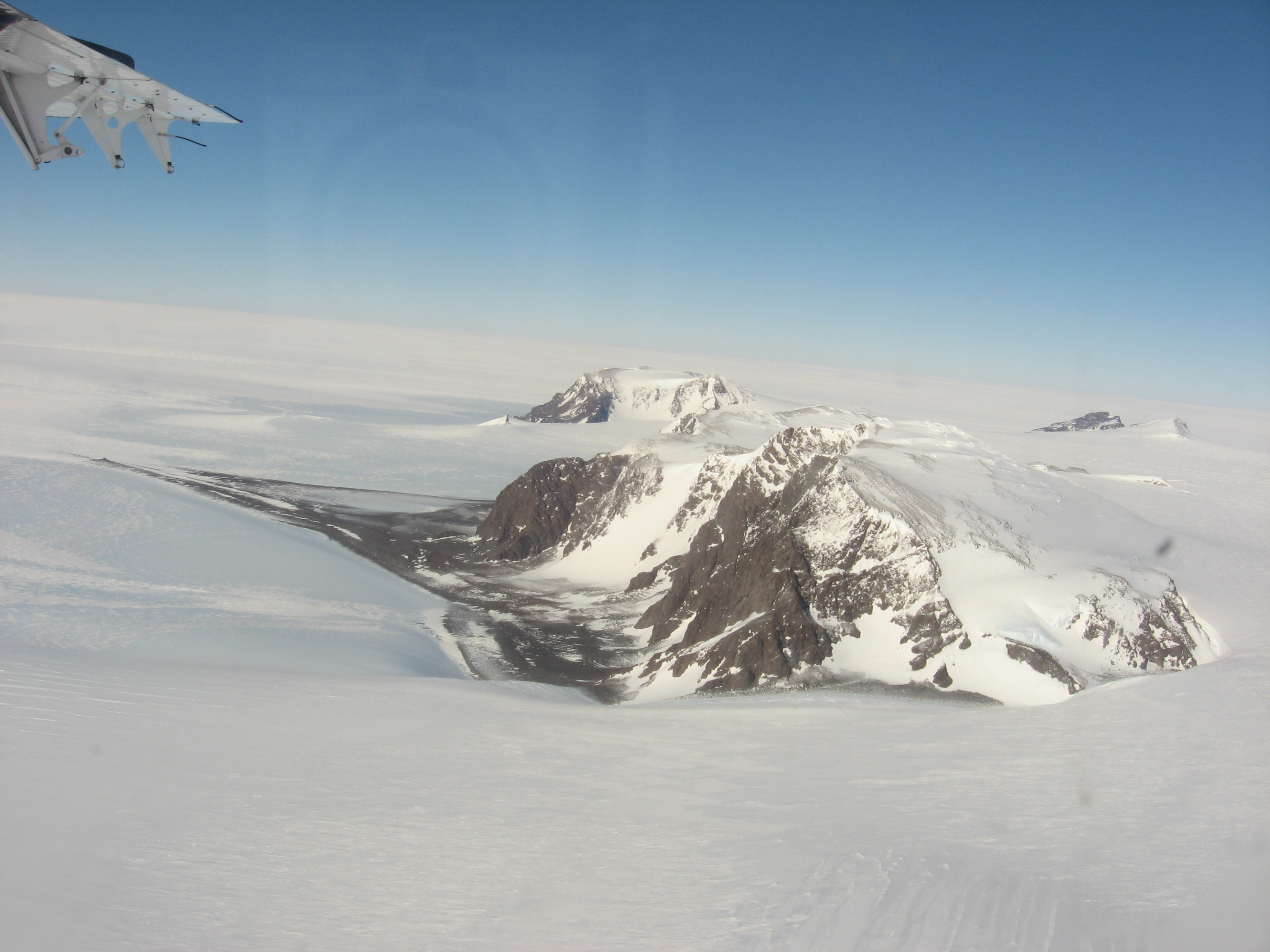
Luftaufnahme auf die Thiel Mountains
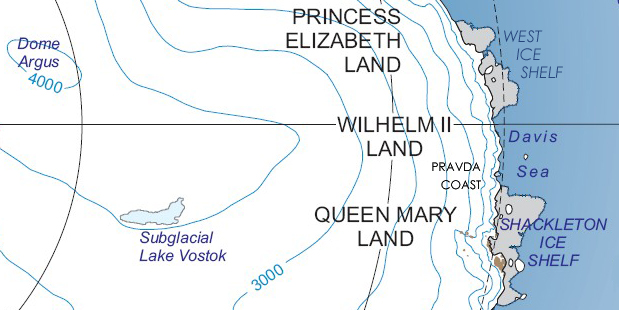
Küstengebiet vom Amerikanischen Hochland mit Princess Elizabeth Land, Kaiser-Wilhelm-II.-Land und Königin-Marie-Land
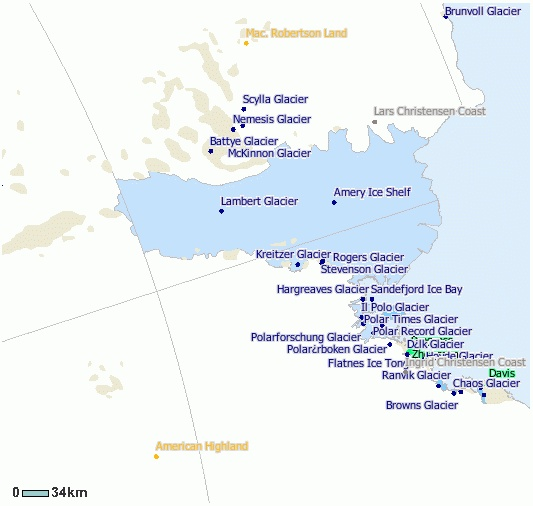
Landsat-Satellitenkarte des Lambertgletschers

Das Grundgebirge Proto-Ostantarktikas beinhaltet den Mawson-Kraton, den Grunehogna-Kraton, den Napier-Kraton, und den Crohn-Kraton. Weitere kleine kratonisierte und zu Tage tretende Bereiche sind der Südrand der Shackleton Range, die Vestfold Hills (Vestfoldberge), der Mündungsbereich des Denman-Gletschers und die Bertrab-, Littlewood- und Moltke-Aufschlüsse nahe der Südostküste des Weddell-Meeres.
Der Mawson-Kraton ist der größte ostantarktische Kraton und tritt entlang von Wilkesland, Adélieland und Georg-V.-Küste, die gegenüber von Australien liegen, zu Tage. Weitere Aufschlüsse liegen an der Rückseite des Ross-Orogens bzw. des später gebildeten zentralen Transantarktischen Gebirges. Weiter kommt er an der Rückseite des Transantarktischen Gebirges in der Geologists Range, der Miller Range sowie in den östlichen Thiel Mountains unter seiner sonst nahezu kompletten Eisbedeckung vor. Der Mawson-Kraton setzt sich aus Krustenfragmenten alten hoch metamorphen Gneisen, Granuliten und Enderbiten zusammen, die zwischen 2560 und 1700 mya datieren. Im östlichen Bereich der Thiel Mountains kommen flach liegende Sedimente vor. Ehemals stand der Mawson-Kraton tektonisch mit dem heutigen australischen Gawler-Kraton in Verbindung.
Der Crohn-Kraton ist im Bereich zwischen dem Mac-Robertson-Land, Princess-Elizabeth-Land und dem Amerikanischen Hochland aufgeschlossen. Mit Sicherheit kratonisch sind nur die südlichen Prince Charles Mountains beiderseits des Lambertgletschers. Die Hauptgesteine des Crohn-Kratons sind 3.000 mya alte Orthogneise. Wie weit der Kraton ins Innere der Ostantarktis reicht ist wegen der Eisüberdeckung unbekannt.
Der Grunehogna-Kraton kommt als kleiner Aufschluss im westlichsten Königin-Maud-Land vor. Das granitische Grundgebirge datiert auf 3000 mya, auf dem 1.000 mya alte undeformierte Sedimente aufliegen. Dieser Kraton scheint ein kleines Fragment des afrikanischen Kaapvaal-Kratons zu sein.
Der Napier-Kraton, oder auch Napier-Komplex, tritt in Form der Napier Mountains im Enderbyland zu Tage und war mutmaßlich ein Bruchstück des indischen Dharwar-Kratons. Die hoch metamorphen Gneise, Granulite und Enderbite weisen Alter zwischen 3800 und 2500 mya auf.
- Orogene

Lage des Königin-Maud-Landes
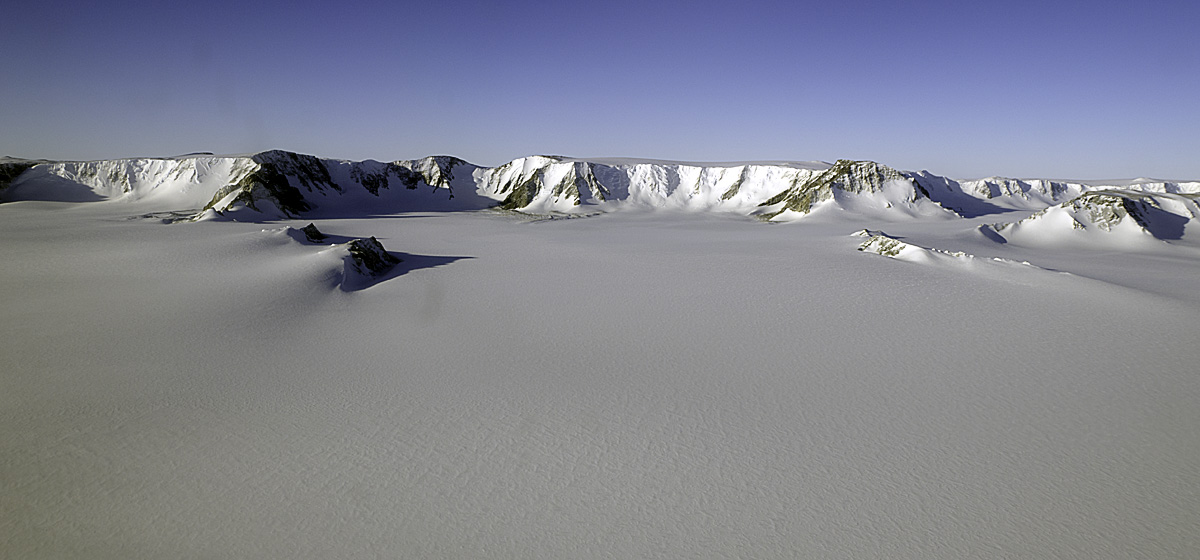
Teilansicht der Shackleton Range
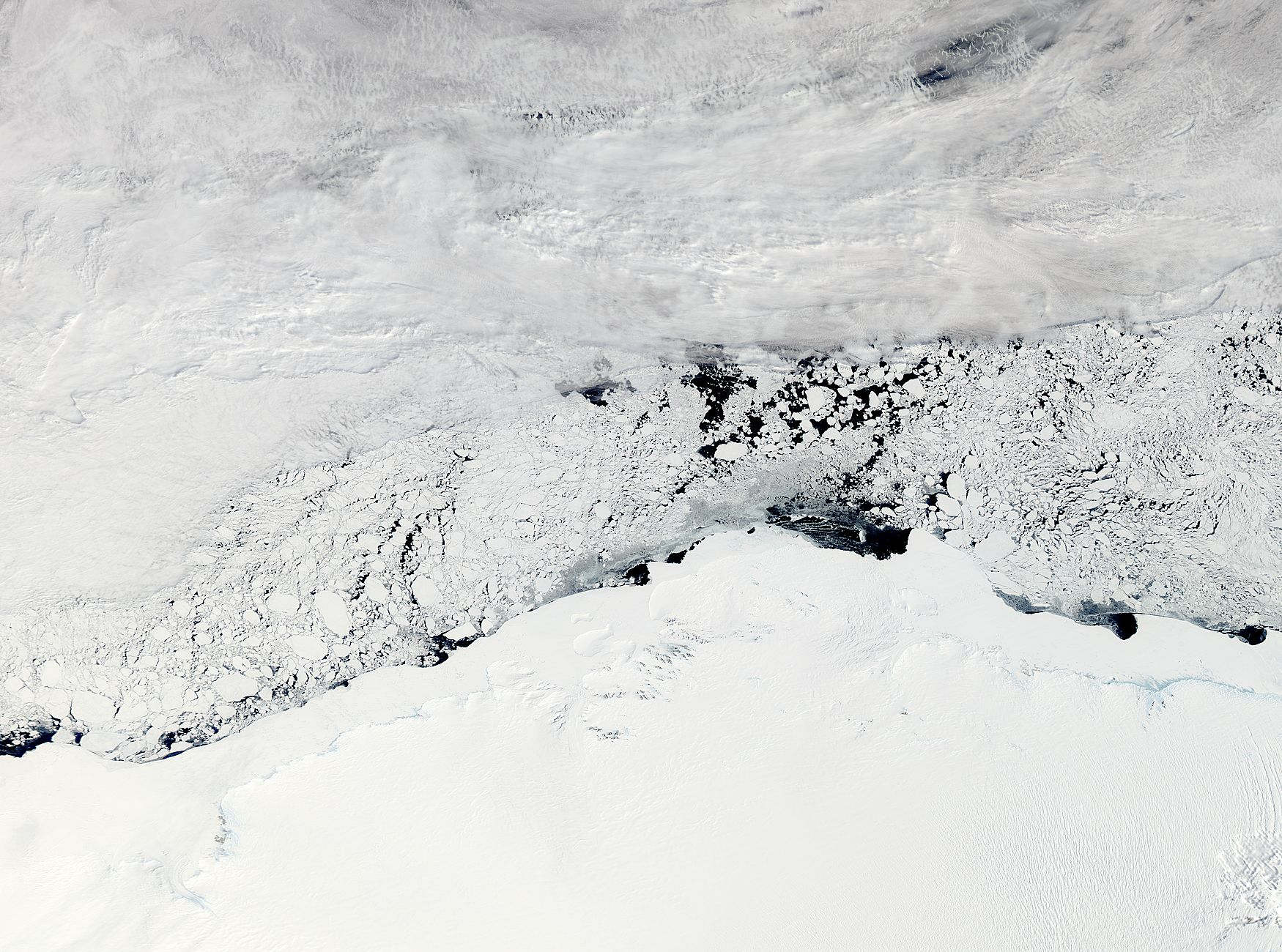
Satellitenaufnahme des eisbedekten Enderbylandes
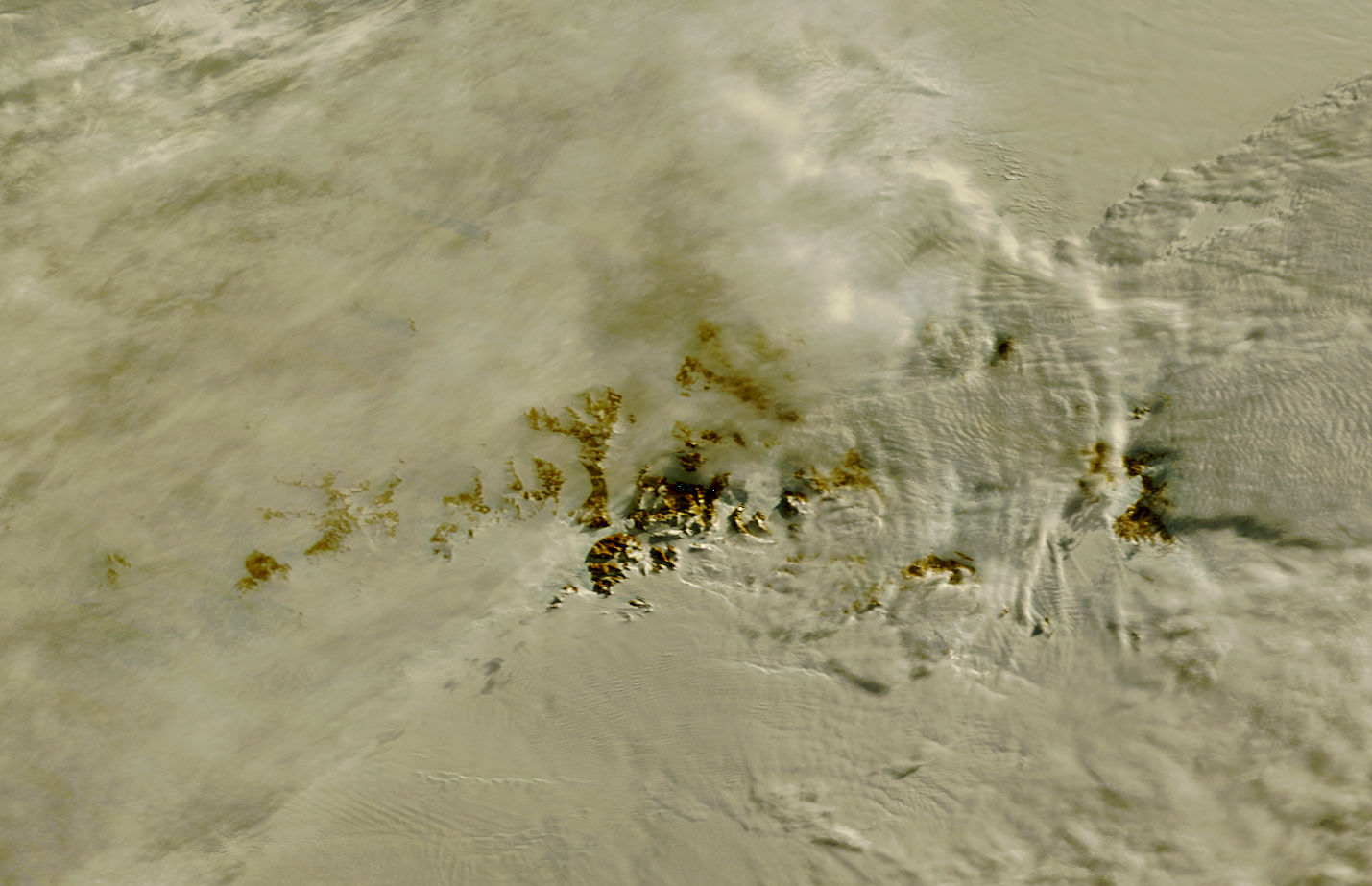
Satellitenaufnahme nicht eisbedeckter Felsen des Sør-Rondane-Gebirges
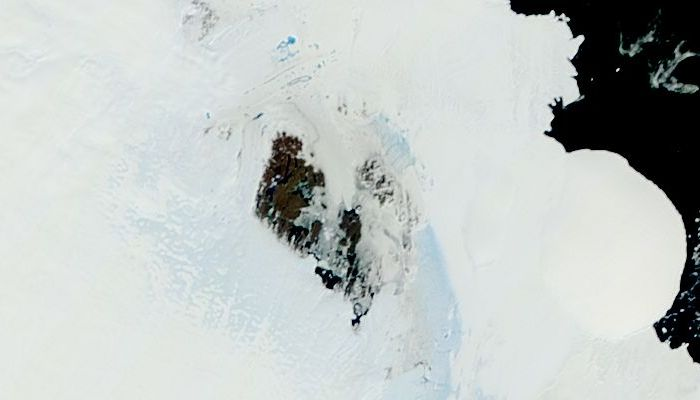
Satellitenaufnahme der Bunger Hills
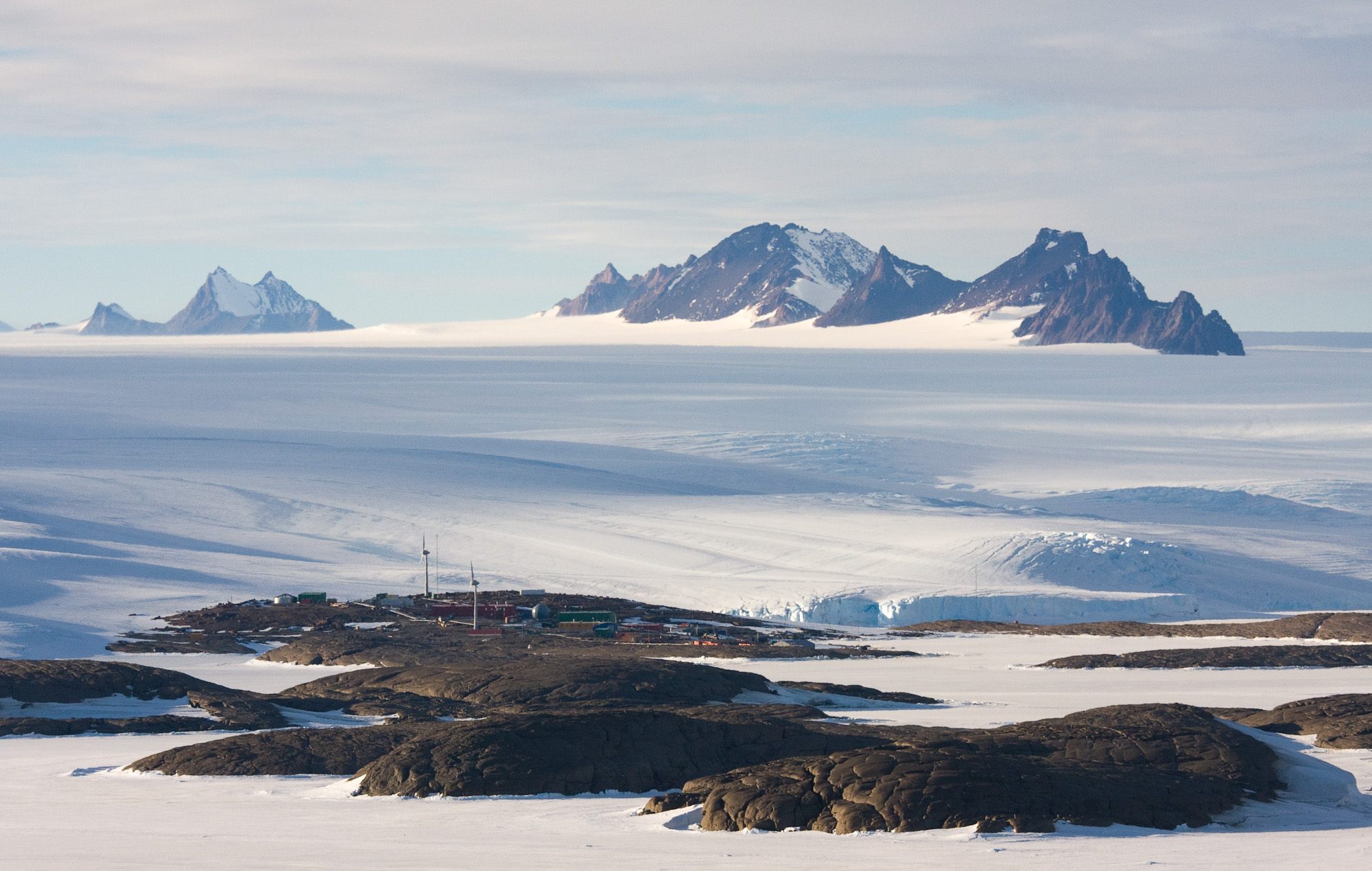
Australische Mawson Station auf Welch Island (Antarktika) vor der Küste des Mac-Robertson-Landes
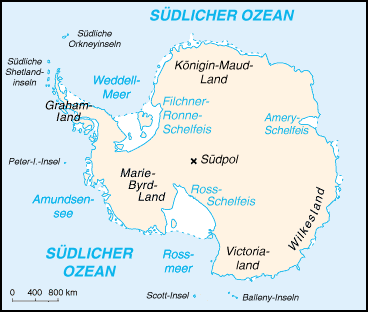
Lage des Wilkeslandes
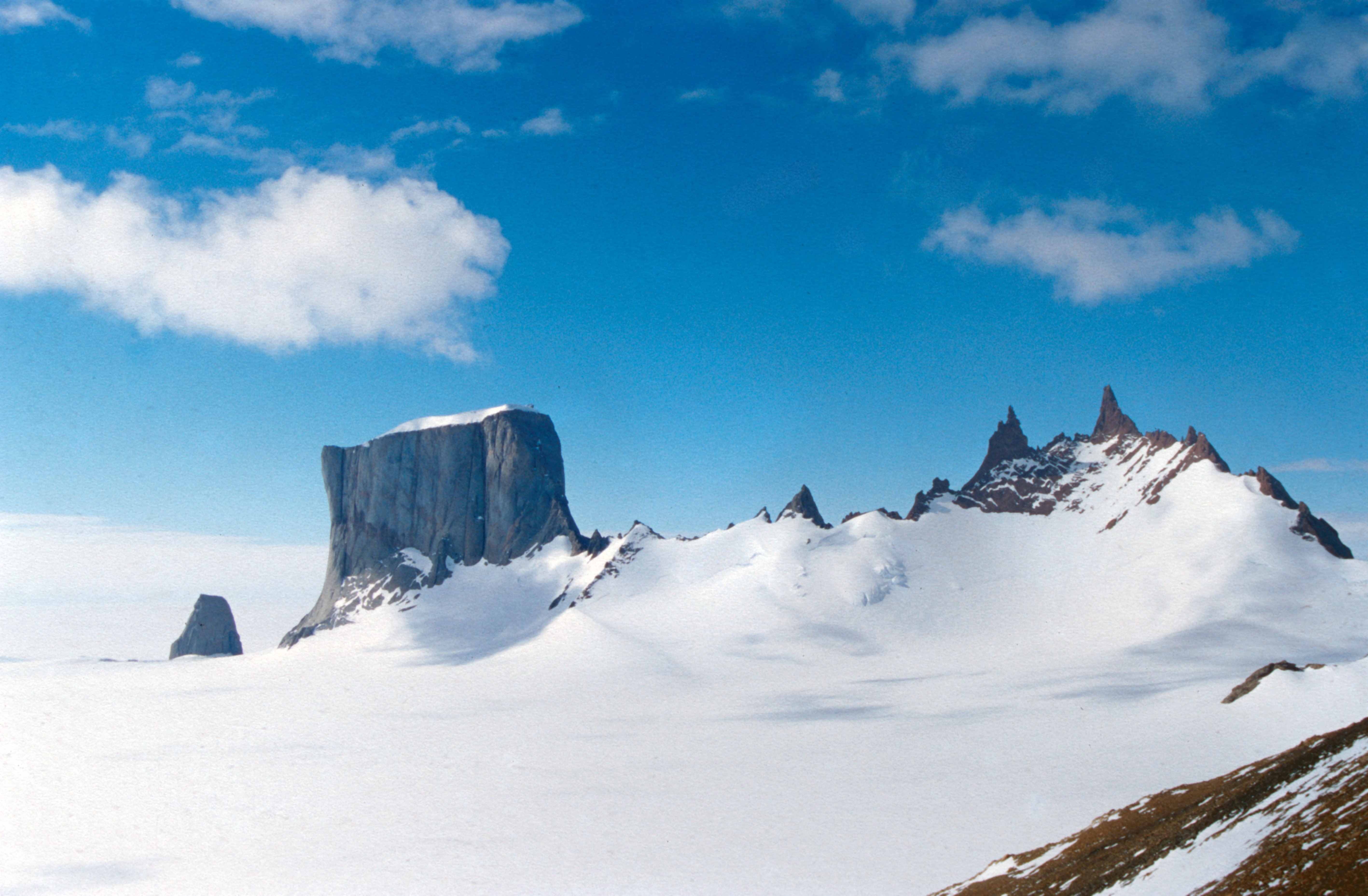
Nordwestende des Mühlig-Hofmann-Gebirges mit dem Hoggestabben (links) und dem Hochlinfjellet (rechts)

Die Grundgebirge Proto-Ostantarktikas wurden tektonisch in drei orogenen Phasen zusammengefügt.
Der Maud-Gürtel, der sich ausgehenden Mesoproterozoikum um 1100 mya entwickelte, stellt die Geosutur zwischen dem Grunehogna-Kraton einerseits und dem Crohn-Kraton mit der südlichen Shackleton Range andererseits dar. Er zieht sich von Coatsland über das westliche bis ins östliche Königin-Maud-Land und umfasst die Gebirgsaufschlüsse Heimefrontfjella, Kirwanveggen, Sverdrupfjella, Mühlig-Hofmann-Gebirge, Wohlthatmassiv, Schirmacher-Oase, Sør Rondane sowie den Yamato-Belgica-Komplex. Der Maud-Gürtel ist ein orogener Gürtel, der überwiegend aus magmatisch-vulkanischen Inselbogenkomponenten besteht und mehrfach hochgradig deformiert und metamorphiert wurde.
Der Rayner-Gürtel tritt in den nördlichen Prince Charles Mountains und dem Rayner-Komplex zu Tage und verbindet in Enderbyland, Kempland und Mac-Robertson-Land den Napierkomplex mit dem Crohn-Kraton (südliche Prince Charles Mountains). Der granitische Gürtel entstand während einer Akkretionsphase im späten Mesoproterozoikum, bei der die Gesteine hochgradig tektono-thermisch überarbeitet wurden.
Die Wilkes-Provinz erscheint in den Bunger Hills und auf den Windmill-Inseln von Wilkesland. Diese Provinz verschweißt den Mawson-Kraton mit dem möglicherweise nach Königin-Marie-Land reichenden Teil des Crohn-Kratons oder mit den Vestfoldbergen. Die Provinz unterlag zwischen 1330 und 1280 mya sowie von 1200 bis 1130 mya hochgradigen Verformungen und Metamorphosen. Sie korreliert mit dem australischen Albany-Fraser-Gürtel, der den Gawler-Kraton mit dem Yilgarn-Kraton verbindet.

## Proto-Australien

Heutige Lage von Australien

- Grundgebirge

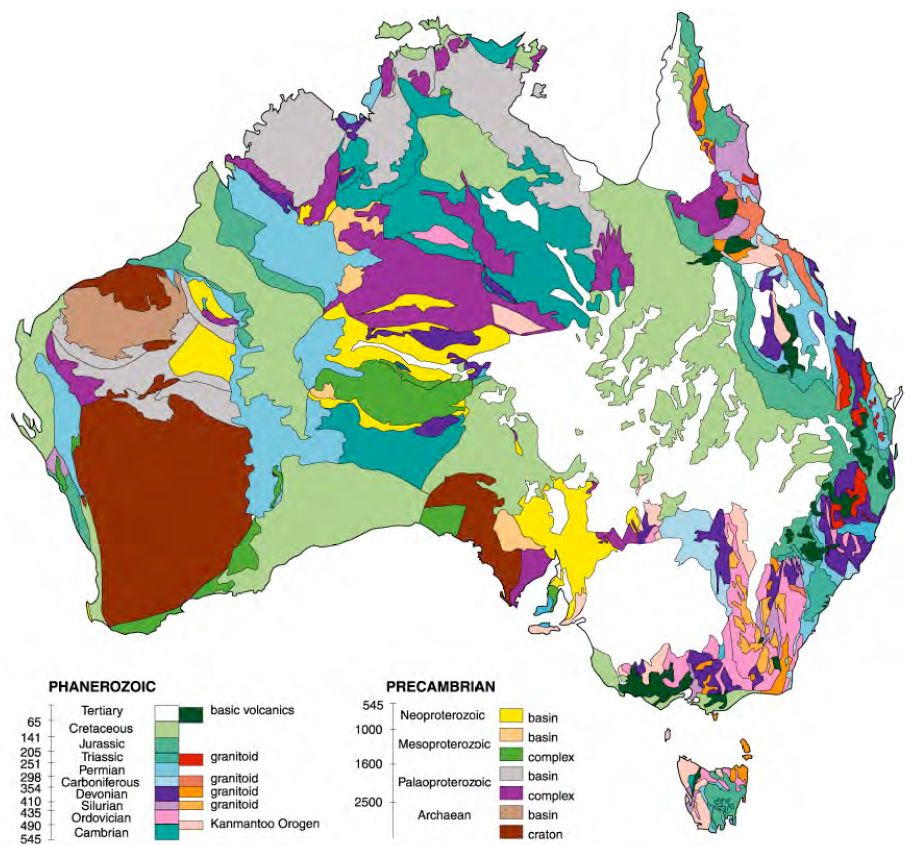
Geologische Karte Australiens
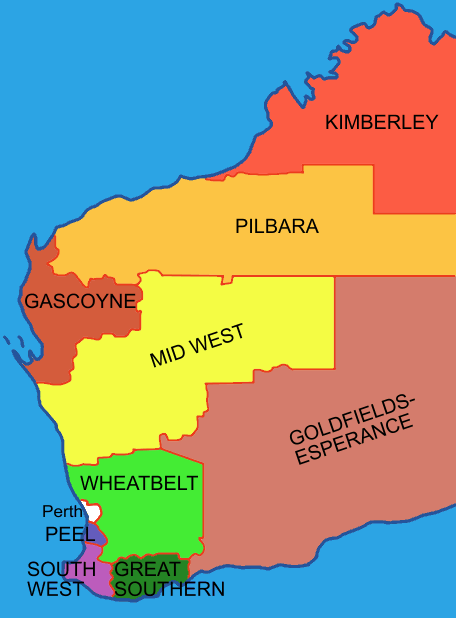
Lage Western Australias
Lage South Australias
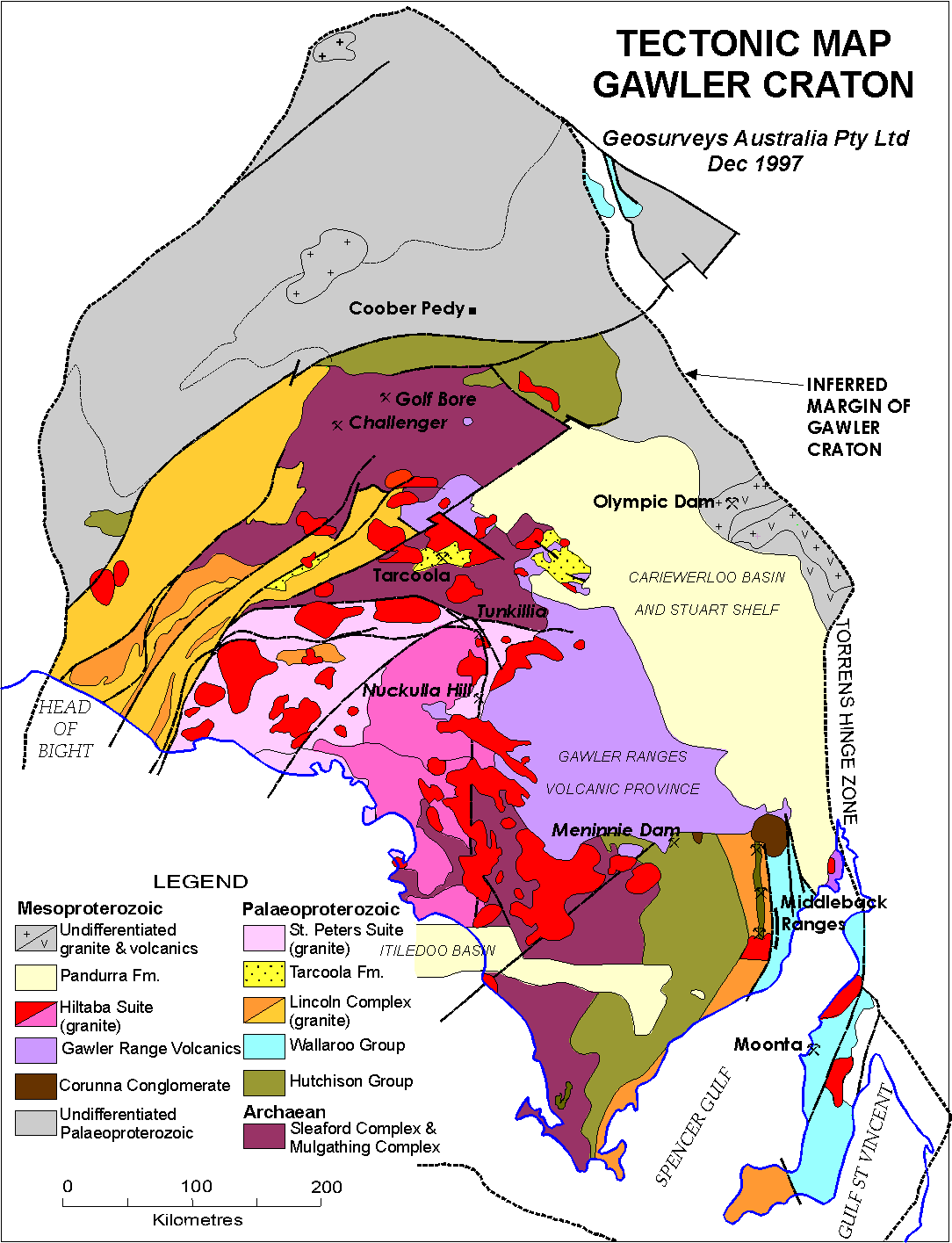
Geologische Karte des Gawler-Kratons
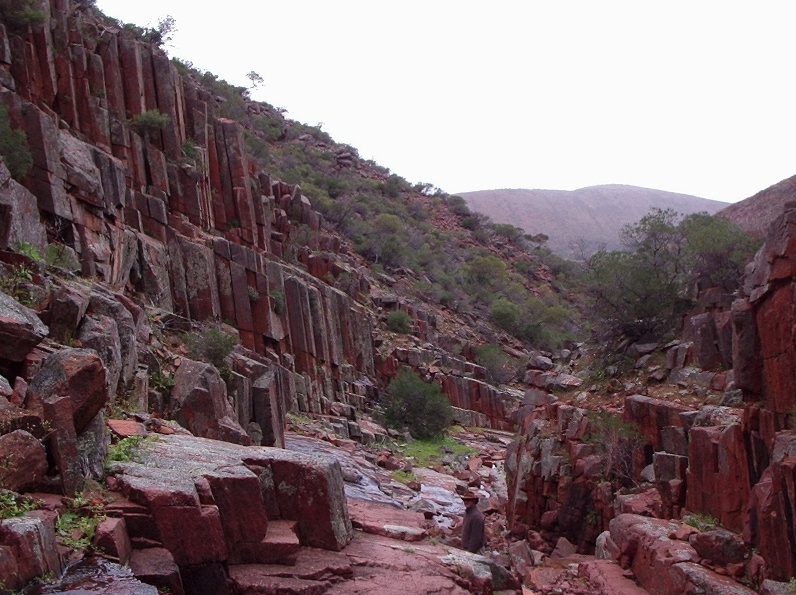
Basaltsäulen der Gawler Ranges im Gawler-Ranges-Nationalpark im Gawler-Kraton

Das Grundgebirge Proto-Australiens besteht hauptsächlich aus dem Yilgarn-Kraton, dem Pilbara-Kraton sowie dem Gawler-Kraton, alle archaischen bis paläoproterozoischen Alters.
Der Yilgarn-Kraton befindet sich in Südwestaustralien. Er bildete sich aus mehreren Terranen, die zwischen 2940 und 2630 mya unter Ausformung von Falten- und Überschiebungsgürteln akkretierten. Der Kraton setzt sich überwiegend aus hochgradig metamorphierte Granit-/Gneis-Provinzen und Granit-Grünsteingürteln zusammen. Deren Ausgangsgesteine datieren auf 3200 bis 2800 mya. Die ältesten Zirkone wiesen Alter von 4400 bis 4270 mya auf.
Der Pilbara-Kraton liegt in Westaustralien. Seine ausschließlich archaischen Gesteine datieren auf 3600 bis 2700 mya, ähnlich wie der Kaapvaal-Kraton in Südafrika. Es wird vermutet, dass beide Bestandteil der hypothetischen Ur-Kontinent Vaalbara bzw. Ur waren.
Der Gawler-Kraton erstreckt sich im zentralen Südaustralien und war ursprünglich Bestandteil des ostantarktischen Mawson-Kontinents. Seine Grundgebirgseinheiten bestehen aus archaischen TTG-Komplexen und Gneisen, die auf 3400 bis 2560 mya datieren. Weiterhin entwickelten sich proterozoische magmatisch/sedimentäre Komplexe. Strukturiert ist der Kraton in mehrere tektonische Provinzen und orogene Gürtel, die sich von 1855 bis 1450 mya entwickelten.
- Orogene

Der tektonische Zusammenschluss Proto-Australiens erfolgte während mehrerer orogener Phasen. Der Westaustralische Kraton bildete sich infolge der Kollision der archaischen Yilgarn- und Pilbara-Kratone. Zwischen ihnen faltete sich ab 2215 mya das Capricorn-Orogen auf. Der Südaustralische Kraton entstand ab 1845 aus dem Zusammenschluss des Gawler-Kratons und der Curnamona-Provinz entlang des Kimban-Orogens. Der Nordaustralische Kraton formte sich ab 1880 mya aus der Akkretion mehrerer Krustenfragmenten mit Ausbildung von Orogenen, die die entsprechenden Geosuturen darstellen.
Zwischen 1300 und 1100 mya kollidierten die West-, Nord- und Südaustralischen Kratone zum Kontinent Proto-Australien, der Bestandteil Rodinias war. Ab 830 mya setzte im Zusammenhang mit dem Zerfall Rodinias auch Rifting im Proto-Australien ein.

## Zusammenschluss Proto-Indien, Proto-Ostantarktis und Proto-Australien

Vermutete Paläogeographie des Superkontinents Columbia
Heutige Lage von Antarktika
Karte der Antarktis mit Ostantarktika

Die heute getrennten Kontinente Indien, Ostantarktika und Australien hatten vormals eine gemeinsame geologische Entwicklungsgeschichte. Diese kann bis in die Zeit der Superkontinente Columbia und Rodinia zurückverfolgt werden.
Die einzelnen Proto-Kontinente Indien, Ostantarktika und Australien vereinigten sich ab dem mittleren Mesoproterozoikum zu einer gemeinsamen, größeren Landmasse. Dieser Zeitraum ist etwa vergleichbar mit der Grenville-Orogenese, die zur Bildung Rodinias führte. Bedeutsam für den Zusammenschluss sind der nordöstliche Bereich Indiens, die australischen Yilgrin- und Grawler-Kratone sowie der ostantarktische Mawson-Kraton. Der Mawson-Kraton mit dem Terre Adélie-Kraton und dem Gawler-Kraton werden auch als Mawson-Kontinent bezeichnet.
Bei den Kontinentkollisionen bildeten sich das Albany-Fraser-Orogen und das Pinjarra-Orogen, die heute an den südlichen und westlichen Bereichen Australiens sowie an den Rändern der Ostantarktis vorkommen. Zwischen Indien und Proto-Ostantaktika wurden die Ostghats und der Rayner-Komplex tektono-thermisch überprägt. Tektonische Kontakte zwischen Proto-Ostantarktika und dem Kalahari-Kraton ereigneten sich entlang der Randzonen des Königin-Maud-Landes, des Maud-Gürtels und der Shackleton Range einerseits sowie dem Kaapvaal-Kraton und dem Namaqua Natal-Gürtel andererseits.

Lage des australischen Western Australia
Lage des australischen Northern Territory
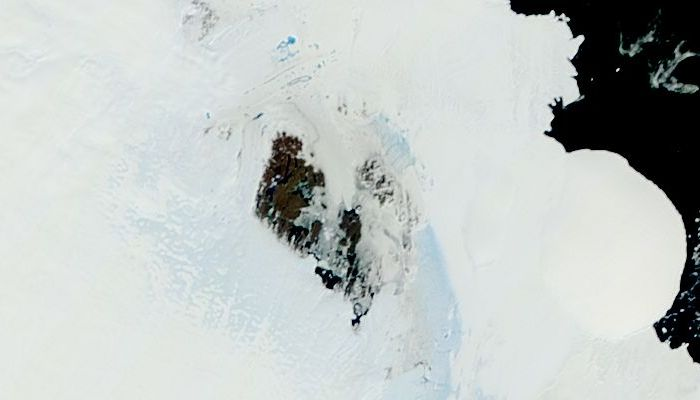
Satellitenaufnahme der Bunger Hills/Ostantarktika
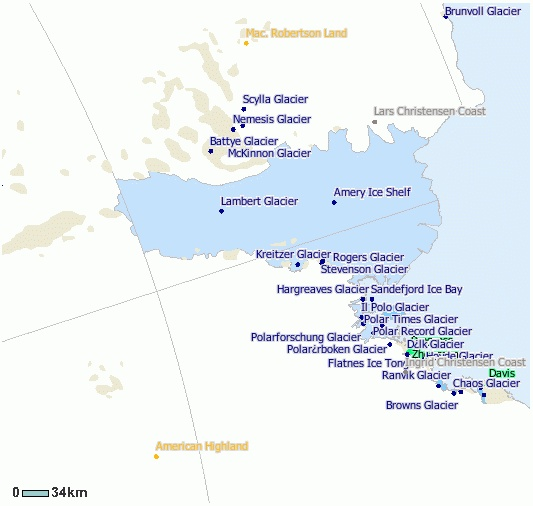
Satellitenaufnahme der Region um den Lambertgletscher/Ostantarktis
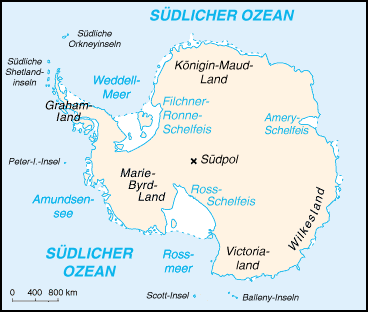
Karte Antarktikas mit Wilkesland/Ostantarktis
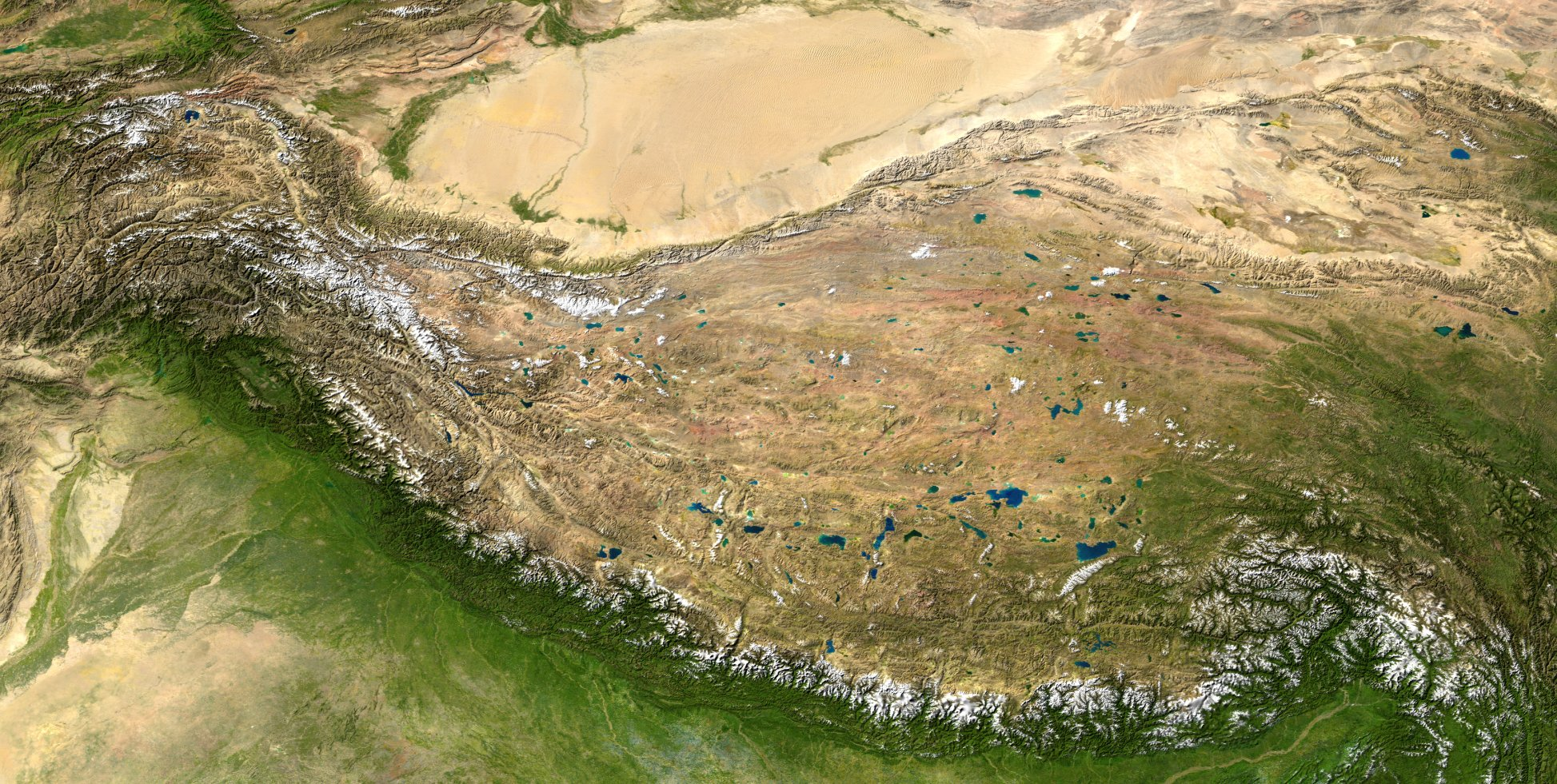
Satellitenaufnahme des Himalayas mit dem Hochland von Tibet
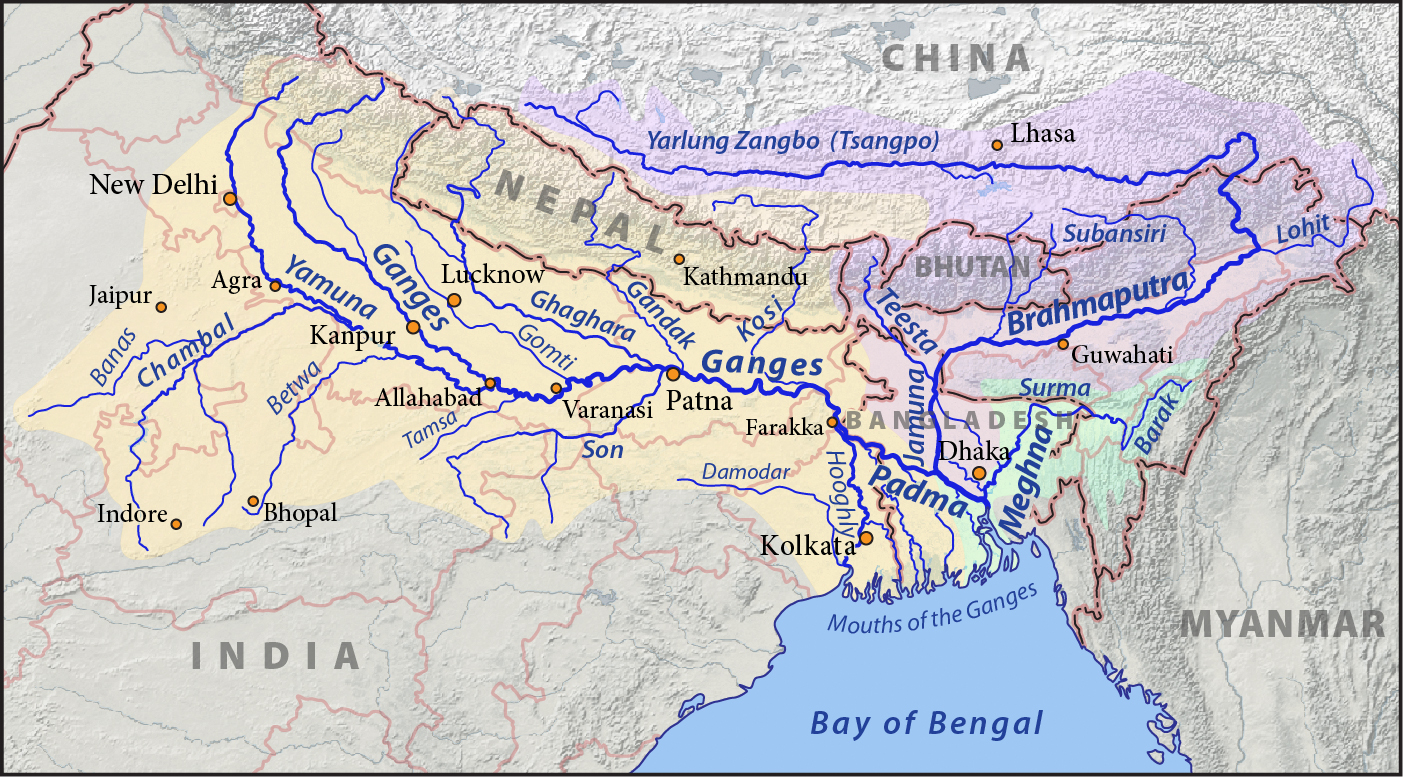
Ganges mit seinen Zuflüssen

Das ca. 1200 Kilometer lange Albany-Fraser-Orogen verläuft an der südlichen Flanke des Yilgarn-Kratons und schließt im Westen an das Pinjarra-Orogen an. Die östliche Erstreckung ist unter mächtigen Sedimentschichten verborgen. Das Orogen ist aufgeteilt in den östlichen Albany- und den westlichen Fraser-Gürtel sowie weiteren tektonischen Subeinheiten. Es durchlief eine mehrstufige geodynamische Entwicklung zwischen 1350 und 1140 mya mit Ausbildung verschiedener Becken, Subduktionen und Akkretionen von Inselbogenkomplexen. Die Ausgangsgesteine im Orogen sind bis zu 3000 mya alt und stammen vom Yilgrin-Kraton bzw. aus bis zu 1388 mya alten Inselbogenkomplexen ab. Von 550 bis 500 mya erfolgte die Kollision des Yilgarn-Kratons mit dem ostantarktischen Mawson-Kraton unter Aufarbeitung älterer Strukturen sowie Aufsteigen von Intrusionen. Das Albany-Fraser-Orogen weist eine Verlängerung in den Bunger Hills und Windmill-Inseln im ostantarktischen Wilkesland auf.
Das Pinjarra-Orogen erstreckt sich ca. 1000 Kilometer fast gänzlich entlang der Westflanke Australiens und dem Yilgarn-Kraton. Im Süden grenzt es an das Albany-Fraser-Orogen. Die Darling-Verwerfung trennt das Orogen vom Yilgarn-Kraton. Das Pinjarra-Orogen erscheint in Form von drei gneisischen Inlier (Inselberge). Der Rest liegt unter phanerozoischen Sedimenten. Die Ausgangsgesteine weisen Alter zwischen 2181 und 1130 mya auf, wobei die älteren vom Yilgarn-Kraton und die jüngeren vom Albany-Fraser-Orogen abstammen. Die tektonische Entwicklung ist Ausdruck der Kollision Westaustraliens mit Nordostindien und der Ostantarktikas im Zeitraum von 1100 bis 650 mya. Das indische Segment des Pinjarra-Orogens wurde während der Auffaltung des Himalayas unter das Hochland von Tibet subduziert oder liegt unter Sedimentschichten der Gangesebene verborgen. Das ostantarktische Orogensegment bildet den Bereich zwischen dem Denman-Gletscher und dem Lambert-Graben mit dem Lambertgletscher und ist wegen Eisbedeckung nicht aufgeschlossen. Während der Kollision der australischen, indischen und ostantarktischen Kontinentalmassen wurden die Inlier des Pinjarra-Orogens zwischen 550 und 500 mya tektono-thermisch überprägt.
Das ca. 2000 Kilometer lange Paterson-Orogen tritt am Ostrand des Pilbara-Kratons zu Tage. Es besteht aus drei paläo- bis mesoproterozoischen magmatischen und sedimentären, mehrfach deformierten und metamorphierten Grundgebirgsterranen, Die ältesten Protolithe weisen Alter um 2300 mya auf. Auf diesen Grundgebirgseinheiten entstanden in zwei Sedimentbecken neoproterozoischen Ablagerungen. Diese datieren zwischen 850 und 830 mya. Um 650 mya fanden Auffaltungen und niedergradige Metamorphosen statt, denen um 550 mya weitere tektono-thermale Überprägungen folgten.
Das Petermann-Orogen, bzw. die Petermann Ranges, erstrecken sich ca. 320 Kilometer vom Osten im zentralen Western Australia bis in die südöstliche Ecke des Northern Territory. Es entstand während der intra-kontinentalen Petermann-Orogenese zwischen 550 und 535 mya und führte u. a. zur Exhumierung des mesoproterozoischen Musgrave-Blocks, der als Verlängerung des Albany-Fraser-Orogens angesehen wird und als Musgrave Ranges zu Tage tritt.

## Periphere Orogenesen
Am Südrand Ostgondwanas bildeten sich beim Zerfall Rodinias während Dehnungsregime Sedimentbecken an Kontinentalrändern aus. Sie hatten ihre Ursache in der Übertragung von tektonisch bedingten Spannungen in der kontinentalen Erdkruste auf die Außenflanken der Kontinente. Auch begann sich der Proto-Pazifik zu öffnen. Diese Prozesse fallen zeitlich in den Zerfall Rodinias. Anschließende kollisionsbedingte Inversionen der Dehnungsphasen führten zur ostantarktischen Ross-Orogenese und australischen Delamerischen-Orogenese mit der Ausformung der entsprechenden Orogene.
- Ross-Orogenese

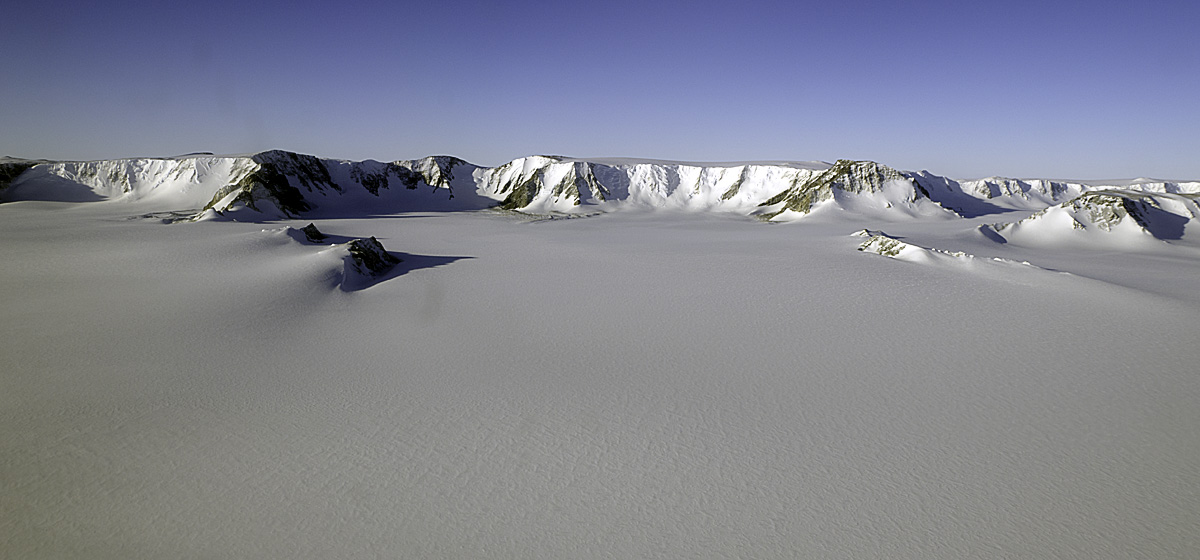
Holmes Summit, der höchste Berg in den Shackleton Ranges
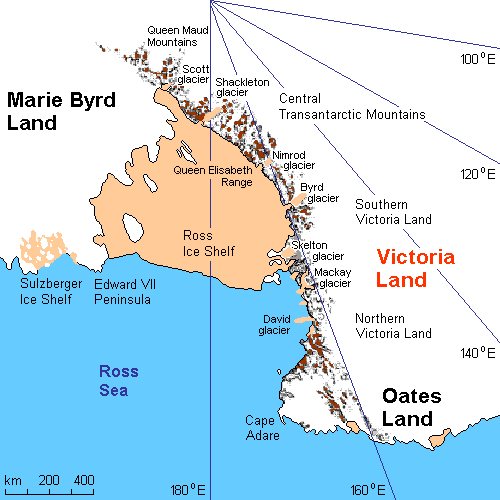
Lage des Viktorialandes mit Oatesland im Süden
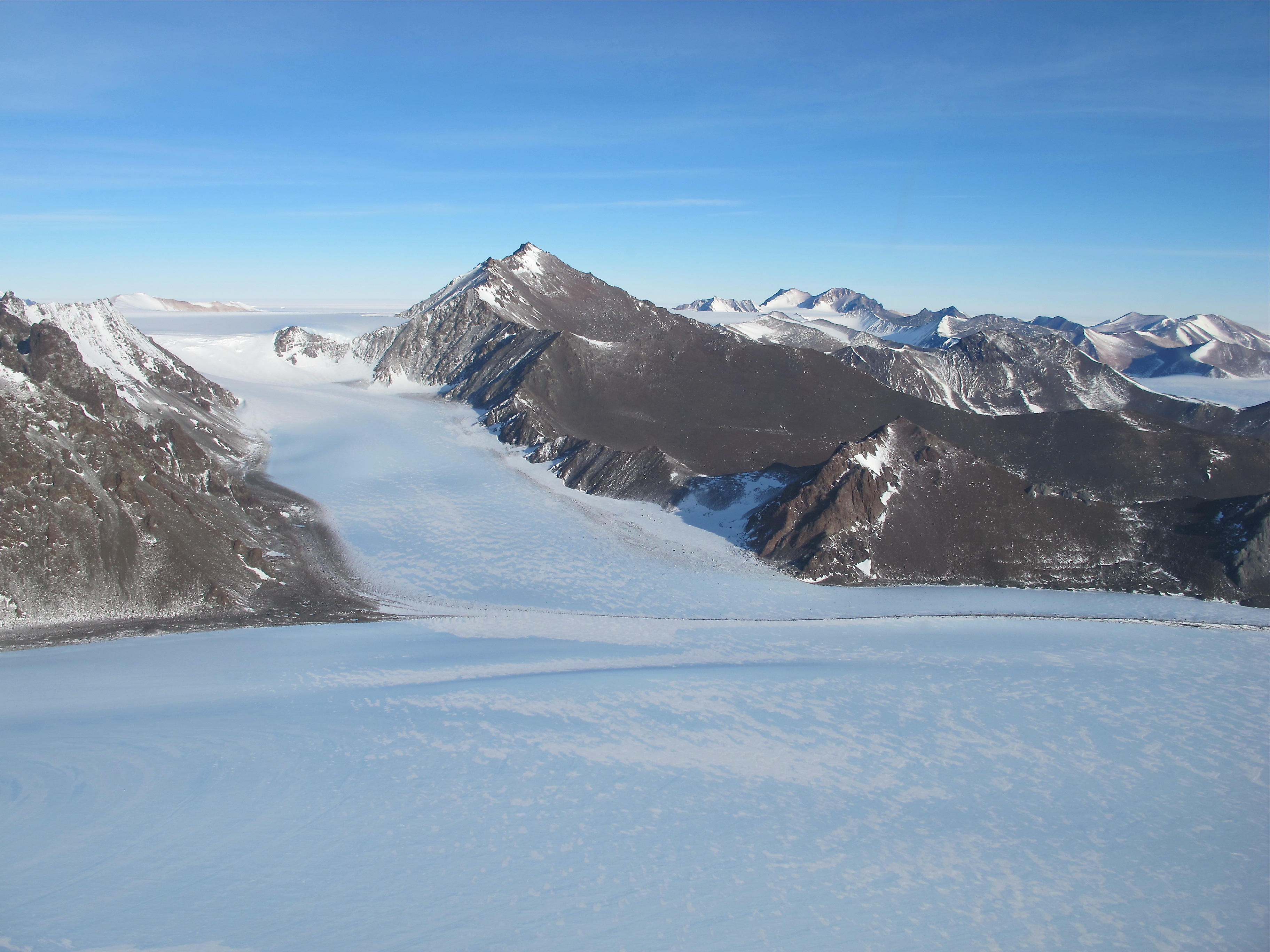
Pensacola Gletscher in den Pensacola Mountains
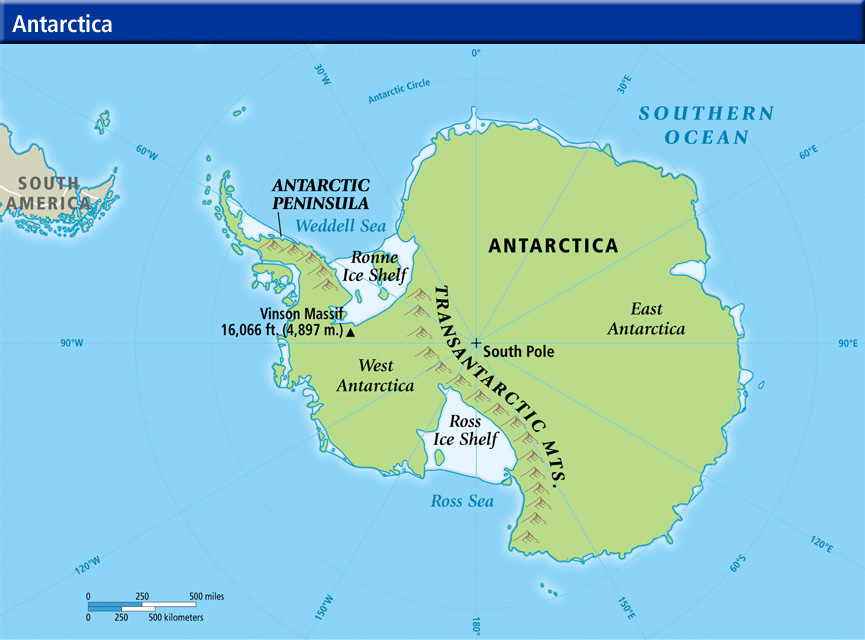
Verlauf des Transantarktischen Gebirges
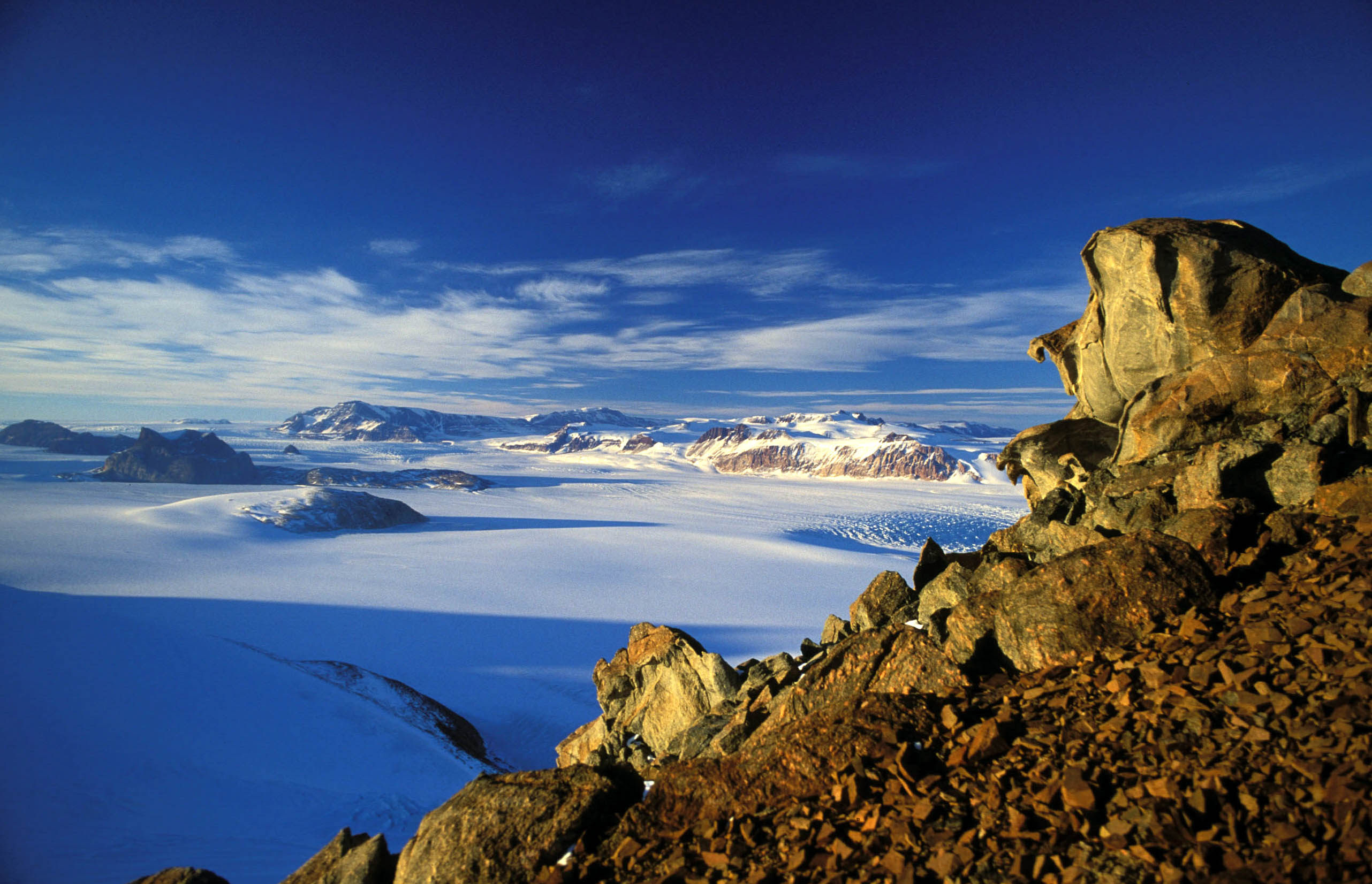
Felsformationen des Transantarktischen Gebirges im nördlichen Viktorialand

Die Ross-Orogenese ereignete sich am südlichen Rand Proto-Ostantarktikas. Ihr ging eine dehnungsbedingte Ausbildung von ozeanischen Becken voraus, in die sich marine Sedimentpakete ablagerten. Mit dem Schließen dieser Becken bildete sich das Ross-Orogen. Es erstreckt sich über eine Länge von ca. 3400 Kilometer zwischen dem nördlichen Viktorialand am Pazifik und den Pensacola Mountains am Atlantik. Es entstand zwischen 550 und 480 mya entlang einer Subduktionszone am ostantarktischen aktiven Kontinentalrand in Verbindung mit der Akkretion mehrerer unterschiedlich zusammengesetzter und metamorpher Inselbogenkomplexen. Generell ist es charakterisiert durch Granite, Terrane sowie flysch- und molasseartige Sedimente. Bestandteil des Ross-Orogens ist u. a. die Shackleton Range. In Oatesland, am südlichen Ende Viktorialand, wurden symmetrisch nach Westen und Osten gerichtete Überschiebungen entdeckt, die sich in das australische Delamerian-Orogen verfolgen lassen. Das Ross-Orogen bildet das Grundgebirge, auf dem sich ab 65 mya das Transantarktischen Gebirges entwickelte.
- Delamerische Orogenese

Lage des australischen Bundesstaates South Australia
Lage von Tasmanien
Lage des australischen Bundesstaates Viktoria
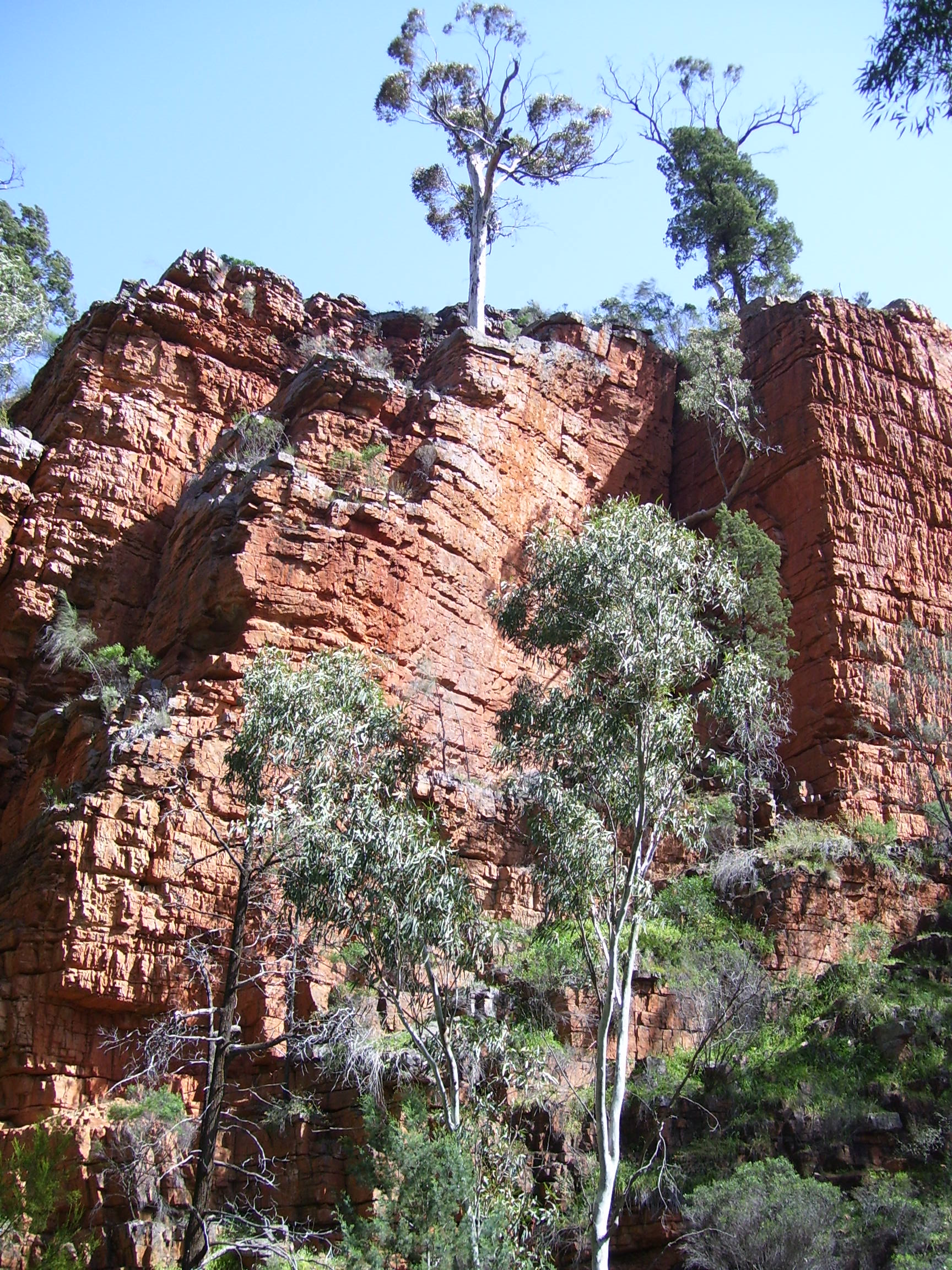
Sedimentäres Kliff in den Mount Lofty Ranges/South Australia
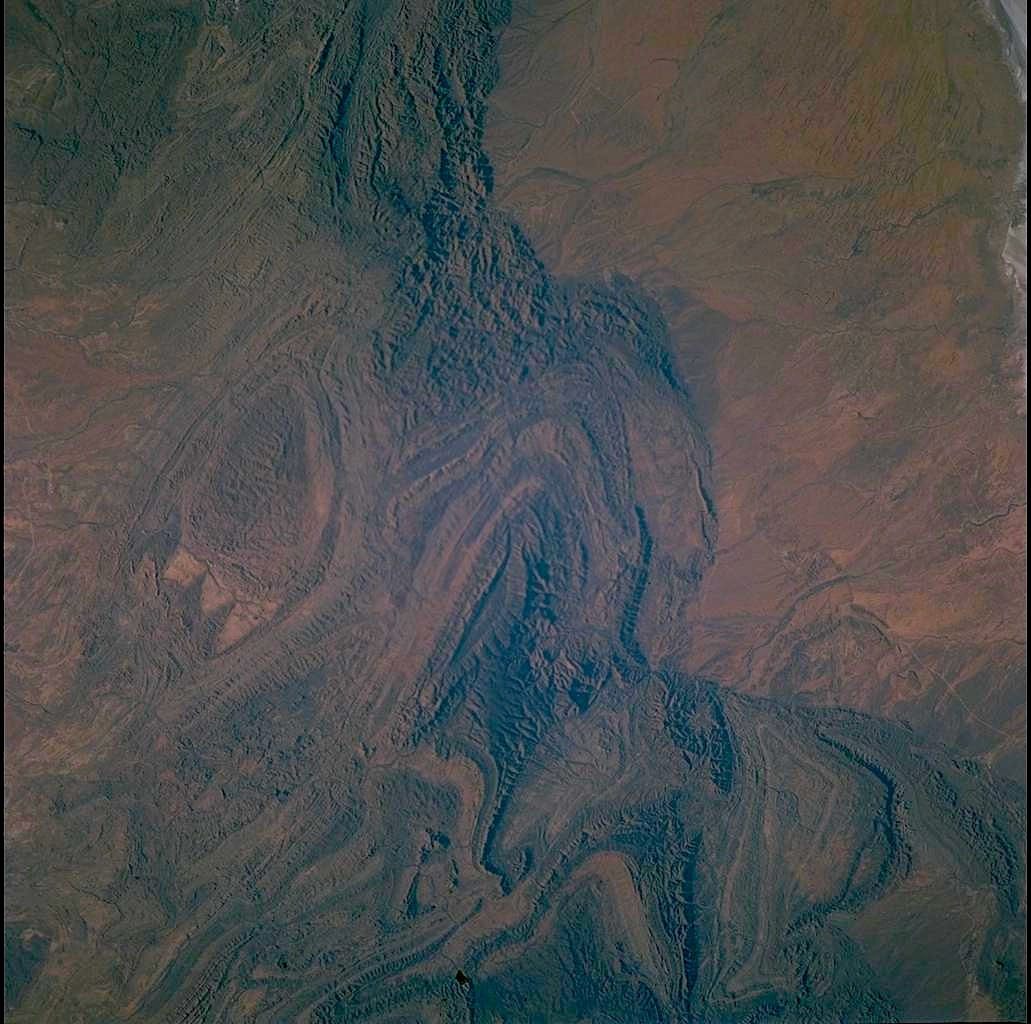
Satellitenaufnahme der nördlichen Flinderskette/South Australia
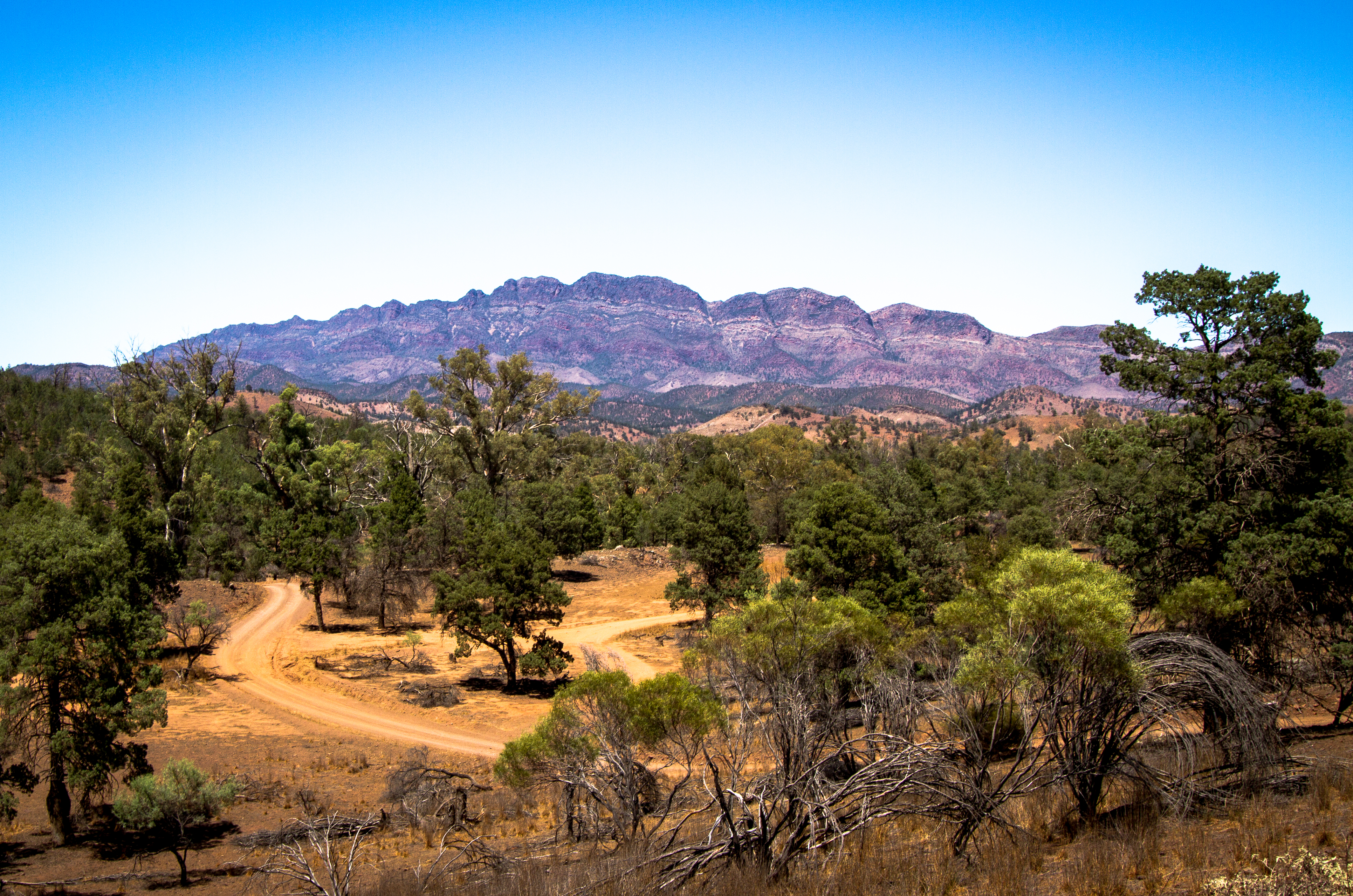
Felsformation in der Flinderskette/South Australia

Am Südrand Proto-Australiens ereignete sich die Delamerische Orogenese. An passiven Kontinentalrändern setzte die Bildung von großen Sedimentbecken ein, in denen sich ein ca. 24 Kilometer mächtiger Sedimentstapel unterschiedlicher Zusammensetzung sowie riftbezogene Vulkanite und magmatische Intrusionen ablagerten. Zwischen 514 und 490 mya invertierte die Dehnungs- in eine Kompressionsphase infolge von Subduktionsprozessen, die zur Delamerischen Orogenese führte mit Ausbildung von erheblichen Überschiebungen, Auffaltungen, Verwerfungen und Kuppeln. Rasche Krustenhebungen, Dehnungsprozesse mit post-orogenen magmatischen Intrusionen beendeten diese Phase. Diese Strukturen sind in dem ca. tausend Kilometer langen und mehrere hundert Kilometer breiten Adelaide Rift-Komplex sowie anderen Orogenen im heutigen Australien und Tasmanien present. Der Adelaide Rift-Komplex erstreckt sich nördlich von Adelaide im Bundesstaat South Australia und weiter von Westtasmanien, nordnordwestwärts in Richtung Westviktoria bis hinzu zum nordzentralen Australien. Erodierte Stümpfe stellen heute die Mount Lofty Ranges und Flinderskette, jeweils in South Australia, dar. Begleitet war diese Orogenese von mehreren Intrusionen, z. B. die Granite bei den Städten Victor Harbor und Palmer sowie der Granit/Gneis-Komplex des Mount Crawford nahe Williamstown in den südöstlichen Mount Lofty Ranges.